# Pays-Bas
Pour les articles homonymes, voir Pays-Bas (homonymie).
Ne doit pas être confondu avec la Hollande.
Royaume des Pays-Bas
(nl) Koninkrijk der Nederlanden 
Les Pays-Bas (en néerlandais : Nederland), en forme longue le royaume des Pays-Bas (Koninkrijk der Nederlanden), parfois appelés la Hollande par métonymie, sont un pays transcontinental dont le territoire métropolitain est situé en Europe du Nord-Ouest et le territoire d'outre-mer, dans les Antilles. 
Frontaliers de la Belgique au sud et de l'Allemagne à l'est, les Pays-Bas possèdent également une frontière avec la France, en outre-mer, sur l'île de Saint-Martin. Ils sont administrés en quatre territoires autonomes ou nations constitutives : Aruba, Curaçao, Saint-Martin et le territoire métropolitain, lui-même divisé en douze provinces, duquel dépendent néanmoins trois communes à statut spécial situées dans la partie d'outre-mer : Bonaire, Saba et Saint-Eustache, collectivement nommées les Pays-Bas caribéens.  
Les Pays-Bas sont une monarchie constitutionnelle comptant 18 millions d'habitants en 2025. La ville d'Amsterdam est la capitale du royaume (plus précisément la capitale constitutionnelle), bien que les institutions gouvernementales — exécutives, législatives et judiciaires — siègent à La Haye, sur la côte de la mer du Nord.
Le roi Guillaume-Alexandre est chef de l'État depuis le 30 avril 2013.
Géographiquement, le pays dispose de caractéristiques uniques, possédant l'une des altitudes moyennes les plus faibles au monde : environ un quart du territoire en Europe est situé sous le niveau de la mer et un cinquième est couvert d'eau. Au fil des siècles, des digues sont construites et des terres sont gagnés sur le delta de la Meuse et du Rhin. Ce dicton résume la situation du pays : « Dieu a créé le Monde et les Néerlandais ont créé les Pays-Bas ». Les classiques paysages néerlandais sont en cela constitués de « larges rivières coulant paisiblement à travers des plaines sans fin », selon le poète Hendrik Marsman. Sa géographie particulière laisse penser que le pays tire son nom de sa basse altitude. Mais c'est surtout sa position en aval du bassin versant du Rhin qui lui a donné son nom. Au XVIe siècle, l'appellation Pays d'Embas est utilisée par Marie Iʳᵉ en opposition à ses autres possessions en amont, dont l'Autriche.
La Hollande est souvent utilisée dans le langage courant et de manière impropre pour désigner les Pays-Bas dans leur ensemble, appellation désignant une région historique à l'ouest du pays. Jusqu'au XVIe siècle, l'appellation des Pays-Bas englobe non seulement le pays connu sous ce nom à l'époque contemporaine, mais aussi la Belgique sauf la principauté de Liège, le Luxembourg, le futur département français du Nord et une partie de la Picardie.
Les territoires aujourd'hui rassemblés en tant que Pays-Bas sont, dans leur histoire, relativement indépendants de tout pouvoir royal centralisé, avant le XVIe siècle, bien qu'inclus dans le Saint-Empire romain germanique. Alors que Charles Quint affirme une unité nationale en 1549, son fils, Philippe II, voit la révolte des habitants des Pays-Bas contre son autorité lors de la guerre de Quatre-Vingts Ans,. La République est alors fondée sur sa défaite. Le nouvel État connaît un « siècle d'or », lorsqu'il constitue un Empire colonial, dont les vestiges sont les territoires caribéens conservés aujourd'hui, portant son rayonnement culturel et artistique à un niveau mondial. Affaibli par les guerres napoléoniennes et la capture de sa flotte navale, le pays devient le royaume de Hollande en 1806 et ne revient pas à un régime républicain lors du départ des Français, en 1815.
Il est l'un des premiers États au monde à se doter d'un système parlementaire élu qui n'est pas renversé. À partir de 1848, les Pays-Bas sont gouvernés comme une démocratie parlementaire sous l'influence de Johan Thorbecke, durant le règne de Guillaume II.
Avec une longue tradition de tolérance sociale, ils sont généralement vus comme un pays progressiste et novateur, en abolissant la peine de mort en 1870, en légalisant le droit de vote des femmes en 1917 et en décriminalisant, relativement tôt, l'avortement, la prostitution, l'euthanasie, ainsi que certaines drogues. En 1868, le poète français Charles Baudelaire décrit les Pays-Bas comme un lieu « où tout est beau, riche, tranquille, honnête », avant d'ajouter : « pays singulier, supérieur aux autres ».
Restés neutres durant la Première Guerre mondiale et engagés dans le camp des Alliés durant la Seconde Guerre mondiale, les Pays-Bas signent, en 1945, avec la Belgique et le Luxembourg, le traité économique d'union douanière du Benelux, négocié pendant le conflit par les gouvernements en exil des trois pays à Londres.
Par la suite, dans son histoire contemporaine, le pays devient l'un des membres fondateurs de l'ONU, de l'UE, de l'OTAN, de l'OCDE et de l'OMC. Il est actuellement[Quand ?] un invité permanent du G20. La construction du plan Delta, système de protection des terres contre la mer, l'une des Sept Merveilles du monde moderne, est achevée en 1997, après 47 ans de travaux. En 2001, le pays devient le premier au monde à légaliser le mariage homosexuel, tandis que l'année suivante, l'euro est adopté comme monnaie, en remplacement du florin. Figurant dans les années 2010 parmi les États les plus démocratiques et les moins corrompus au monde, les Pays-Bas en sont l'un des pays les plus développés selon le rapport annuel des Nations unies sur l'IDH et l'un des premiers concernant le bonheur des enfants d'après l'UNICEF. Le pays est également parmi les premiers au monde concernant la liberté de la presse selon RSF et l'équilibre entre vies personnelle et professionnelle selon l'OCDE.
Selon Oxfam International, il est cependant l'un des paradis fiscaux les plus notables dans le monde. En 2024, les Pays-Bas sont classés en 8e position pour l'indice mondial de l'innovation.

## Toponymie

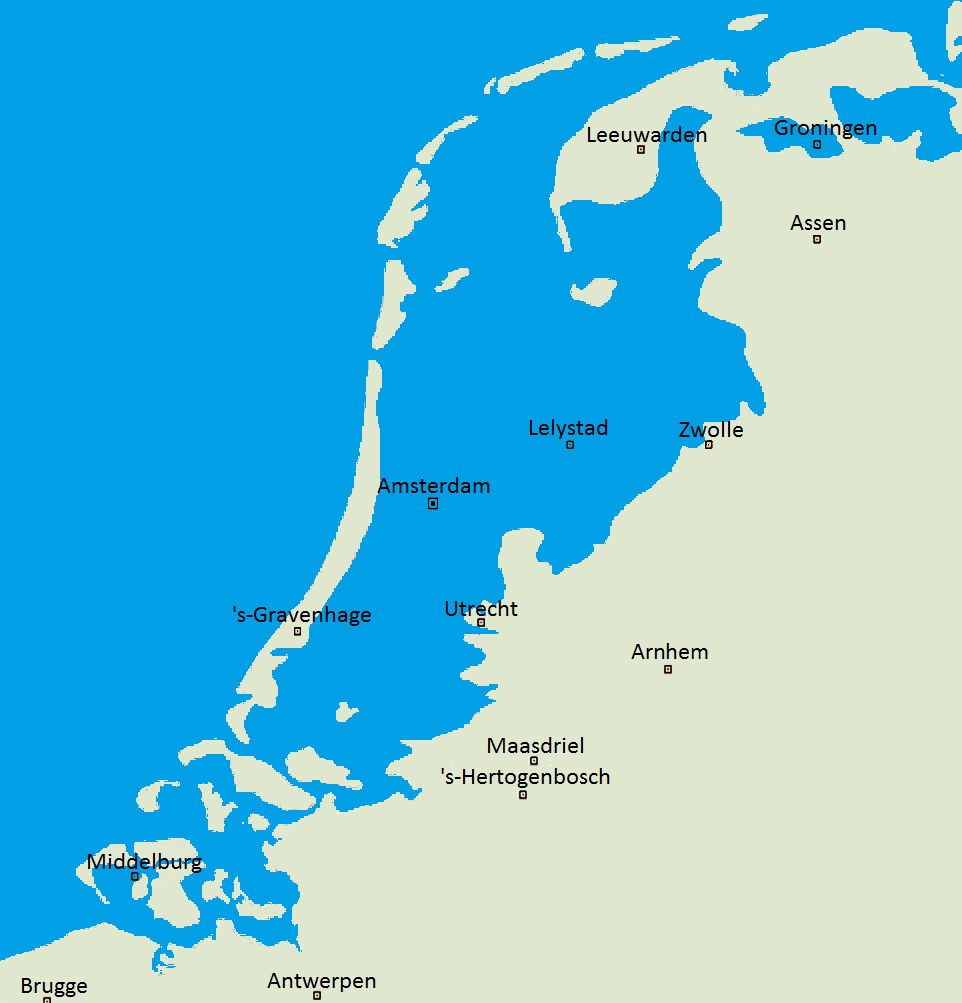
Terre au-dessus du niveau de la mer aux Pays-Bas.

À l'apogée de l'État bourguignon à la fin de la période médiévale, la partie nord des possessions ducales, dans ce qui est actuellement le territoire belge et néerlandais, est appelée « États de par-deçà » ou « Pays-Bas » pour les distinguer des « États de par-delà » (Bourgogne proprement dite et Franche-Comté). Là est l'origine du terme de la région historique des Pays-Bas, terme qui sera donné au cours des siècles et sous différentes formes et à plusieurs pays sur ce territoire.
Le nom du pays fait allusion à son altitude peu élevée et par conséquent à sa lutte permanente contre les eaux. Cependant, pour l'appellation « Hollande », la signification du nom est « pays creux ». Une synecdoque courante parfois pratiquée par les Néerlandais eux-mêmes désigne les Pays-Bas du nom de Hollande, ainsi que les Néerlandais par les Hollandais et parfois la langue néerlandaise par le hollandais. La Hollande stricto sensu n'est que l'une des régions des Pays-Bas divisées en deux provinces (Hollande-Septentrionale et Hollande-Méridionale), abritant les grandes villes du pays (Amsterdam, La Haye, Rotterdam), et le hollandais une catégorie de dialectes parlés dans ces provinces.
Depuis le 1er janvier 2020, l'appellation officielle est « Pays-Bas » et non « Hollande ».

## Géographie

### Localisation et frontières
- Emplacement : Europe de l'Ouest (ou, dans un sens beaucoup plus restreint, en Europe du Nord). Les Pays-Bas sont délimités au nord, et à l'ouest, par la mer du Nord, au sud par la Belgique et à l'est par l'Allemagne.
- Surface
  - Totale : 41 526 km2
  - Terre : 33 883 km2
  - Eau : 7 643 km2
- Territoire maritime
  - Zone de pêche exclusive : 200 milles nautiques (370 km)
  - Eaux territoriales : 12 milles nautiques (22 km)
- Territoire : Principalement littoral ou gagné sur la mer (polders), vallonné dans le Sud-Ouest.
- Points culminants
  - Négatif : Zuidplaspolder (Nieuwerkerk aan den IJssel) (-6,76 m)
  - Positif : Vaalserberg (321 m) ou mont Scenery (887 m, dans les Antilles néerlandaises)
- Ressources naturelles : Gaz naturel, agriculture.

Les ressources en charbon n'étaient pas très importantes, et étaient concentrées dans la région du Limbourg, dont les mines étaient exploitées depuis le Moyen Âge. C'est après la période napoléonienne que les mines du Limbourg (nl) ont commencé à être activement exploitées, en concomitance avec la révolution industrielle.
En 1931, ces mines produisaient 14 millions de tonnes de charbon, extraites par près de 3 800 mineurs. La dernière mine a été fermée en 1973 après un déclin progressif de la production.

### Climat, paysages et hydrographie

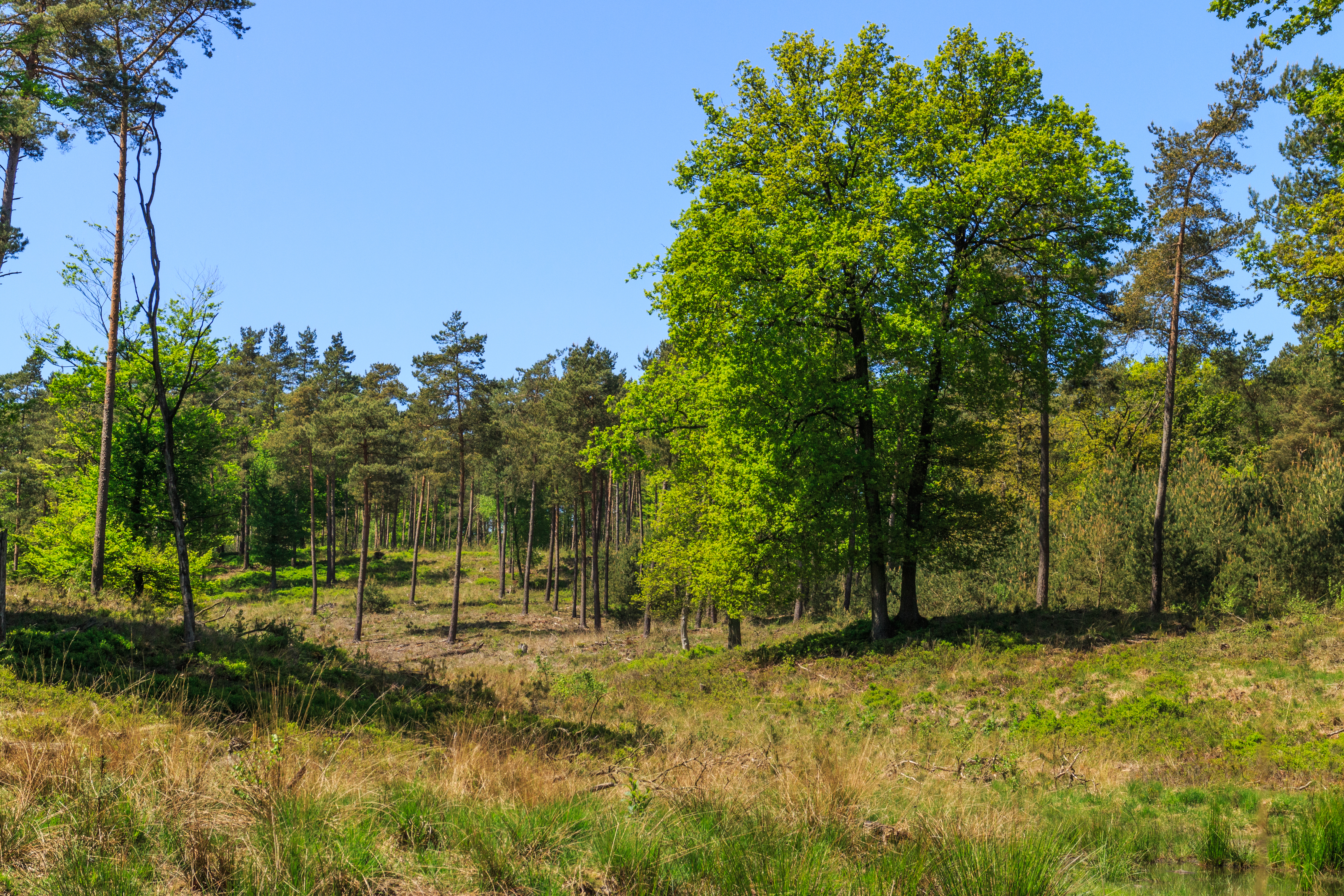
Landes arborées dans la Veluwe (en été)

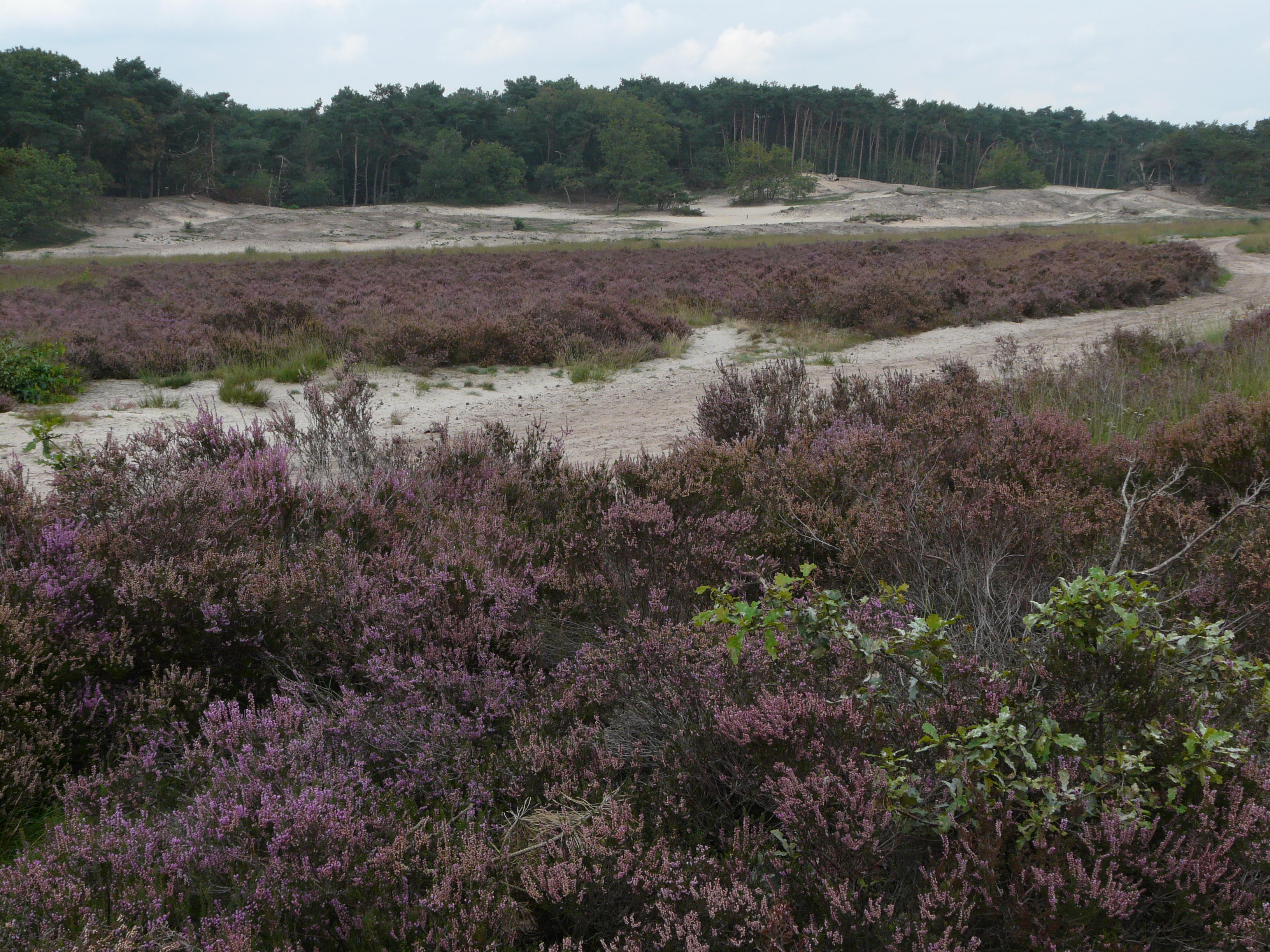
Dunes, petite végétation et forêt dense dans le Brabant-Septentrional.

Précocement et largement urbanisé par rapport à la moyenne européenne, le pays préserve cependant en son centre une vaste étendue boisée désignée comme son cœur vert. Cette région est généralement associée au Waterland (« Pays de l'eau » en néerlandais), territoire situé au nord d'Amsterdam, composé essentiellement de lacs et de canaux.
Le climat des Pays-Bas européens est tempéré océanique, c'est-à-dire présentant un été souvent frais et un hiver marqué. Les îles dans les Caraïbes sont pour la plupart à climat tropical (Saint-Eustache, Saint-Martin), même si Saba et Curaçao sont plus sèches.
Un quart du territoire néerlandais européen se situe sous le niveau de la mer et atteint même plus de 6,76 mètres en négatif, record en Europe. Or, d'après les scientifiques, les terres de très basse altitude (en dessous de 10 mètres) pourraient être très vite affectées par la montée des océans. Le GIEC (Groupe d'experts intergouvernemental sur le climat) considère par ailleurs le delta du Rhin comme l'un des plus vulnérables du monde. Les Pays-Bas entrent pour cette raison dès les années 1980 dans une logique de développement durable[réf. nécessaire]. Les sols y sont très fertiles, donc au cœur de l’économie.
Le centre du pays alterne forêts et espaces sablonneux, l'est se compose de landes, tandis que le Limbourg, au sud, a un paysage composé de collines calcaires. Le paysage touristique des champs de tulipes est visible essentiellement dans les environs d'Amsterdam et de La Haye (Westland), les visiteurs internationaux se rendant généralement à Lisse.
La lutte contre les eaux est toujours présente : l'aspect du littoral néerlandais est considérablement modifié dans le temps en raison de catastrophes naturelles et de l'intervention humaine, notamment via l'apparition des lacs de bordure. Une perte de terre notable a lieu avec la tempête de 1134, qui crée l'archipel devenu la province de Zélande (Zeeland en néerlandais, « pays de la mer ») dans le Sud-Ouest. Lors de plusieurs inondations mémorables, dont celle de la Sainte-Lucie, la mer du Nord envahit la partie centrale du pays en absorbant le lac Flevo pour former le Zuiderzee.

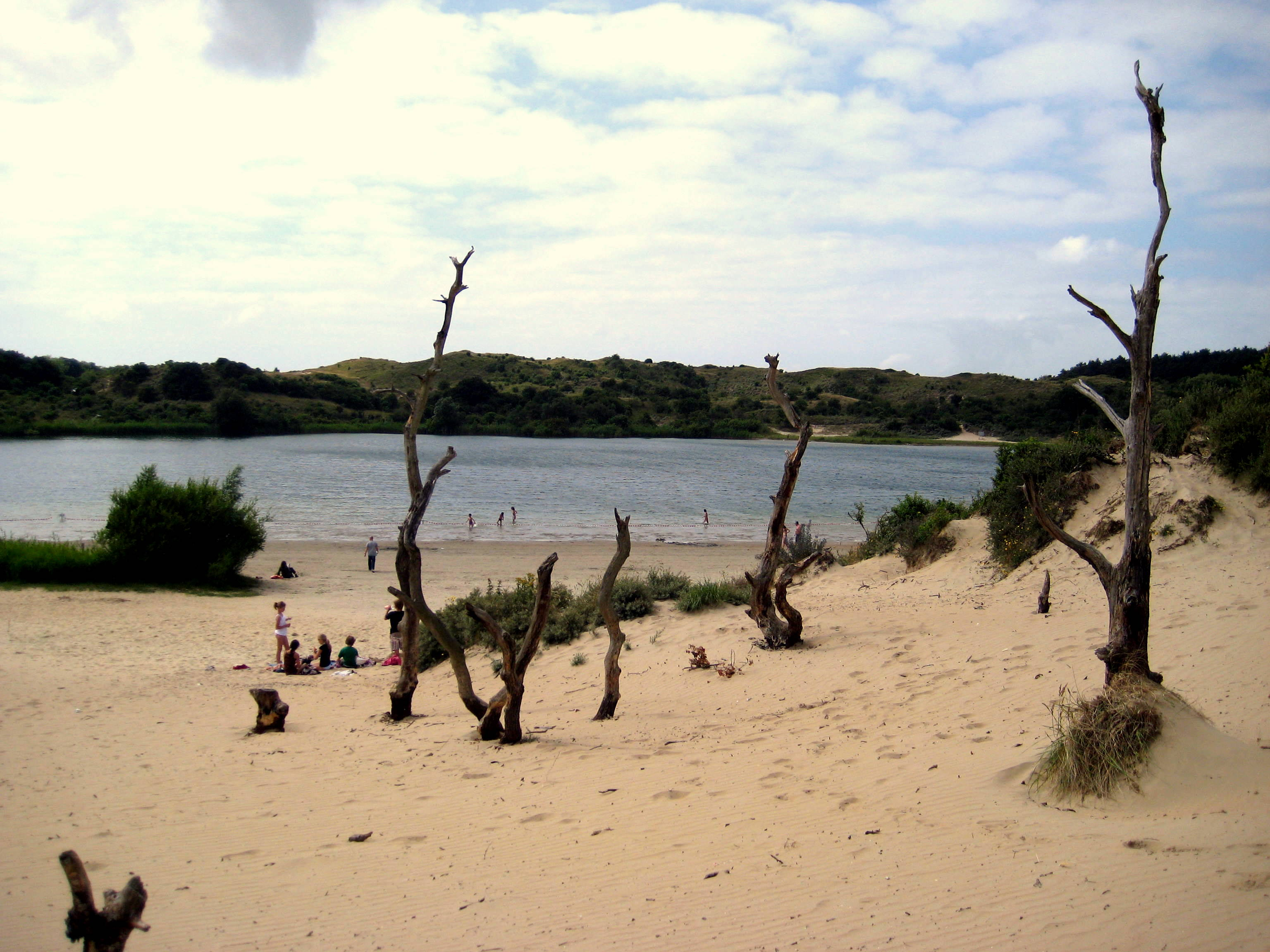
Duinmeertje 't Wed dans le Kennemerland.

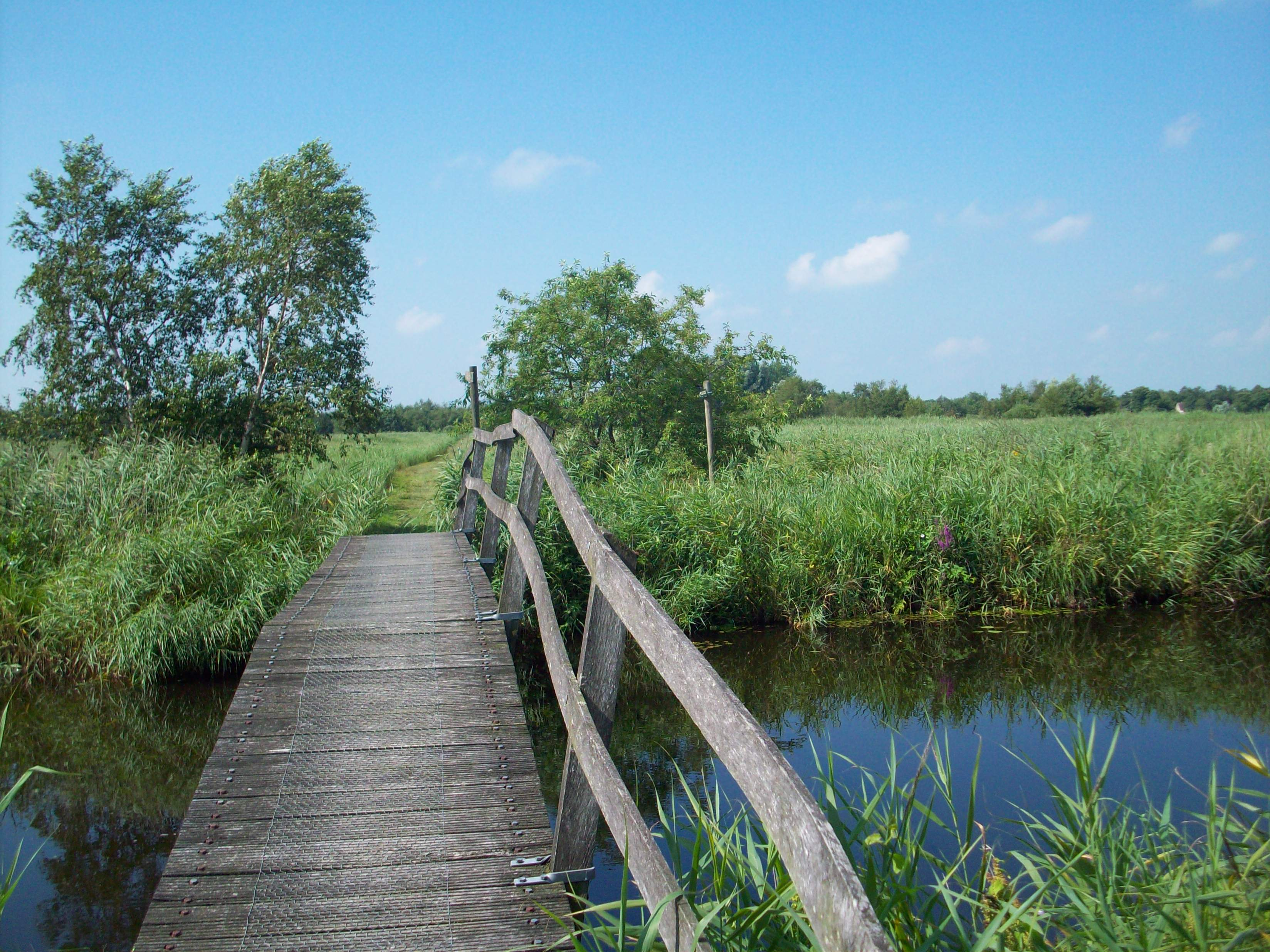
Pont en bois au-dessus d'un canal frison.

En 1421, l'inondation de la Sainte-Élisabeth fait céder les digues à plusieurs endroits. Ces dernières ne sont alors plus convenablement entretenues, car le pays est en guerre civile (rivalités entre les Hameçons et les Cabillauds). Cette inondation remplace le polder nouvellement asséché par une véritable mer intérieure. Les terres alors submergées sont encore aujourd'hui sous les eaux. Le célèbre parc national De Biesbosch en fait partie. Les parties qui sont regagnées sur les eaux sont l'île de Dordrecht, l'île de Hoeksche Waard et une pointe dans le Nord-Ouest du Brabant-Septentrional. Le pays doit de nouveau faire face au XVIe siècle à deux grandes inondations qui causent la mort de plusieurs dizaines de milliers de personnes : à la Saint-Félix en 1530 et à la Toussaint 40 ans plus tard.
Dans la nuit du 31 janvier au 1er février 1953, de nombreuses digues des provinces de Zélande, de Hollande-Méridionale et du Brabant-Septentrional ne résistent pas à la combinaison des grandes marées et d'une tempête venant du Nord-Ouest. Sur les îles et sur le continent, de vastes zones du pays sont complètement inondées et un millier de personnes tuées. Pour éviter que de pareilles catastrophes se reproduisent, un ambitieux projet est imaginé et mis en œuvre : le plan Delta, construit entre 1950 et 1997, composé de barrages, d'écluses, de digues, et de barrières pour contrer les montées subites d'eau dans le Sud-Ouest des Pays-Bas, pour protéger de grandes zones de terre contre la mer. Ce projet vient renforcer l'Houtribdijk et l'Afsluitdijk, digues établies en mer du Nord, à la suite des larges inondations subies par le pays en 1916, dans le cadre des travaux du Zuiderzee. Longues d'environ 30 kilomètres chacune et inaugurées dans les années 1930, la superficie du lac d'eau douce qu'elles créent atteint plus de 110 000 hectares. L'Office des eaux des Pays-Bas surveille en permanence les nombreux cours d'eau du pays. Dès le XIIe siècle, une telle société est mise en place dans le pays pour coordonner les efforts des différents territoires dans la lutte contre les eaux. Avec un budget très important, cette agence découpe les Pays-Bas en 24 districts et a pour objectif la prévention de nouvelles catastrophes (en coordination avec la Rijkswaterstaat, qui gère les infrastructures nationales), et, le cas échéant, la gestion des populations concernées. Les 24 Offices régionaux ordonnent notamment le rehaussement de certaines voies de circulation en campagne pour qu'elles contiennent l'eau en cas de perforation d'une digue, afin que les autorités aient assez de temps pour évacuer les habitants. Cependant, ces dernières investissent en moyenne un milliard d'euros chaque année à l'entretien des systèmes de régulation des eaux et les nouvelles normes de sécurité sur lesquelles sont construites les digues — les plus strictes au monde — réduisent largement le risque que de nouvelles catastrophes puissent avoir lieu. Les agences de l'eau fonctionnent sous le principe de la démocratie fonctionnelle, leurs membres étant élus dans les zones sur lesquelles elles ont autorité.
Le 24 juin 2015, un tribunal de La Haye impose à l'État de réduire d'ici 2020 de 25 % ses émissions de gaz à effet de serre, par rapport au niveau de 1990. Le juge donne raison à un collectif de citoyens, en estimant que les gaz rejetés nuisent à la santé publique, et que l'État doit prendre les mesures nécessaires pour protéger la population. Ce jugement est une première mondiale, mais l'État indique qu'il fera appel, tout en réévaluant sa projection de réduction d'émissions de gaz à effet de serre à 16 % d'ici à 2020. En 2018, les États généraux votent une loi obligeant le gouvernement à mettre en œuvre une réduction de 95 % des émissions par rapport au niveau de 1990 d'ici à 2050. Les voitures à essence et au diesel seront également interdites d'ici à 2030.
Les Pays-Bas, qui bénéficiaient historiquement de pluies régulières, subissent des sécheresses répétées particulièrement depuis 2018. Ils se déclarent en « pénurie d’eau » durant l'été 2022.

### Environnement
Le jour du dépassement (date de l'année à partir de laquelle l'humanité est supposée avoir consommé l'ensemble des ressources que la planète est capable de régénérer en un an) des Pays-Bas est le 4 mai. Les Pays-Bas sont l'un des pays dont la consommation dépasse le plus les capacités de la planète.
Le nombre d'insectes volants aux Pays-Bas chute de 75 % depuis les années 1990.
Les Pays-Bas sont menacés de disparition à cause de l'élévation du niveau de la mer, bien que leur expérience passée leur permette d'être parmi les mieux équipés pour combattre le phénomène.

#### Réseau européen Natura 2000
Le réseau Natura 2000 rassemble des sites naturels ou semi-naturels de l'Union européenne ayant une grande valeur patrimoniale, par la faune et la flore exceptionnelles qu'ils contiennent.
En décembre 2018, les Pays-Bas comptaient 196 sites dont :
- 77 zones de protection spéciale (ZPS) pour les oiseaux sur une superficie de 13 397 km2 ;
- 139 zones spéciales de conservation (ZSC) (dont les pSIC, SIC) pour les habitats et les espèces sur une superficie de 15 213 km2.

La superficie totale est de 20 605 km2, ce qui représente 13,3 % de la surface terrestre et marine du territoire des Pays-Bas.

### Transports

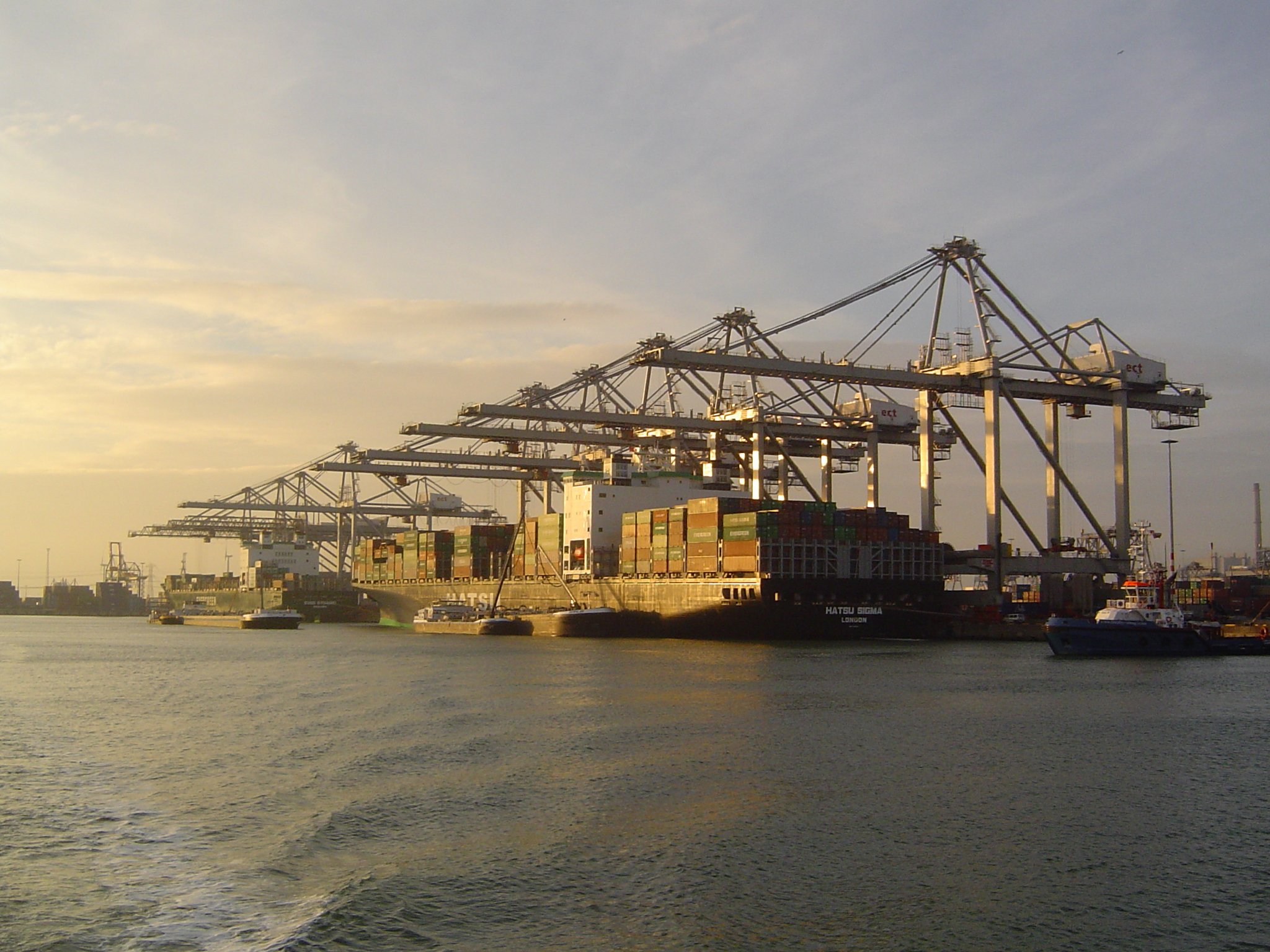
Le port de Rotterdam est le plus grand port d'Europe.

Idéalement situés en Europe, les Pays-Bas ont d'importantes infrastructures de transport. Le port de Rotterdam est le plus grand d'Europe et l'un des plus importants au monde. Les autres ports importants du pays sont le port d'Amsterdam, le port d'Ems et celui de Vlissingen-Oost. L'arrière-pays de ces ports est composé d'un vaste réseau de rivières, canaux et autres voies navigables. La façade maritime joue donc un rôle important dans l'économie néerlandaise. Les fleuves du Rhin, de la Meuse et de l'Escaut provenant des pays voisins et aboutissant à la mer du Nord, ont fait durant des siècles, et font toujours, des Pays-Bas une plaque tournante pour les transports intérieurs européens.

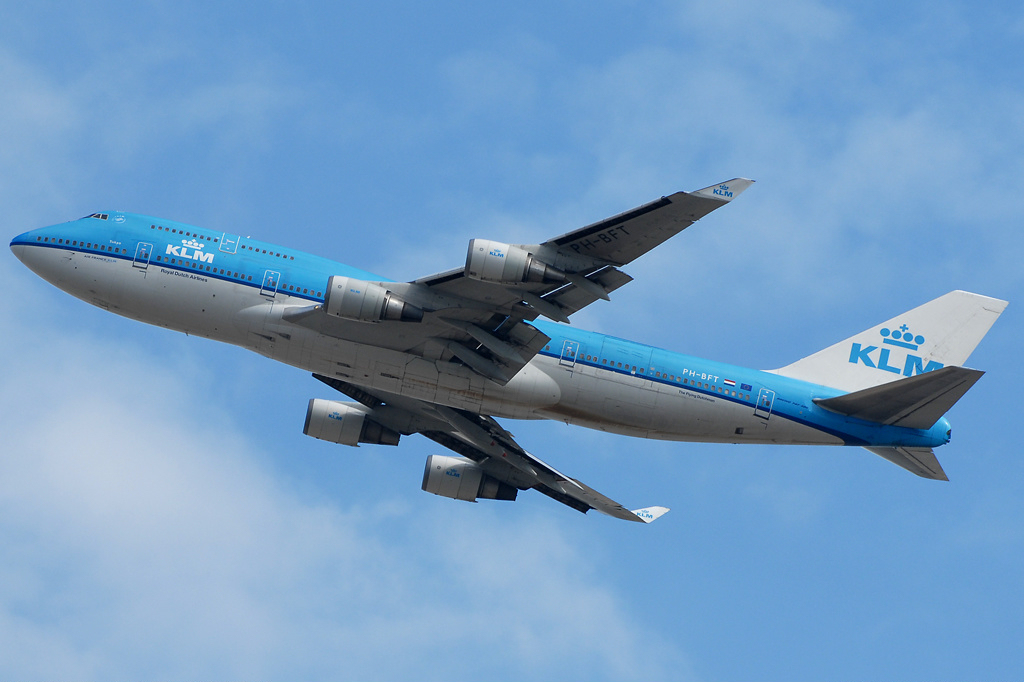
Un Boeing 747-400 de la KLM.

L'aéroport d'Amsterdam-Schiphol, est le plus grand aéroport des Pays-Bas et le troisième européen en nombre de passagers, accueillant chaque année plus de 60 millions de personnes. L'aéroport d'Eindhoven est, depuis 2006, le plus grand aéroport régional aux Pays-Bas, devant l'aéroport de Rotterdam-La Haye. Ce dernier est cependant l'aéroport officiel pour les réceptions diplomatiques. La KLM Royal Dutch Airlines est la compagnie aérienne nationale ; fondée en 1919, elle est la plus vieille compagnie aérienne du monde encore en activité. Ses avions bleus, surnommés les « blue birds », font de nos jours partie de l'identité nationale néerlandaise.
Le vélo est un mode de transport très répandu aux Pays-Bas. Au quotidien, en 2011, il est le mode de transport principal le plus employé (31 %) après la voiture (49 %), mais est majoritaire dans les villes. Les autoroutes du pays sont très utilisées et sans péage. La totalité des voies routières atteint une longueur totale d'environ 116 500 kilomètres.

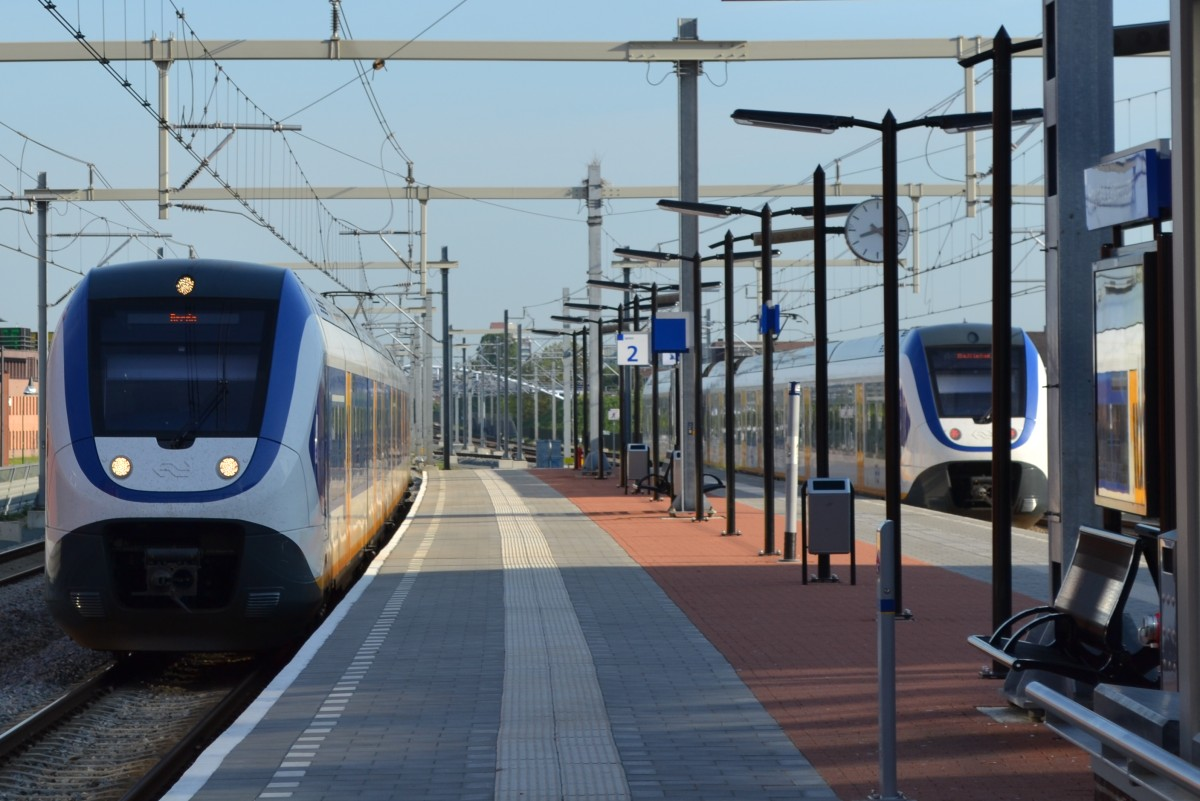
Une gare provinciale près d'Utrecht.

Le réseau ferroviaire atteint une longueur totale de 2 808 kilomètres et est l'un des plus fréquentés en Europe. Le transporteur national privé, la Nederlandse Spoorwegen (NS), assure les liaisons par rail à travers le pays. Des bus urbains et régionaux sont également largement utilisés par ces transporteurs. Dans le cadre d'un plan européen de voyage à grande vitesse par rail, les Pays-Bas ouvrent la HSL-Zuid en 2009, reliant Amsterdam à la frontière belge. Il s'agit de la seule LGV du pays en activité, que les trains de Thalys, de la High Speed Alliance et d'Eurostar empruntent à destination de la France, de la Belgique, de l'Allemagne et du Royaume-Uni. Une nouvelle ligne à grande vitesse reliant Amsterdam à la frontière allemande, la HSL-Oost, est en projet, visant à supporter l'activité de la ligne de la Betuwe.

### Géographie administrative

#### Territoires autonomes
Le royaume des Pays-Bas est constitué, depuis la dissolution de la fédération des Antilles néerlandaises le 10 octobre 2010, de quatre territoires autonomes : les Pays-Bas, Aruba, Curaçao et Saint-Martin.

#### Provinces
| Province                | Chef-lieu   | Superficie | Population (2023) | Densité |
| ----------------------- | ----------- | ---------- | ----------------- | ------- |
| Brabant-Septentrional   | Bois-le-Duc | 4 905 km2  | 2 626 368         | 535     |
| Drenthe                 | Assen       | 2 633 km2  | 502 120           | 191     |
| Flevoland               | Lelystad    | 1 412 km2  | 444 850           | 315     |
| Frise                   | Leeuwarden  | 3 336 km2  | 659 612           | 198     |
| Groningue               | Groningue   | 2 324 km2  | 596 163           | 256.5   |
| Gueldre                 | Arnhem      | 4 964 km2  | 2 133 751         | 430     |
| Hollande-Méridionale    | La Haye     | 2 700 km2  | 3 804 737         | 1 409   |
| Hollande-Septentrionale | Haarlem     | 2 665 km2  | 2 956 223         | 1 109   |
| Limbourg                | Maastricht  | 2 147 km2  | 1 128 334         | 520     |
| Overijssel              | Zwolle      | 3 319 km2  | 1 184 551         | 357     |
| Utrecht                 | Utrecht     | 1 485 km2  | 1 387 657         | 904     |
| Zélande                 | Middelbourg | 1 782 km2  | 391 142           | 219.5   |

##### Villes sur le continent européen

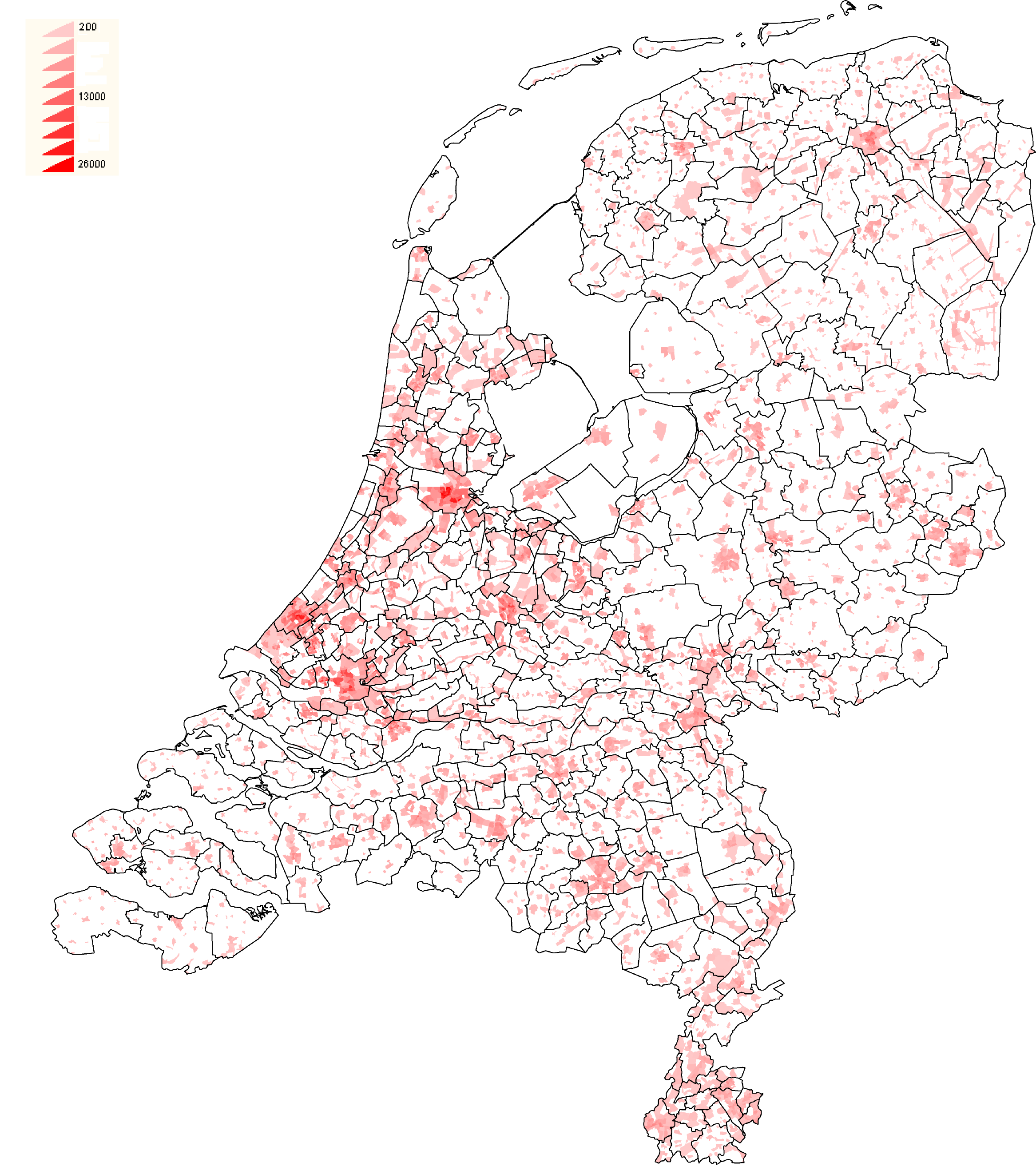
Densité aux Pays-Bas (2007).

| Rang | Ville     | Province                | Population (2023) |
| ---- | --------- | ----------------------- | ----------------- |
| 1    | Amsterdam | Hollande-Septentrionale | 921 468           |
| 2    | Rotterdam | Hollande-Méridionale    | 664 071           |
| 3    | La Haye   | Hollande-Méridionale    | 562 416           |
| 4    | Utrecht   | Utrecht                 | 367 951           |
| 5    | Eindhoven | Brabant-Septentrional   | 243 710           |
| 6    | Groningue | Groningue               | 238 179           |
| 7    | Tilbourg  | Brabant-Septentrional   | 227 701           |
| 8    | Almere    | Flevoland               | 222 919           |
| 9    | Bréda     | Brabant-Septentrional   | 186 475           |
| 10   | Nimègue   | Gueldre                 | 182 465           |

#### Territoires d'outre-mer

Schéma simplifié de l'organisation administrative du pays.

Le royaume des Pays-Bas comprend trois territoires insulaires dans les Antilles : Aruba, Curaçao et Saint-Martin. Les Antilles néerlandaises annoncent dans les années 2000 vouloir réformer leur statut. Un référendum local aux Antilles approuve le changement qui est inscrit et ratifié dans la Constitution du royaume. Les Antilles commencent leur réforme le 1er juillet 2007 : Saint-Martin et Curaçao ont obtenu transitoirement le statut de collectivités reconnues, avant de devenir en octobre 2010 des territoires autonomes dans le royaume, comme Aruba.
Les autres îles des Antilles néerlandaises, Bonaire, Saba et Saint-Eustache (Pays-Bas caribéens) deviennent des municipalités des Pays-Bas à statut particulier. L'administration de ces trois îles est partagée entre l'Office national des Pays-Bas caribéens (en néerlandais, Rijksdienst Caribisch Nederland) et l'administration locale. Ces trois îles, au contraire d'Aruba, Curaçao et Saint-Martin, ont le droit de vote aux élections législatives néerlandaises, les États autonomes disposant de leur propre Parlement et gouvernement. Un gouverneur, nommé sur proposition du Premier ministre insulaire, y représente le monarque.

## Histoire

### Préhistoire et Antiquité
Les Pays-Bas actuels sont habités durant la dernière période glaciaire[réf. nécessaire]. Par la suite, en évoluant, plusieurs peuples habitent le territoire des actuels Pays-Bas et de la Belgique. Outre les Belgae et les Frisons, les Francs et les Saxons, les Bataves, qui s'établissent sur place, sont par la suite assimilés par les Francs saliens.
Jules César conquiert les Pays-Bas autour de l'année 58 av. J.-C., ce qui en fait la frontière nordique de l'Empire romain. Dans la Guerre des Gaules, Jules César ne fait cependant aucune mention des Bataves. La première référence aux Bataves remonte à l'an 12 av. J.-C. ; les Romains construisent les premières villes et introduisent, dans la région, l'écriture. Le Nord des Pays-Bas, qui est en dehors de l'Empire romain et où vivent les Frisons, est également fortement influencé par son puissant voisin méridional.

### Invasions des peuples germaniques
La frontière romaine du Rhin ne peut plus être maintenue à partir de 250 environ. Les peuples dits barbares s'infiltrent progressivement jusqu'en 406, année durant laquelle un nombre important de germains parvient à envahir la Batavie, la Belgique et les Gaules. La civilisation romaine cède alors la place aux peuples germaniques qui fusionnent avec les habitants pour former trois peuples : les Frisons le long de la côte, seul peuple indigène ayant pu se maintenir, les Saxons dans l'Est et les Francs dans le Sud. Durant la période mérovingienne, Clovis établit le premier royaume franc, qui s'étend jusqu'au Rhin. Après sa mort, les Pays-Bas furent compris dans l'Austrasie. C'est durant cette période que les peuples occupant les Pays-Bas commencèrent à être christianisés, ainsi saint Eloi et saint Lambert convertirent les populations du Sud tandis que les Saxons et les Frisons du Nord résistaient à la christianisation, amorcée par saint Willibrord, et qui ne put être continuée par saint Boniface, celui-ci ayant été assassiné en 754 à Dokkum. La fin du royaume des Frisons survient en 734 sur les rives de la Boarn, lorsque les Frisons sont défaits par les Francs, qui occupent la partie occidentale jusqu'à la Lauwers. Les Francs attaquent l'Est du Lauwers en 785, quand Charlemagne bat Widukind.

### Saint-Empire romain germanique

L'empire de Charlemagne après le Traité de Verdun de 843.

En 843, par le traité de Verdun, l'Empire franc est divisé en trois : la Francie occidentale (la France), la Francie médiane (Lotharingie) (allant du centre de l'Italie à la Frise) et la Francie orientale (communément nommée Germanie, noyau du futur Saint-Empire romain germanique). Le territoire des Pays-Bas actuels fait alors partie de la Lotharingie, à l'exception de la rive gauche de l'Escaut (actuelle Flandre zélandaise). Celle-ci disparaît rapidement : les terres néerlandaises contemporaines sont annexées par l'Empire germanique (traités de Meerssen et de Ribemont). La plupart des Pays-Bas est occupée par le Viking jute Rorik de Dorestad aux environs de 840 à 880. La suprématie des Vikings est détruite en 920 quand le roi Henri Ier de Germanie libère Utrecht. Les Pays-Bas sont alors réintégrés dans le Saint-Empire entre les Xe et XIe siècles.
Une grande partie de l'ouest des Pays-Bas est à peine habitée entre la fin de la période romaine et autour de 1100. Vers 1000, les fermiers flamands et d'Utrecht commencent à acheter les terres marécageuses, à les assécher et à les cultiver. Ce processus se produit rapidement et le territoire inhabité est occupé en quelques générations. Des fermes indépendantes qui ne font pas partie de villages sont construites, ce qui est alors unique en Europe. Avant cette période, la langue et la culture de la majeure partie des individus habitant dans l'actuelle région de Hollande est frisonne, aujourd'hui culturellement plus présente dans la région de Frise occidentale. La conquête de ces nouvelles terres progressant, la région devient la région de Hollande au XIIe siècle. Des villes s'épanouissent, particulièrement dans le comté de Flandre et dans le duché de Brabant. Le Saint-Empire romain germanique ne peut pas maintenir l'unité politique : en plus de l'indépendance croissante des villes, les lois locales transforment les comtés et duchés en royaumes privés. Les divers États féodaux sont dans un état de guerre presque continuel.

### Bourguignons puis espagnols, les Pays-Bas sous les Habsbourg

Paysage d'hiver avec patineurs et trappe aux oiseaux de Pieter Brueghel l'Ancien, en 1565.

Les provinces formant actuellement les Pays-Bas sont progressivement rassemblées, par mariage, achat ou conquête par les ducs de Bourgogne, qui contrôlent aussi, au sud, Anvers, première place boursière mondiale. Cet ensemble de Dix-Sept Provinces passe par héritage à Charles Quint, descendant à la fois des ducs de Bourgogne et des Habsbourg. Marie de Bourgogne, la fille de Charles le Téméraire, épouse l'empereur Maximilien Ier. La Frise, la région d'Utrecht, la région de Groningue et des Ommelanden, la Drenthe et la Gueldre sont rattachées progressivement au domaine des Habsbourg après des décennies de relations conflictuelles avec le duc de Gueldre. Sous le règne de Charles Quint, empereur du Saint-Empire romain germanique et roi d'Espagne, la région fait partie des 17 provinces des Pays-Bas espagnols qui comprend également la Belgique, le Nord-Pas-de-Calais actuel et une partie de la Picardie.

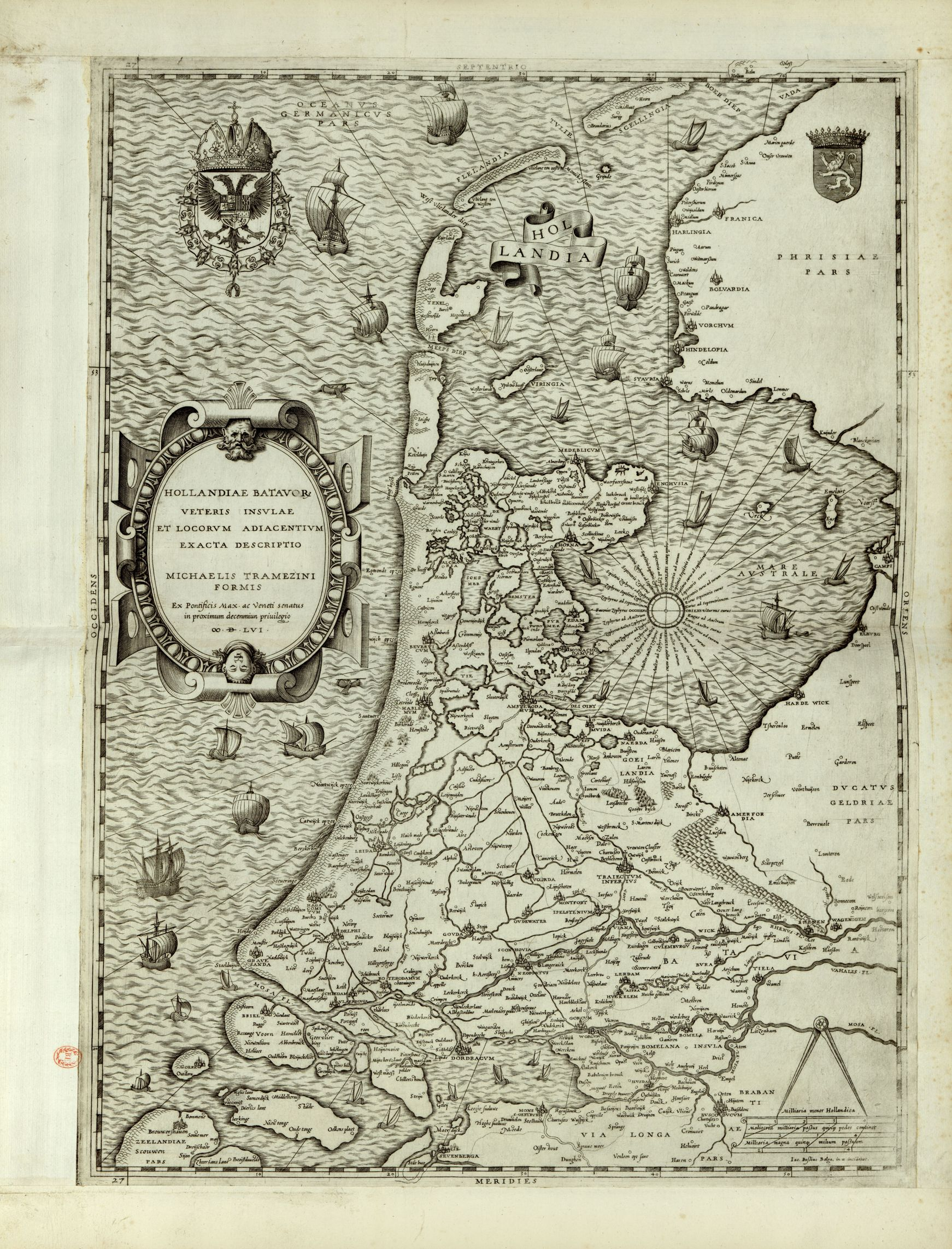
Jacob Van Deventer, Hollandiae Batavorum veteris insulae et locorum adjacentium exacta descriptio, 1556.

Lors des XVe et XVIe siècles, Érasme, théologien originaire de Rotterdam, publie divers ouvrages humanistes ; ce nouveau mouvement de pensée, qui met l'homme au centre des préoccupations, est rapidement suivi dans l'Europe entière grâce à l'imprimerie, libre dans le pays.

### Provinces-Unies

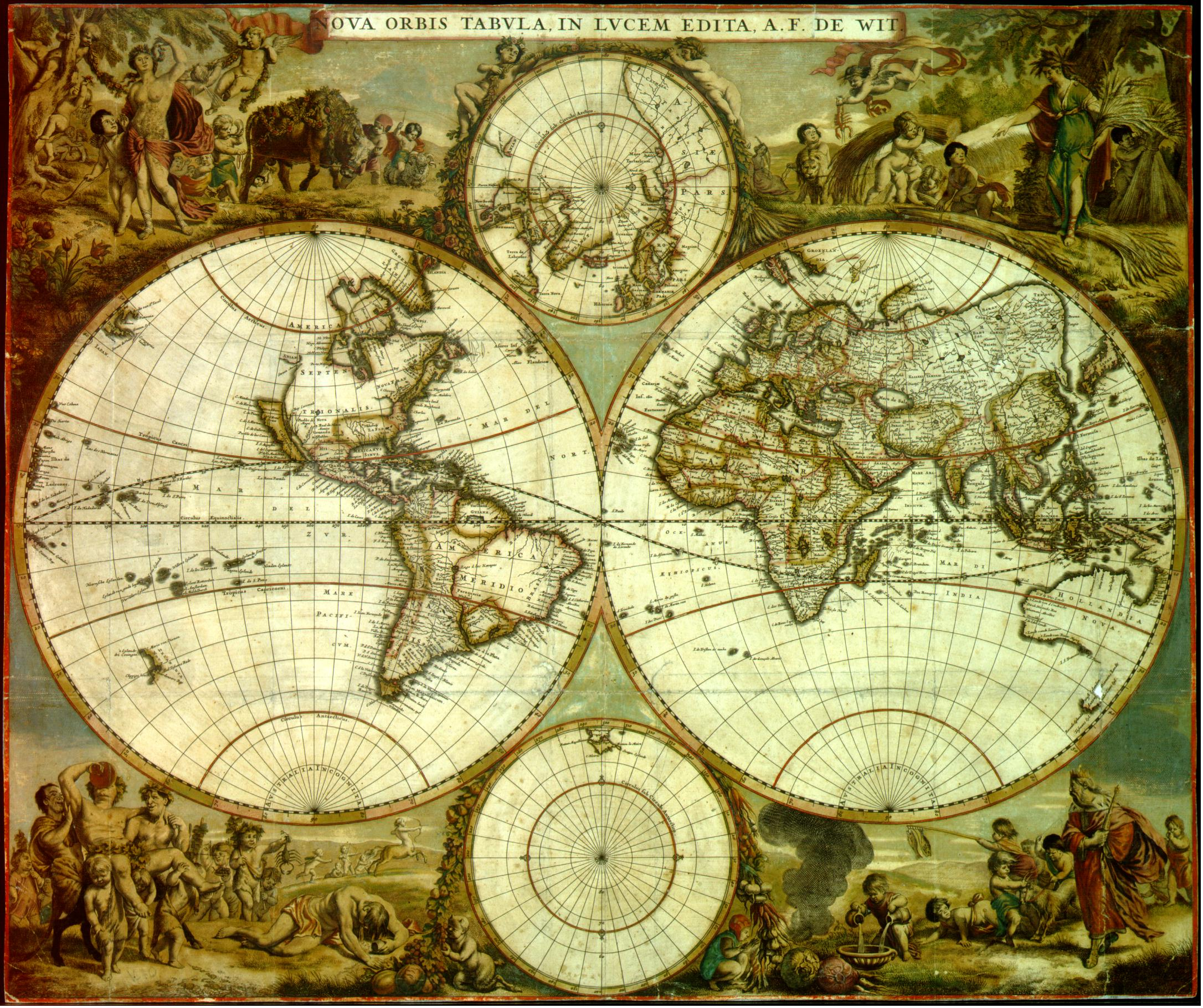
La mappemonde de Frederik de Wit, publiée en 1662 par la plus grande maison d'édition géographique de l'époque, symbolise la prépondérance économique, scientifique, culturelle et artistique du pays, parvenu au rang de grande puissance et qui dominait la cartographie elle-même.

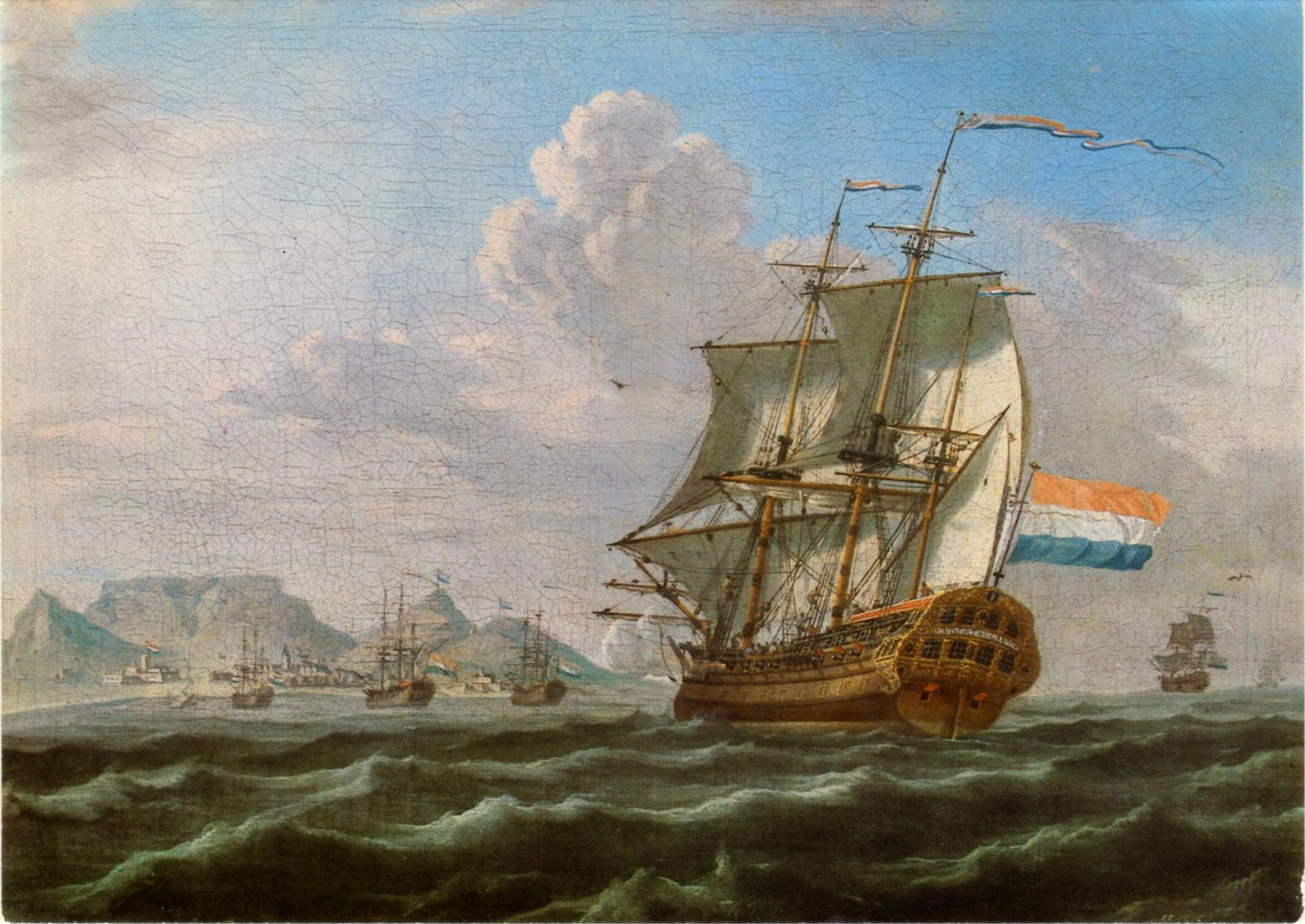
Un navire de la compagnie néerlandaise des Indes orientales arrivant au Cap en 1762. Le drapeau du prince est encore utilisé comme pavillon marin.

En janvier 1579, l'indépendance des Provinces-Unies est consacrée par l'Union d'Utrecht. La république ainsi créée comporte un ensemble de sept provinces — plus leurs dépendances — comportant chacune un Parlement ainsi qu'un gouverneur. Ces provinces sont indépendantes les unes des autres, et peuvent lever les impôts ainsi que des armées séparément. La jeune république des Provinces-Unies ne sera reconnue qu'en 1596 par la France et en 1648 par l'Espagne. Dans le Sud des Provinces-Unies, les pays de la Généralité (actuelles provinces de Zélande et du Brabant-Septentrional), sous contrôle du gouvernement central, forment alors un espace stratégique entre les Pays-Bas espagnols au sud, la Belgica Regia (qui deviendra les Pays-Bas autrichiens, la future Belgique) et les Pays-Bas protestants et calvinistes au nord conduits par le pouvoir d'Amsterdam.
Le cas des Provinces-Unies à la fin du XVIe siècle est tout à fait particulier, puisque c'est le jeune stathouder Guillaume d'Orange qui va mener une véritable révolution partie de Bruxelles lors de l'exécution des chefs de la noblesse dressés contre le pouvoir espagnol, aussi appelée la révolte des Gueux. Il en résultera une guerre connue sous le nom de guerre de Quatre-Vingts Ans de 1568 à 1648, conduisant les Néerlandais à l'indépendance de la couronne d'Espagne. Dès lors, les Pays-Bas vont entrer dans la période du « Gouden Eeuw », un âge d'or caractérisé par la prospérité économique et culturelle de la république néerlandaise et par une urbanisation précoce doublée d'un essor démographique soutenu en Hollande et Zélande. Les explorateurs du pays fondent de nombreuses colonies aujourd'hui connues sous d'autres noms, telles que l'Indonésie, l'Afrique du Sud, le Suriname, Taïwan, la Tasmanie ou encore la Nouvelle-Zélande. Avec sa Compagnie néerlandaise des Indes orientales et Compagnie néerlandaise des Indes occidentales qui utilisent la rixdale comme monnaie internationale, l'armada des Pays-Bas est l'une des plus puissantes au monde. Le pays doit cependant parfois céder des territoires aux autres puissances : la Nouvelle-Néerlande (futurs États américains de New York et du New Jersey, perdus à la suite de la signature du traité de Westminster) et la Nouvelle-Hollande d'Australie sont intégrées à l'Empire britannique, la Nouvelle-Hollande brésilienne est rendue aux Portugais, et la Nouvelle-Hollande en Acadie est donnée aux Français après la signature des traités de Nimègue avec le roi Louis XIV.
La métropole bénéficie grandement des colonies, principalement sous l'aspect économique : la ville d'Amsterdam atteint un niveau de vie bien supérieur à celui de Paris, de nombreux individus chassés des autres pays d'Europe pour des raisons religieuses s'installent dans le pays, qui porte l'image d'un État riche et tolérant. L'armée néerlandaise teste également, lors de différents conflits, une nouvelle technique de guerre : lors de la troisième guerre anglo-néerlandaise, les autorités font inonder des terrains fermiers autour d'Amsterdam pour empêcher l'avancée des troupes ennemies et ne pas avoir à se battre frontalement avec une armée à la puissance supérieure. Les agriculteurs recevaient une compensation monétaire pendant le temps de leur hébergement dans la capitale.
Du XVIIe au XIXe siècle, environ un million de personnes ont été réduites en esclavage par les autorités néerlandaises. Cette main d'oeuvre permit aux Pays-Bas de devenir la première puissance commerciale de 1584 à 1702.

### République batave et royaume de Hollande sous tutelle française
Transformé dans un premier temps en république lors de la révolution batave, menée par les « patriotes », de 1795 à 1806, après la capture par les troupes françaises de la flotte hollandaise au Helder, et dans un second temps en royaume de Hollande, de 1806 à 1810, le pays est par la suite intégré dans l'Empire français, sous Napoléon.

### Royaume uni des Pays-Bas

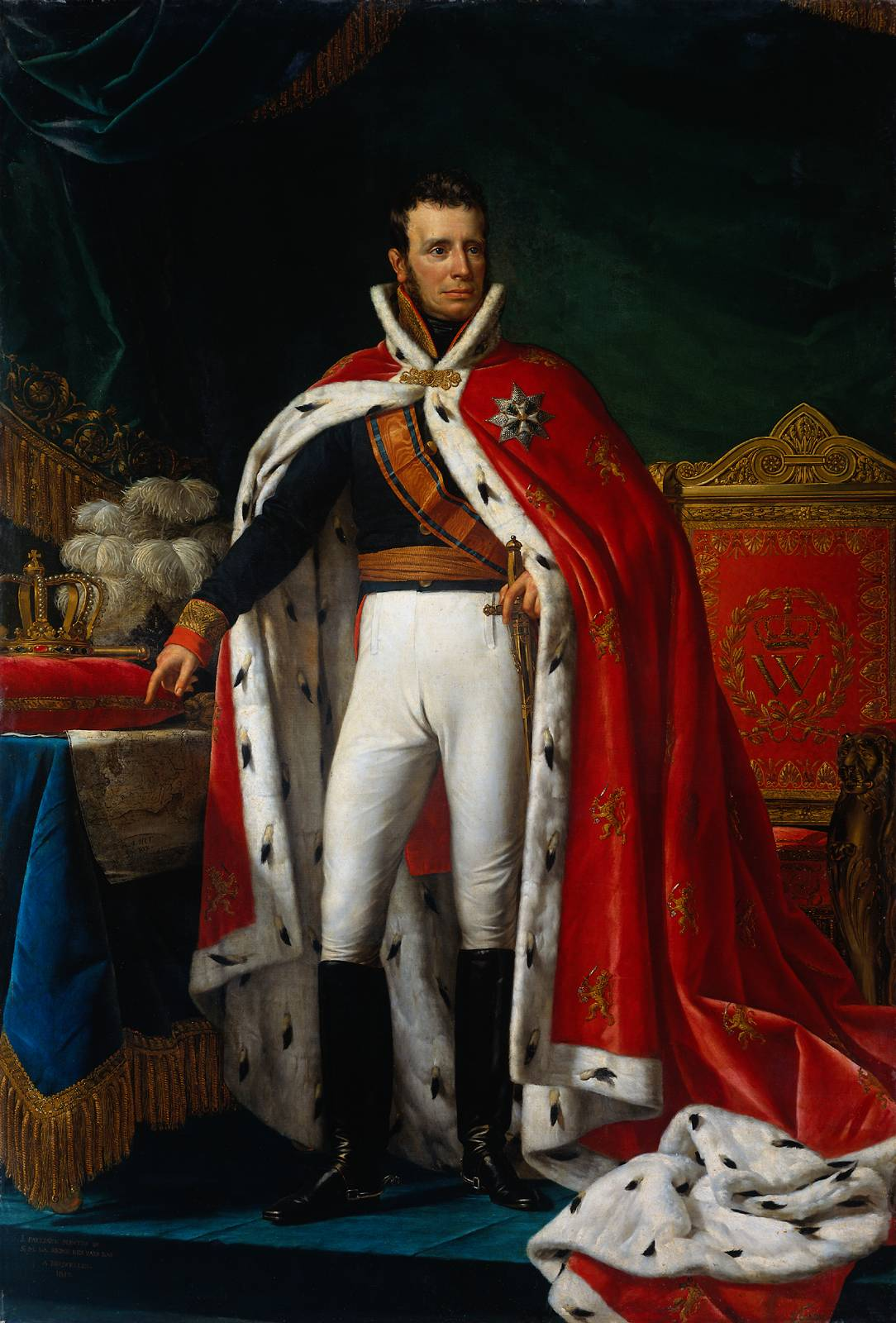
Guillaume d'Orange-Nassau.

En 1815, le Luxembourg est élevé au rang de grand-duché. Guillaume VI d'Orange, fils du stathouder Guillaume V des Provinces-Unies, devient Guillaume Ier, roi des Pays-Bas et grand-duc de Luxembourg. Guillaume reçoit le Luxembourg à titre personnel, comme compensation pour la perte de ses territoires allemands (Nassau et Fulda). Un nouveau pays est alors fondé lors du congrès de Vienne de 1815, sous le nom de « royaume uni des Pays-Bas ».
Il rassemble les actuels territoires du Benelux ainsi que les colonies néerlandaises, dont la plus importante est les Indes orientales néerlandaises, l'actuelle Indonésie. Son premier roi est Guillaume d'Orange-Nassau, l'un des vainqueurs de la bataille de Waterloo. Le royaume a deux capitales : Amsterdam et Bruxelles. En 1830, la Belgique se soulève. Peuplée surtout de catholiques, elle supporte mal le règne du protestant Guillaume Ier, mais aussi sa politique d'imposition de la langue néerlandaise comme seule langue officielle. La révolution belge aboutit à la création du nouveau royaume de Belgique (région des Pays-Bas méridionaux), qui intègre également le Luxembourg. La convention de Zonhoven en 1833, met fin officiellement au conflit. Le grand-duché reste intégré à la Belgique jusqu'en 1839, date à laquelle sa moitié orientale est érigée en État indépendant, le grand-duché de Luxembourg, membre de la confédération germanique. Ce nouvel État et le royaume des Pays-Bas restent toutefois jusqu'en 1890 en union personnelle, c'est-à-dire partageant le même souverain. Le traité sur le tracé des frontières avec la Belgique date de 1843.

### Royaume des Pays-Bas

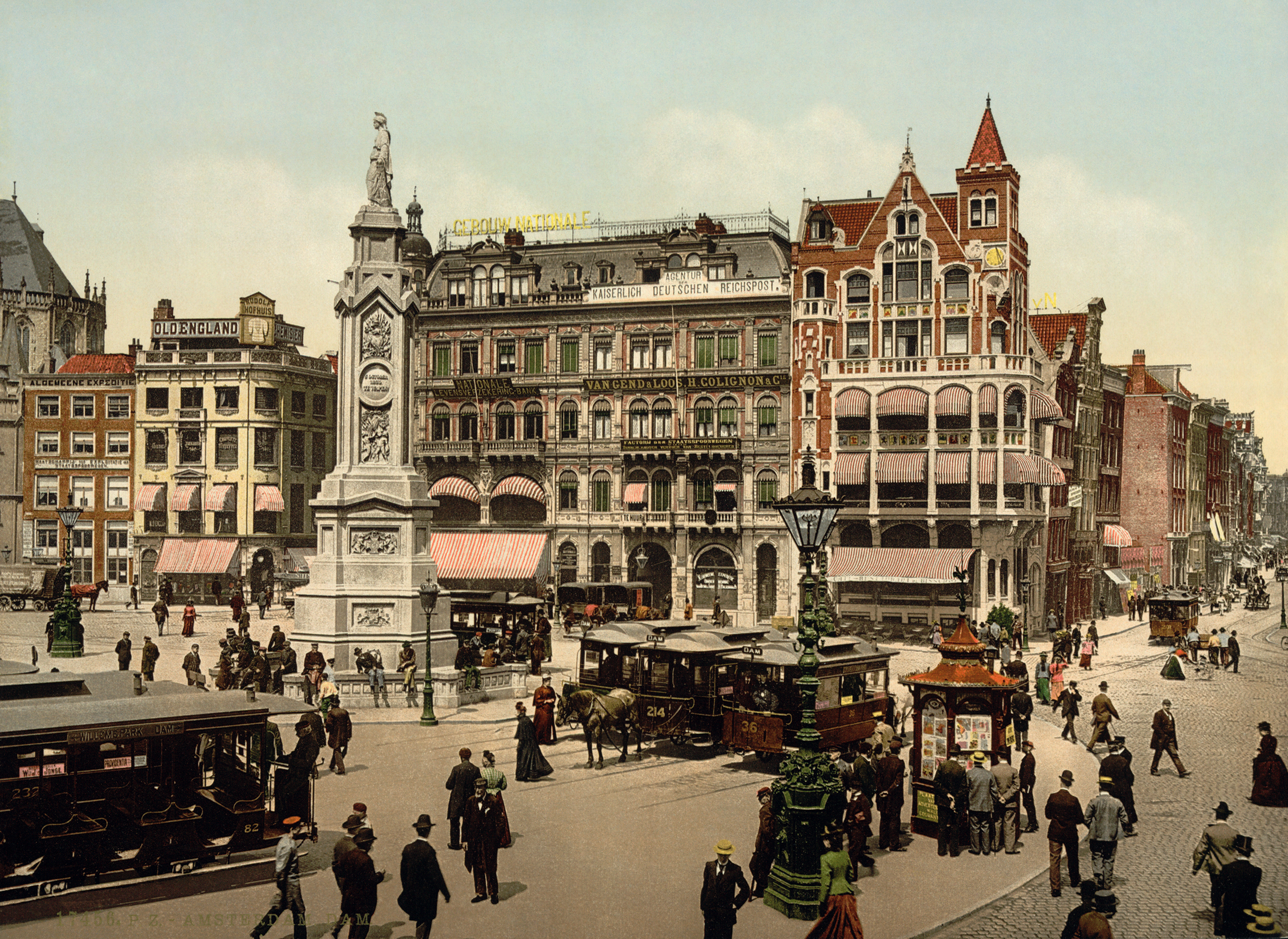
Photochrome de la place du Dam à Amsterdam, à la fin du XIXe siècle.

Créé par décret le 19 avril 1839, le royaume des Pays-Bas prospère économiquement. Il se démocratise peu à peu, sous l'impulsion d'une réécriture de sa Constitution en 1848, menée par Johan Rudolf Thorbecke. Il connaît cependant à la fin du XIXe siècle ce qui sera par la suite appelé la « guerre scolaire », conflit politique opposant les écoles publiques et privées. Les Pays-Bas n’abolissent l’esclavage dans leurs colonies qu’en 1863. En 1879 est créé par le pasteur Abraham Kuyper le premier parti politique néerlandais, le Parti antirévolutionnaire. Neutre pendant la Première Guerre mondiale, le pays accueille des réfugiés belges persécutés par le Gouvernement général impérial allemand de Belgique. Cependant, en 1915, ce dernier fait installer une clôture électrique à la frontière entre les deux pays, rendant tout passage impossible. En 1917, tous les hommes de plus de 18 ans obtiennent le droit de vote, suivis par les femmes en 1919.

#### Seconde Guerre mondiale

Amstellodamois sur une Jeep américaine lors de la Libération de la ville, le 8 mai 1945.

Les Pays-Bas sont envahis par l'Allemagne en mai 1940 sans déclaration de guerre préalable. Cette invasion donne lieu à la bataille des Pays-Bas, au cours de laquelle l'armée néerlandaise est vaincue, et la ville de Rotterdam quasiment rasée par les bombardements. La bataille se solde par la capitulation des forces néerlandaises, et le gouvernement dut s'exiler à Londres. Pieter Gerbrandy, opposé à une domination allemande et partageant l'opinion des Britanniques, est provisoirement nommé Premier ministre par la reine Wilhelmine pour remplacer Dirk Jan de Geer, qui avait préconisé la négociation d'une paix séparée. Le pays développe plusieurs réseaux de résistance face à l'occupant allemand et des milliers de citoyens manifestent à travers le pays pour diverses raisons, comme la grève de février 1941 à Amsterdam pour dénoncer les déportations de juifs néerlandais vers l'Allemagne. Bien que les mouvements alliés visant à libérer le pays (notamment l'opération Market Garden), commencent dès 1944, les Pays-Bas ne sont totalement libres qu'en mai 1945, après que la population a vécu un hiver de famine tuant près de 20 000 personnes. L'opération Manna est cependant déclenchée du 29 avril au 8 mai 1945 pour parachuter des vivres.
Les soldats néerlandais venus des colonies ou réfugiés en Grande-Bretagne participent aussi au débarquement puis à la bataille de Normandie, avant de se diriger vers les Pays-Bas à la fin de l'année 1944 pour participer à la libération de leur pays et de la Belgique aux côtés des forces étrangères et des réseaux de résistance. Profitant du conflit, Soekarno proclame l'indépendance de l'Indonésie en 1945, avec le soutien du Japon, qui décrète l'indépendance du territoire après l'avoir envahi en 1941. Il s'ensuit un conflit de quatre ans au terme duquel les Pays-Bas sont conduits à reconnaître l'indépendance indonésienne, élément déclencheur du déclin de la puissance commerciale néerlandaise. À la fin de la Seconde Guerre mondiale sont formellement adoptés les accords de coopération économique du Benelux avec la Belgique et le Luxembourg.

#### Depuis 1945

Carte des Pays-Bas de nos jours.

Sortant du conflit planétaire ruinés, les Pays-Bas proposent le plan Bakker-Schut aux forces alliées en guise de réparation de guerre, mais le projet consistant en l'annexion d'une partie de l'Allemagne est rejeté. Les États-Unis font alors bénéficier le royaume du plan Marshall. En 1948, les Pays-Bas approuvent le principe d'une autonomie des Antilles néerlandaises, proclamée en 1954 (État fédéral autonome des Antilles néerlandaises). En 1962, la Nouvelle-Guinée néerlandaise, maintenue un temps sous la coupe néerlandaise, rejoint l'Indonésie et devient sa province de Nouvelle-Guinée occidentale ; ceci intervient après une tentative de débarquement indonésien pour garantir son rattachement et éviter une indépendance de ladite province, puis un passage provisoire sous l'égide de l'autorité exécutive temporaire des Nations unies. En 1975, la Guyane néerlandaise, actuel Suriname, prend son indépendance du royaume. L'île d'Aruba se détache des Antilles néerlandaises en 1986 pour former une entité propre du royaume. En 2002, l'euro remplace le florin néerlandais, et, en 2005, le pays rejette par référendum le projet de traité constitutionnel européen. En 2009, la famille royale est la cible d'un attentat le jour de la fête nationale, faisant sept victimes. Le 10 octobre 2010, les Antilles néerlandaises sont dissoutes, faisant de Curaçao et de Saint-Martin des États autonomes propres comme Aruba avant eux. Bonaire, Saba et Saint-Eustache, qui font alors également partie des Antilles néerlandaises, intègrent le pays européen en tant que municipalités à caractère particulier sous le nom de Pays-Bas caribéens ou îles BES.

## Politique

### Chef de l’État

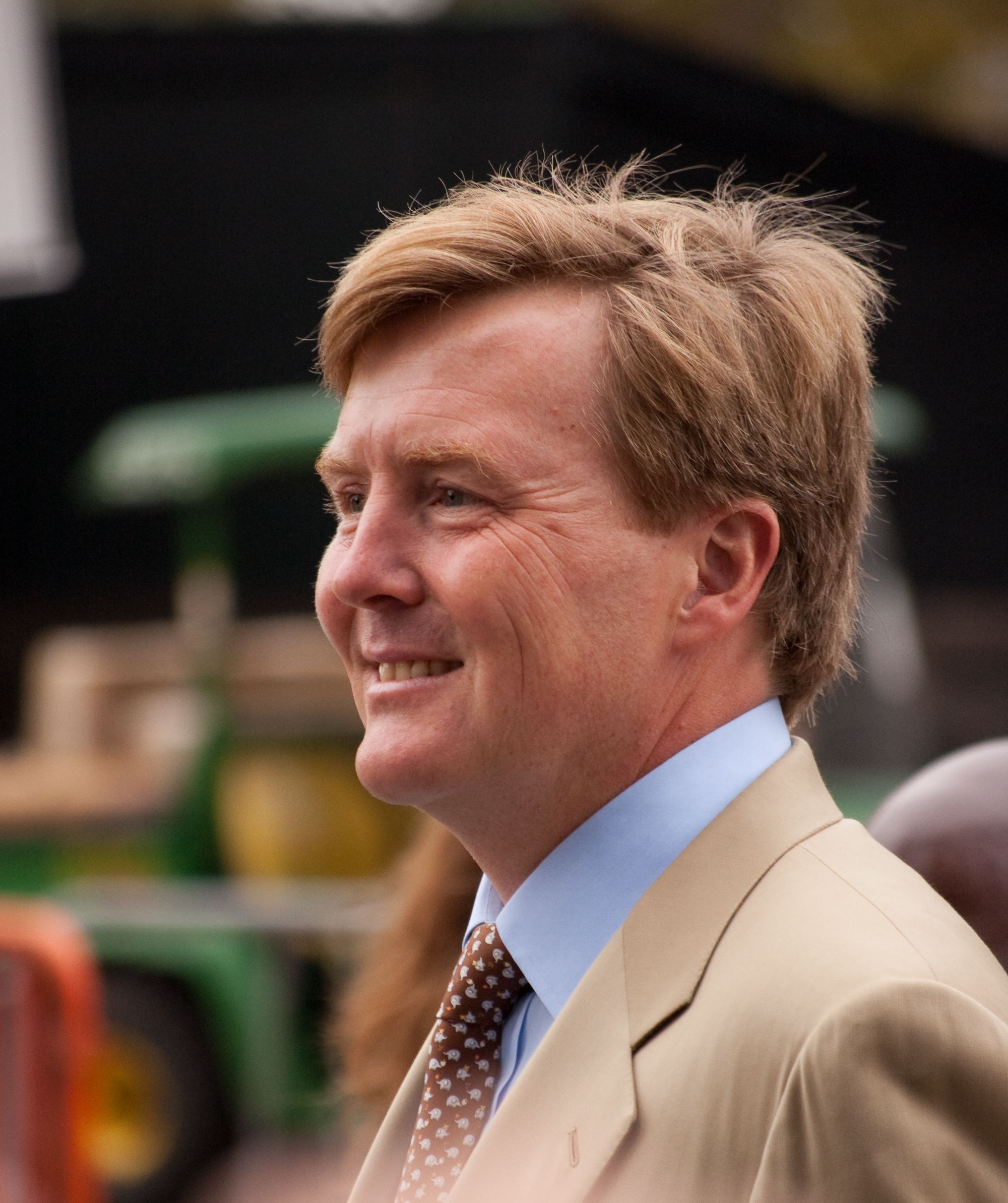
Willem-Alexander, roi des Pays-Bas depuis 2013.

La Constitution (Grondwet) en vigueur est adoptée en 1815, et révisée plusieurs fois depuis : elle fait état du fait que les Pays-Bas sont une monarchie. La famille royale est de confession protestante réformée. Hommes et femmes peuvent accéder au trône. Après les rois Guillaume Ier (1815-1840), Guillaume II (1840-1849) et Guillaume III (1849-1890), la régente Emma et les reines Wilhelmine (1898-1948), Juliana (1948-1980) et Beatrix (1980-2013), c'est depuis le 30 avril 2013 que le roi Willem-Alexander est le chef de l'État néerlandais. Après lui, le prochain souverain devrait être la princesse Catharina-Amalia, fille aînée du roi Willem-Alexander et princesse d'Orange.
Le monarque est garant de l'unité du pays. Constitutionnellement, le roi a un rôle dans le processus législatif : la signature royale auprès de celle d'au moins un ministre est indispensable pour valider toute loi. Le roi est également président du Conseil d'État (Raad van State), organe qui conseille le gouvernement sur chaque loi et tribunal suprême en matière de droit administratif. Depuis la reine Wilhelmine, les monarques veillent à ne pas paraître montrer une faveur particulière envers une opinion politique.
Autrefois, le pouvoir royal intervenait dans le choix des ministres et du président du Conseil. Actuellement[Quand ?], il est du rôle du président de la Seconde Chambre des États généraux de désigner un « informateur » (étudiant les possibilités de formations) puis un formateur, généralement le chef du parti vainqueur aux élections, et ce dernier dirige les négociations avec les partis politiques. Lorsque les négociations sont terminées, le gouvernement nommé par le roi est la formation bâtie par le Premier ministre, le monarque ne validant que les noms qui lui sont soumis. Lorsqu'un gouvernement perd la confiance du Parlement, le Premier ministre doit présenter sa démission au souverain. Le gouvernement peut également demander au Parlement la destitution du monarque s'il le juge inapte à assumer ses fonctions.

### Pouvoir exécutif

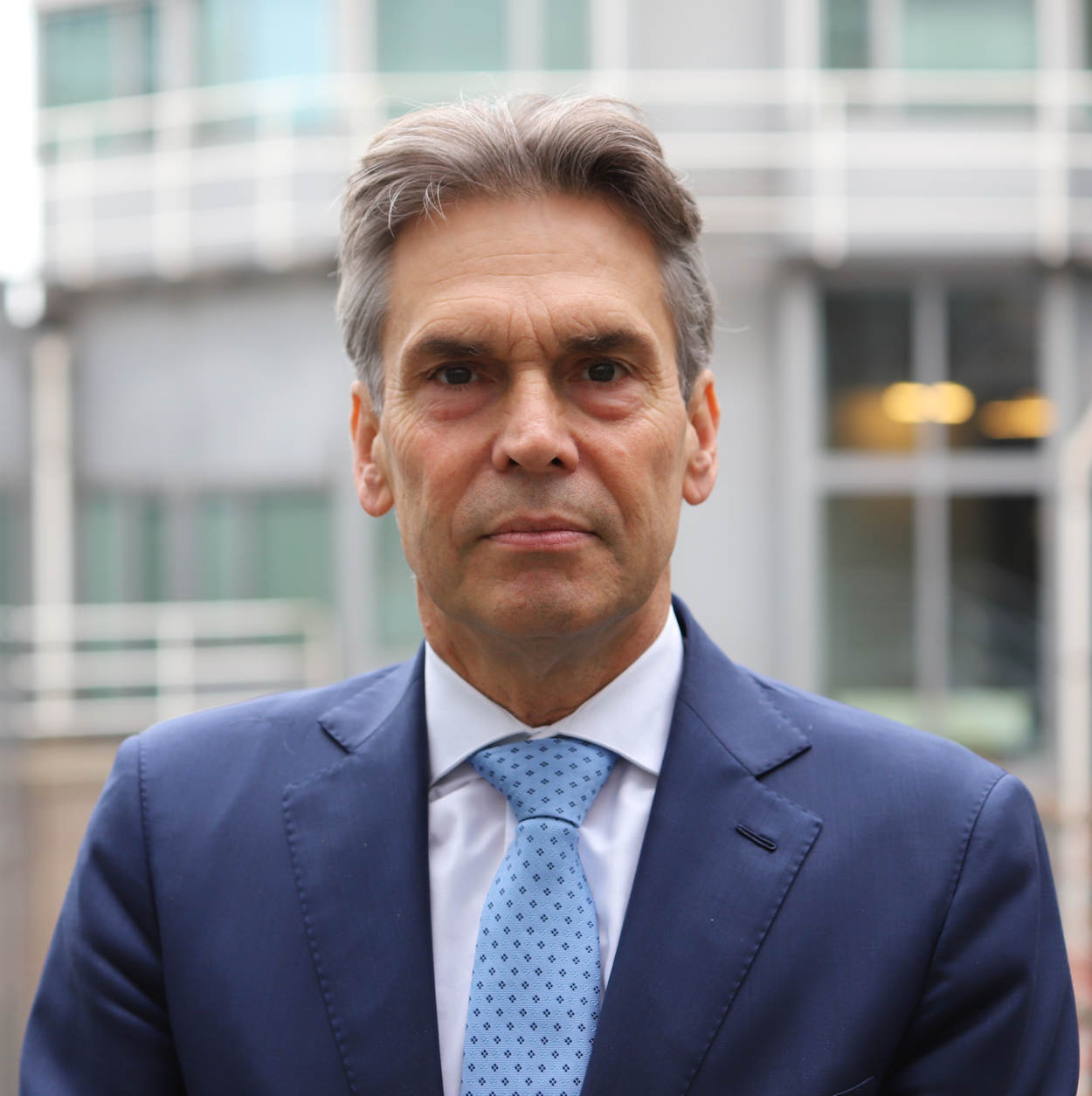
Dick Schoof, Premier ministre des Pays-Bas depuis juillet 2024.

Le pouvoir exécutif est exercé par le gouvernement, responsable pénal des actions entreprises par le pays. Il est composé de ministres et de secrétaires d'État, les premiers uniquement siégeant au Conseil des ministres. Le gouvernement est présidé par le Premier ministre des Pays-Bas, assisté d'un ou plusieurs vice-Premiers ministres. Depuis 1945, 15 personnes se sont succédé à la tête du gouvernement, Willem Drees, Ruud Lubbers, Wim Kok et Jan Peter Balkenende étant les plus notables.
Le Premier ministre est Dick Schoof depuis le 2 juillet 2024. Il dirige un gouvernement majoritaire à la Seconde Chambre, soutenu par une coalition entre le Parti pour la liberté (PVV), le Parti populaire pour la liberté et la démocratie (VVD), le Nouveau Contrat social (NSC) et le Mouvement agriculteur-citoyen (BBB), le cabinet Schoof. Ses vice-Premiers ministres, Fleur Agema, Sophie Hermans, Eddy van Hijum et Mona Keijzer, sont issus des partis avec lesquels il fait alliance. Bien que le Premier ministre soit le premier représentant du pays à l'étranger, il est parfois accompagné du roi.
La Seconde Chambre des États généraux étant élue au scrutin proportionnel quasi-intégral, les Pays-Bas sont toujours dirigés par un gouvernement de coalition quoique cela ne soit pas une obligation constitutionnelle. Or, depuis longtemps, le corps électoral n'accorde plus la majorité absolue à un parti pour lui permettre de gouverner seul. Le gouvernement a besoin de l'appui de la Seconde Chambre, mais peut être minoritaire au Sénat. Le Premier ministre a son bureau au Torentje, bâtiment adjacent au Binnenhof, siège du Parlement, en centre-ville de La Haye. Tous les ministères sont également installés dans la ville. Le gouvernement des Pays-Bas ne siège donc pas dans la capitale, Amsterdam.

### Pouvoir législatif

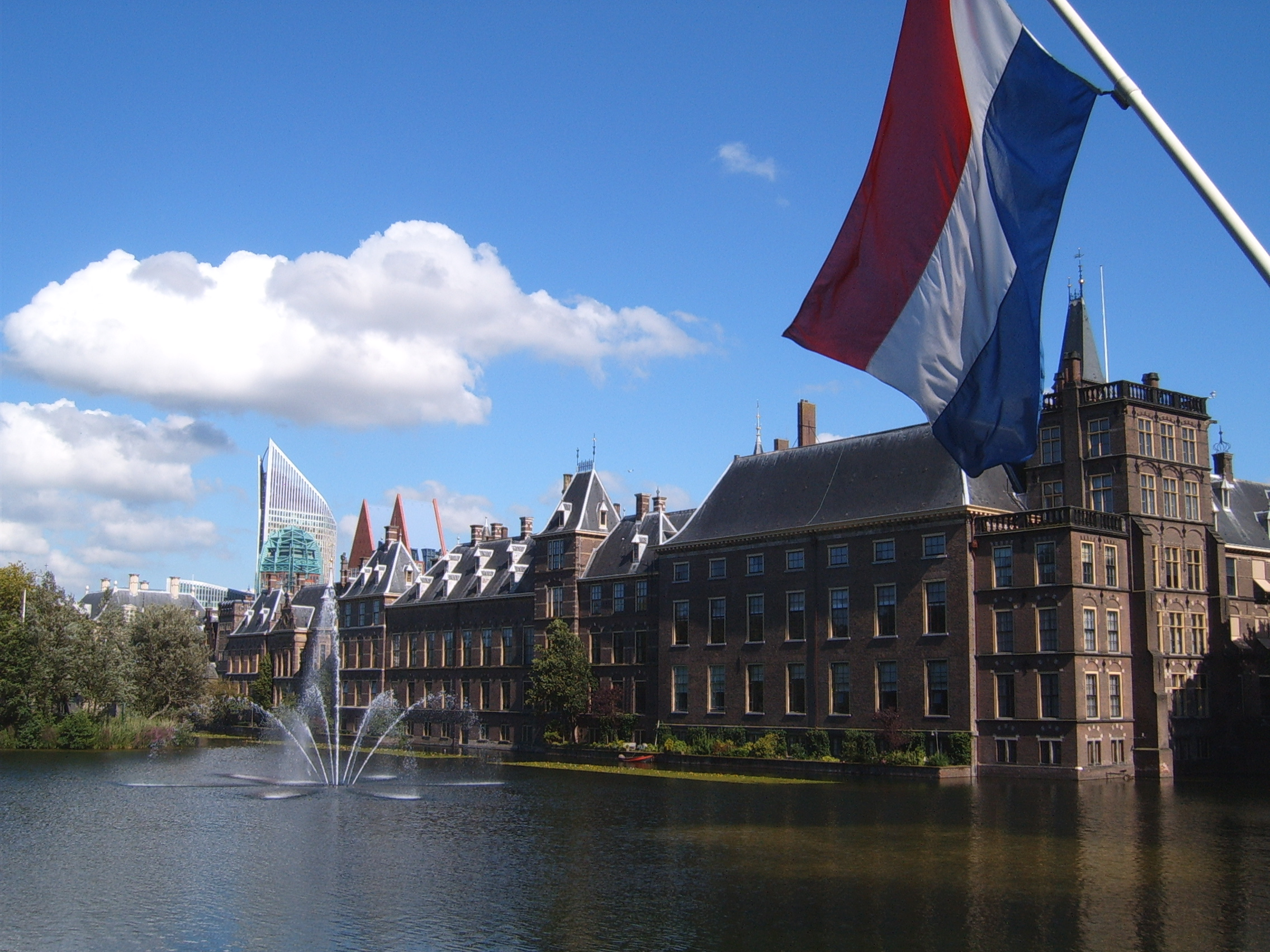
Binnenhof : le Parlement des Pays-Bas et les bureaux du Premier ministre (La Haye).

Les États généraux (en néerlandais Staten-Generaal) sont le parlement des Pays-Bas.
Ils comprennent deux chambres : la plus importante, la Seconde Chambre, également dite Chambre des représentants, est la chambre basse des États généraux. Elle est élue pour quatre ans. Elle comprend 150 membres élus au suffrage universel direct, au scrutin proportionnel plurinominal. Elle possède des prérogatives plus importantes que la Première Chambre. C'est à la Seconde Chambre que se forment et tombent les coalitions de gouvernement. Les ministres sont également politiquement responsables devant celle-ci. Un ministre ou un gouvernement ne peut pas se maintenir sans le soutien d'une majorité à la Seconde Chambre, celle-ci possédant trois fonctions principales : le contrôle du gouvernement, un rôle de co-législateur (avec le gouvernement et la Première Chambre) et la représentation de la population.
La Première Chambre des États généraux, ou le Sénat, est la chambre haute des États généraux. Elle est élue pour quatre ans. Elle comprend 75 membres élus au suffrage universel indirect par les douze provinces du royaume, et les trois territoires insulaires dans les Antilles. La dissolution de la Seconde Chambre entraîne celle de la Première Chambre. La Première Chambre dispose de moyens de contrôle de l'exécutif communs avec la Seconde Chambre. Le rôle de la chambre haute dans le vote de la loi est restreint par rapport à celui de la chambre basse. Les projets de lois lui sont transmis après approbation par cette dernière. Elle ne peut pas amender le texte, mais seulement l'approuver ou le rejeter.

### Autorités décentralisées
Le royaume des Pays-Bas est composé de douze provinces et de six territoires insulaires dans les Antilles. Chaque province est gouvernée par un commissaire du Roi nommé par le souverain — sur recommandation du corps législatif provincial — et par une députation provinciale, élue par ce même corps législatif (les États provinciaux), élu lui-même par le peuple. Comparativement aux provinces du Canada ou aux États des États-Unis, les provinces néerlandaises ne disposent pas de pouvoirs très étendus, bien que chacune d'entre elles possède son Parlement local ; il s’agit de pouvoirs administratifs qui assurent la liaison entre l'État et les communes. L'essentiel des pouvoirs juridiques, politiques et financiers sont exercés par le gouvernement central, et non par les gouvernements provinciaux. Les municipalités, pour leur part, sont dirigées par un conseil élu et un bourgmestre nommé par décret par le souverain en tenant compte de la majorité au conseil municipal et de l'avis de son commissaire dans ladite province. Un bourgmestre est ainsi choisi sur ses capacités à diriger une ville avec ses attributs spécifiques.
Les Pays-Bas comptent également une autre strate administrative propre à leur histoire : l'Office des eaux des Pays-Bas est une agence du gouvernement assurant un financement de projets d'infrastructures votés en 24 conseils de districts élus. Ces conseils ont pour but de protéger les terres des problèmes liés à l'eau.
Trois îles des Caraïbes (Aruba, Curaçao et Saint-Martin) en sont les États autonomes. Trois autres îles des Caraïbes (Bonaire, Saint-Eustache et Saba) sont des municipalités spéciales dans le pays des Pays-Bas.
Les trois États autonomes d'outre-mer (Aruba, Curaçao et Saint-Martin) disposent quant à eux d'un Premier ministre propre, d'un Parlement local et d'un gouvernement insulaire, traitant de questions moins régaliennes que le gouvernement des Pays-Bas, auquel reviennent les questions de diplomatie et de défense des îles.

### Politique étrangère
Les Pays-Bas sont membres fondateurs de l'Organisation du traité de l'Atlantique nord (OTAN), de l'Union européenne (UE) et de l'Organisation de coopération et de développement économiques (OCDE). Ils appartiennent à l'Union Benelux et sont soumis à la cour de justice Benelux et la cour européenne des droits de l'homme. Jusqu'en 1940, les Pays-Bas suivaient une politique de neutralité, mais à la fin de la Seconde Guerre mondiale, ils s'engagent à la construction de l'Union européenne et au maintien de la paix à travers le monde. De plus, avec la prise d’indépendance de nombreuses colonies du pays, ce dernier possède encore une grande influence dans les régions en développement grâce à une présence accrue de ses ressortissants. Les Pays-Bas contribuent au budget annuel des Nations unies à hauteur de 1,65 %.
Le pays est de longue date engagé dans l'aide au développement et dans la défense des droits de l’homme. En 2014, les fonds du pays pour des missions humanitaires a représenté 0,64 % de son PIB. Les Pays-Bas sont fréquemment invités aux sommets du Groupe des vingt, sans en faire partie, bien que la puissance économique du pays soit parmi les 20 premières mondiales.

#### Institutions européennes et internationales

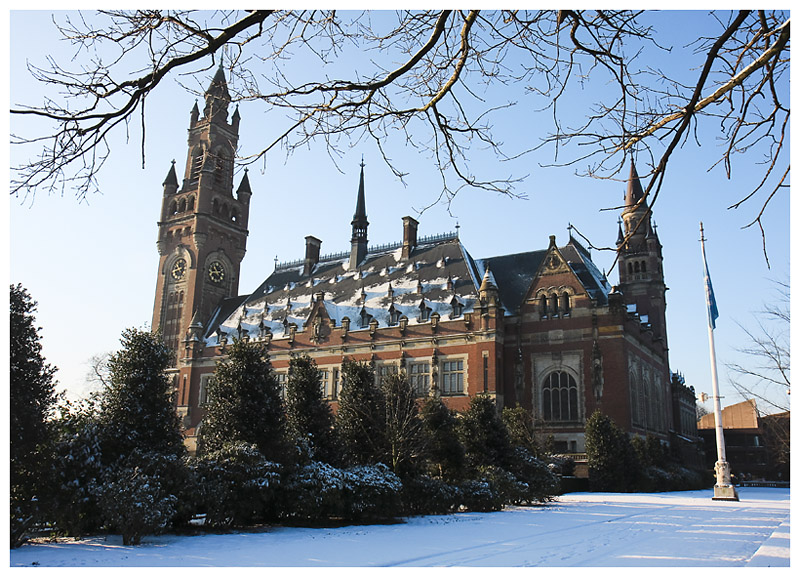
La CIJ, la CPA et l'Académie de droit international de La Haye sont toutes hébergées dans le palais de la Paix.

La Haye est devenue au cours du XXe siècle la capitale mondiale du droit[réf. nécessaire].
Elle abrite le siège de nombreuses organisations internationales à caractère juridique :
- la Cour internationale de justice (CIJ), la Cour pénale internationale (CPI), la Cour permanente d'arbitrage (CPA) ;
- l'Organisation pour l'interdiction des armes chimiques (OIAC) ;
- Europol, organisation de coopération entre les polices des pays de l'Union européenne ;
- Eurojust, organisation de coopération entre les instances judiciaires des pays de l'Union européenne.

Anciennement :
- le tribunal pénal international pour l'ex-Yougoslavie (TPIY) : dissous le 31 décembre 2017[45].

#### Défense
Les Forces armées néerlandaises sont composées de :
- la Koninklijke Landmacht (armée de terre) ;
- la Koninklijke Luchtmacht (chasse aérienne) ;
- la Koninklijke Marine (marine).

L'ensemble des forces armées emploie environ 51 000 personnes en 2009. Il s'agit d'une force volontaire, le service militaire étant suspendu, mais pas aboli. L'armée néerlandaise est aussi composée d'une force de gendarmerie, la maréchaussée royale. Les Pays-Bas dépensent environ 1,17 % de leur PIB en 2014 à l'entretien de leur défense, soit une dotation de 7 602 033 000 €. Le pays dispose de missiles nucléaires américains dans le cadre du plan de partage de l'OTAN.
Selon l'article no 97 de la Constitution, elles ont pour rôle de « défendre le royaume des Pays-Bas et de défendre ses intérêts dans le monde » et de « protéger et promouvoir la primauté du droit international ». Le pays est Actuellement[Quand ?] engagé dans la MINUSMA et la coalition internationale en Irak et en Syrie.

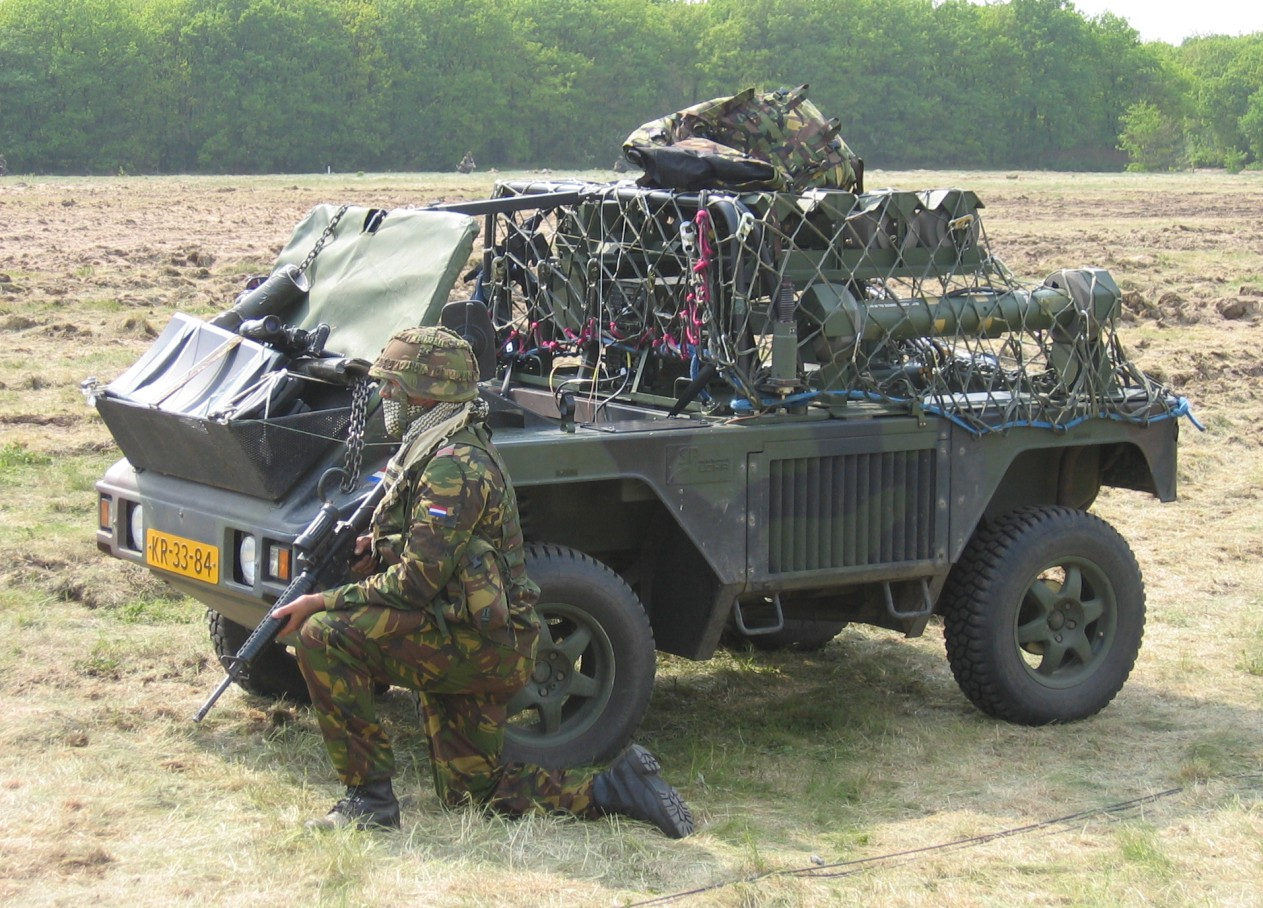
Véhicule de soutien léger de l'Armée de terre.
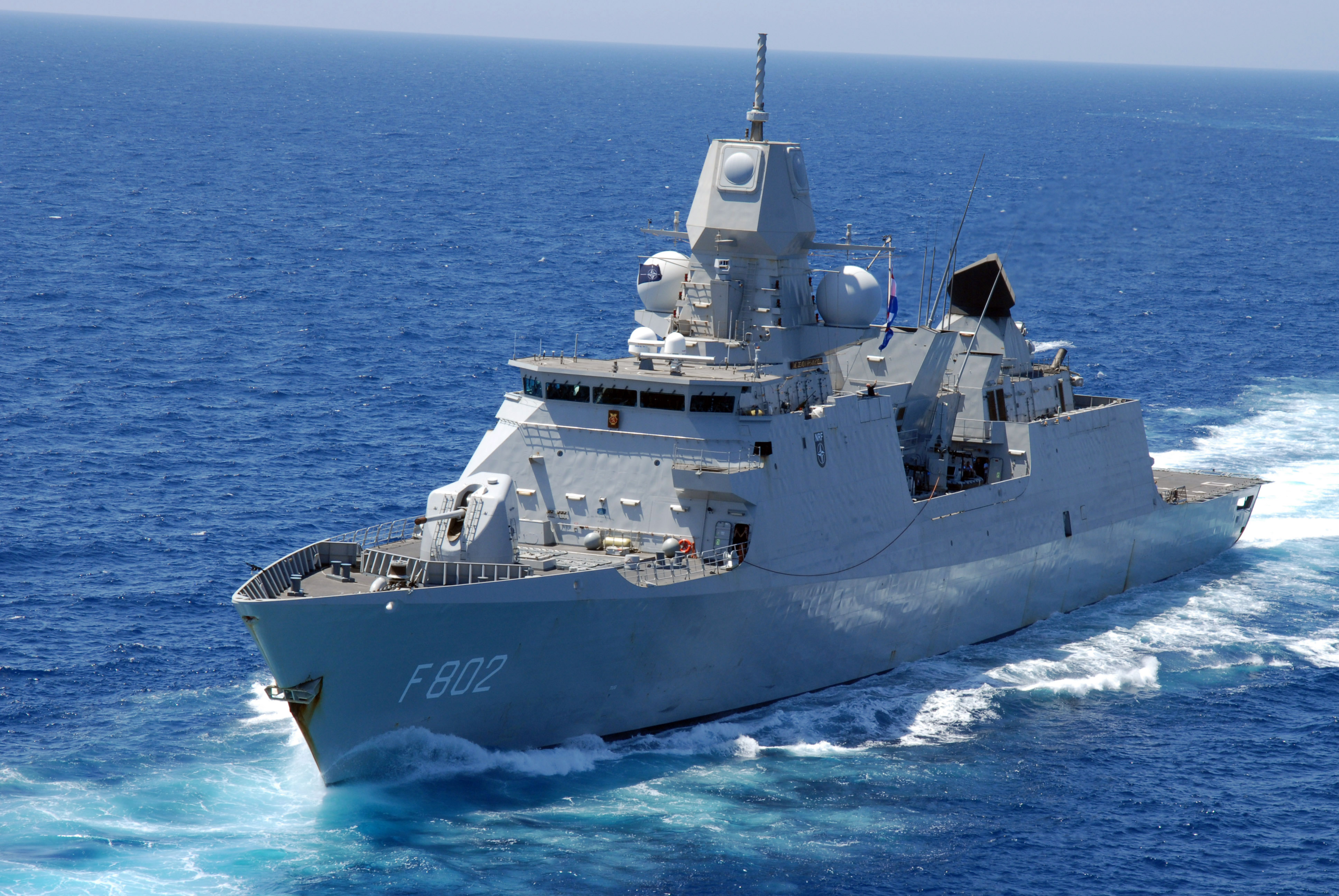
Frégate de la classe De Zeven Provinciën.
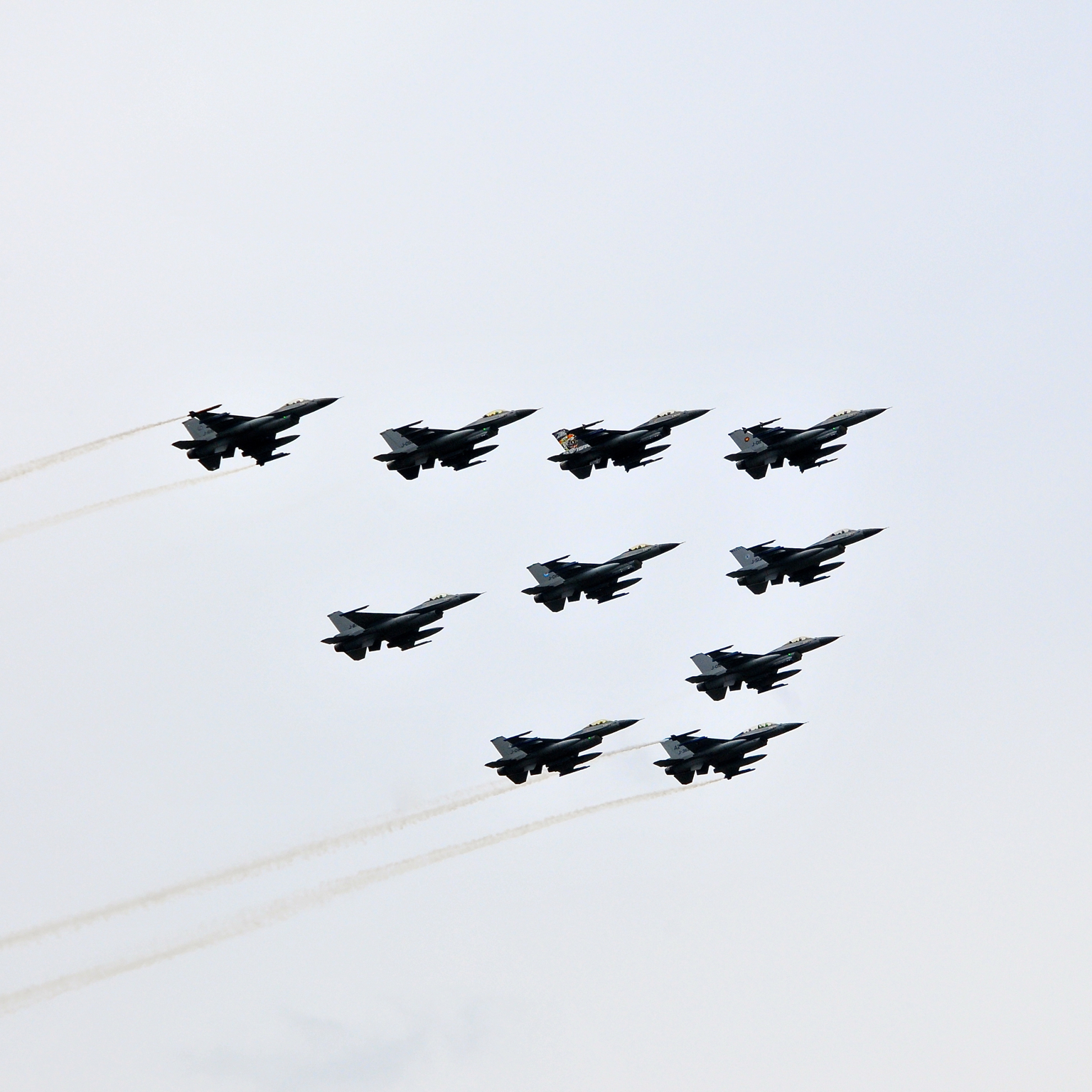
Escadron en formation.
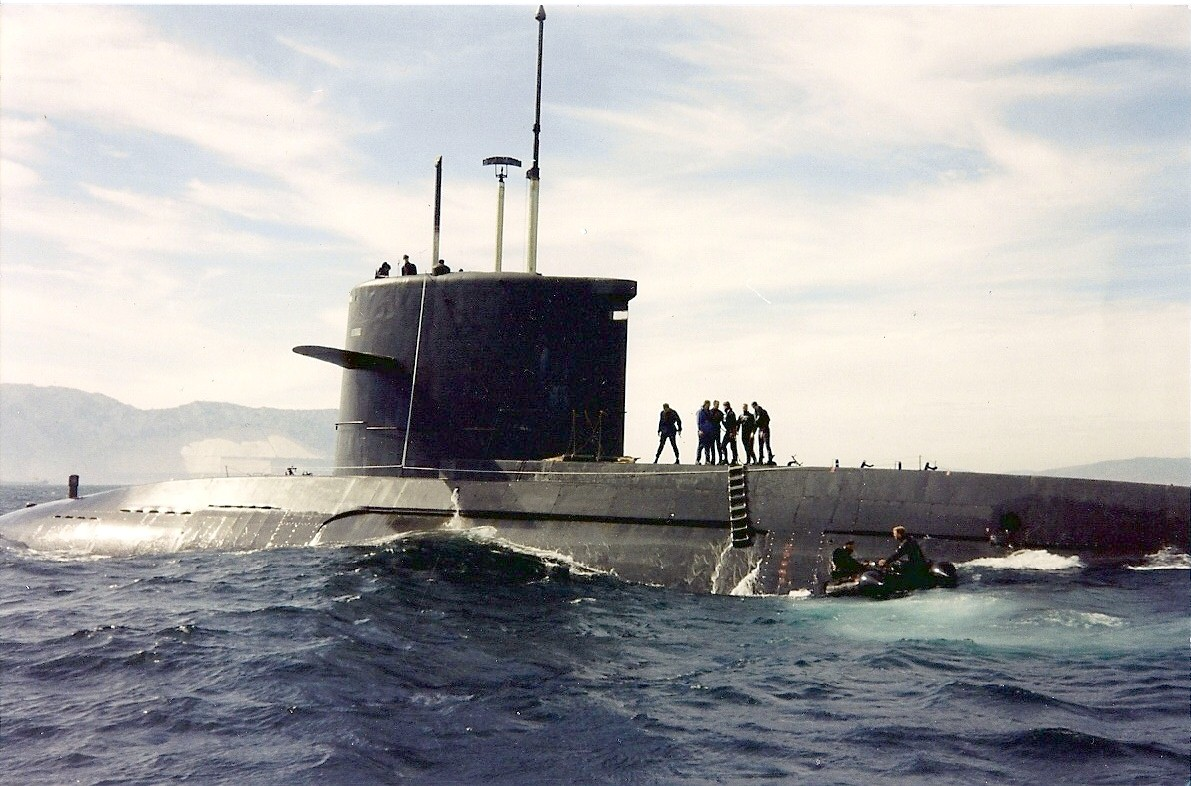
Forces britanniques sur le pont d'un sous-marin de classe Walrus.

## Société

### Démographie

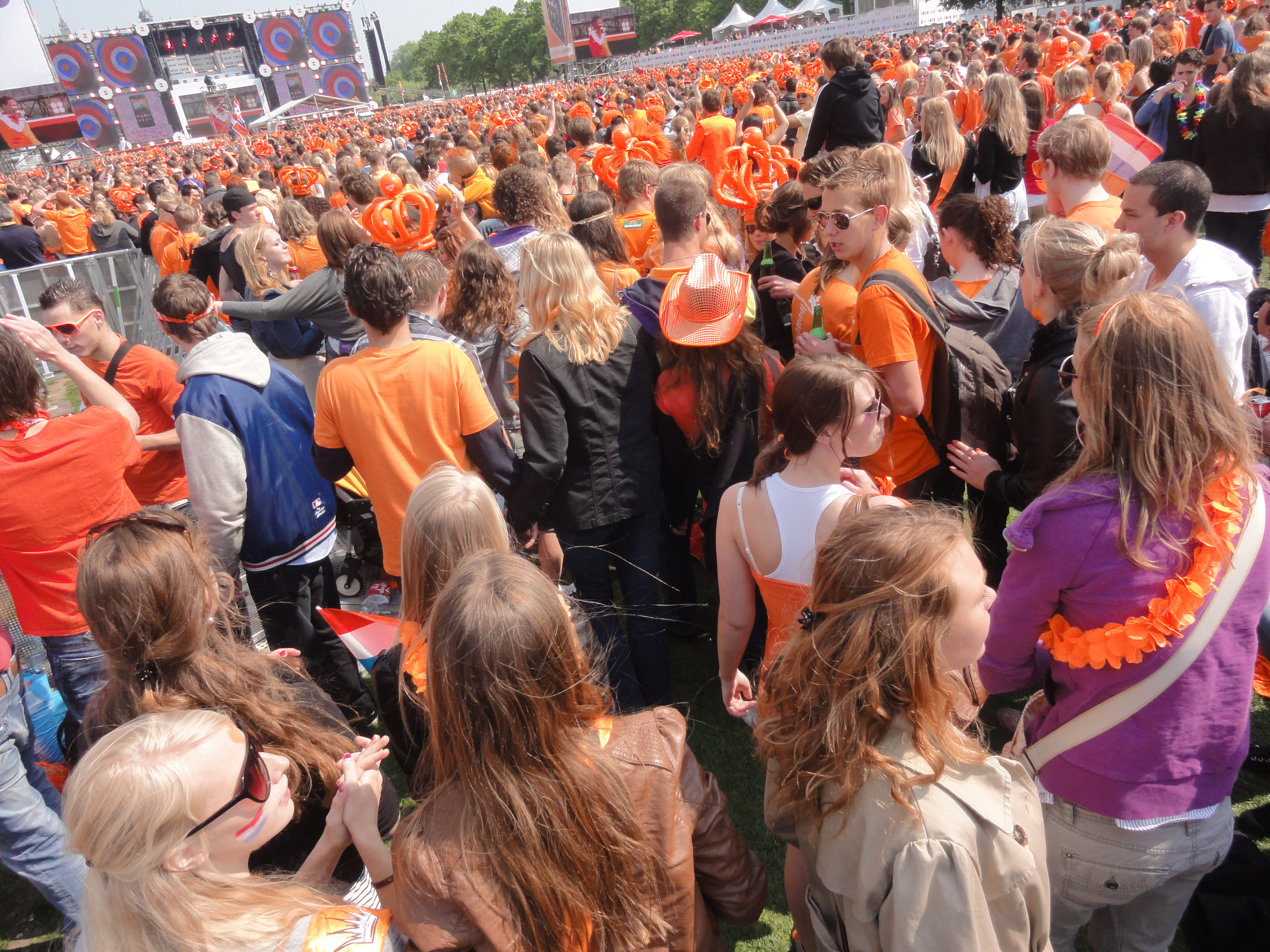
Koninginnedag (2011), fête nationale, à Amsterdam.

Au premier janvier 2016, les Pays-Bas comptaient 16 979 120 habitants, contre 16 305 526 habitants en 2005. La population est en constante augmentation, de manière modeste (0,4 % par an en moyenne), et cela essentiellement grâce à l'immigration (Antilles néerlandaises, Turquie, Maroc)[réf. nécessaire]. Avec plus de quatre cents habitants par kilomètre carré, les Pays-Bas font partie des pays les plus densément peuplés d'Europe. La population du pays devrait continuer à augmenter jusqu'en 2070 au moins, si les niveaux d'immigration se poursuivent au niveau actuel.
Outre cela, les Pays-Bas ont l'un des taux de criminalité les plus faibles au monde. En 2016, l'État prévoit de fermer neuf prisons d'ici 2020 faute d'occupants des cellules.

### Langues
Dans l’État autonome des Pays-Bas (un des quatre états autonomes du royaume), le néerlandais est la langue officielle utilisée par les services publics et la majorité des habitants pour communiquer entre eux. Cependant, ce n'est pas la Constitution qui définit la langue officielle des Pays-Bas, mais la Algemene wet bestuursrecht. Dans la province de la Frise, le frison est reconnu comme seconde langue officielle pour un usage régional. Vers la fin du XXe siècle, le limbourgeois est reconnu par l'État comme langue régionale politique et juridique et le bas saxon néerlandais est reconnu comme langue régionale le 10 octobre 2018, mais ces deux langues ne sont pas reconnues comme officielles. Dans les trois îles aux Antilles faisant part de l'état autonome des Pays-Bas, en plus du néerlandais, le papiamento et l'anglais sont reconnus comme langues officielles pour un usage régional. D'autres dialectes provinciaux proches de la langue commune et des langues étrangères sont également utilisés. Selon différentes études, les Néerlandais sont parmi les peuples à couramment parler le plus de langues étrangères, notamment l'anglais, l'allemand et le français,. La plupart des habitants parlent couramment l'anglais.

### Religion
Selon les statistiques néerlandaises basées sur une étude effectuée en 2005, 42 % des Néerlandais (pratiquant ou non pleinement leur religion) se déclaraient sans religion, 29 % catholiques, 19 % protestants, 5 % musulmans et 5 % d'une autre religion.
La communauté musulmane regroupe officiellement environ 4,9 % des Néerlandais (majoritairement d'origines turque et marocaine), contre 9,5 % pour l'Église protestante aux Pays-Bas. La communauté juive néerlandaise ne compte plus que 30 000 membres de nos jours, bien qu'ayant été importante avant la Shoah.

### Éducation

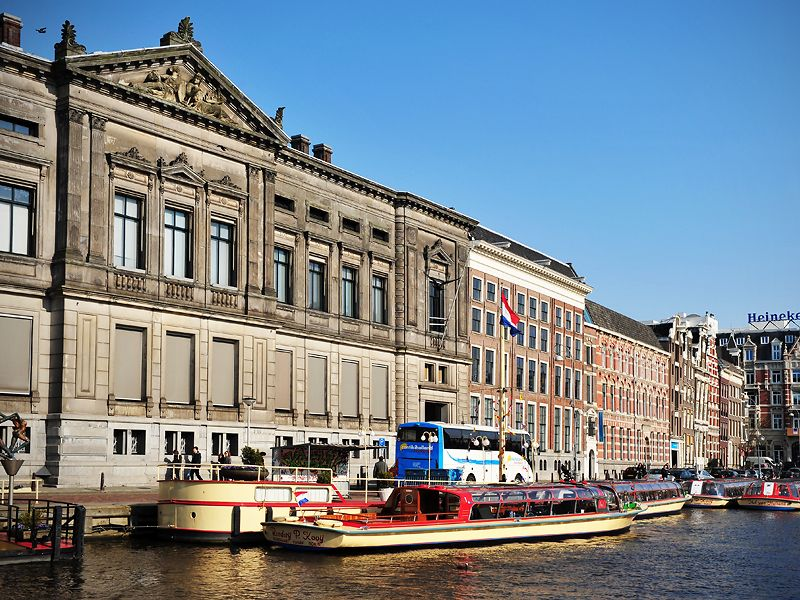
Bibliothèque des collections spéciales et musée archéologique Allard Pierson de l'université d'Amsterdam.

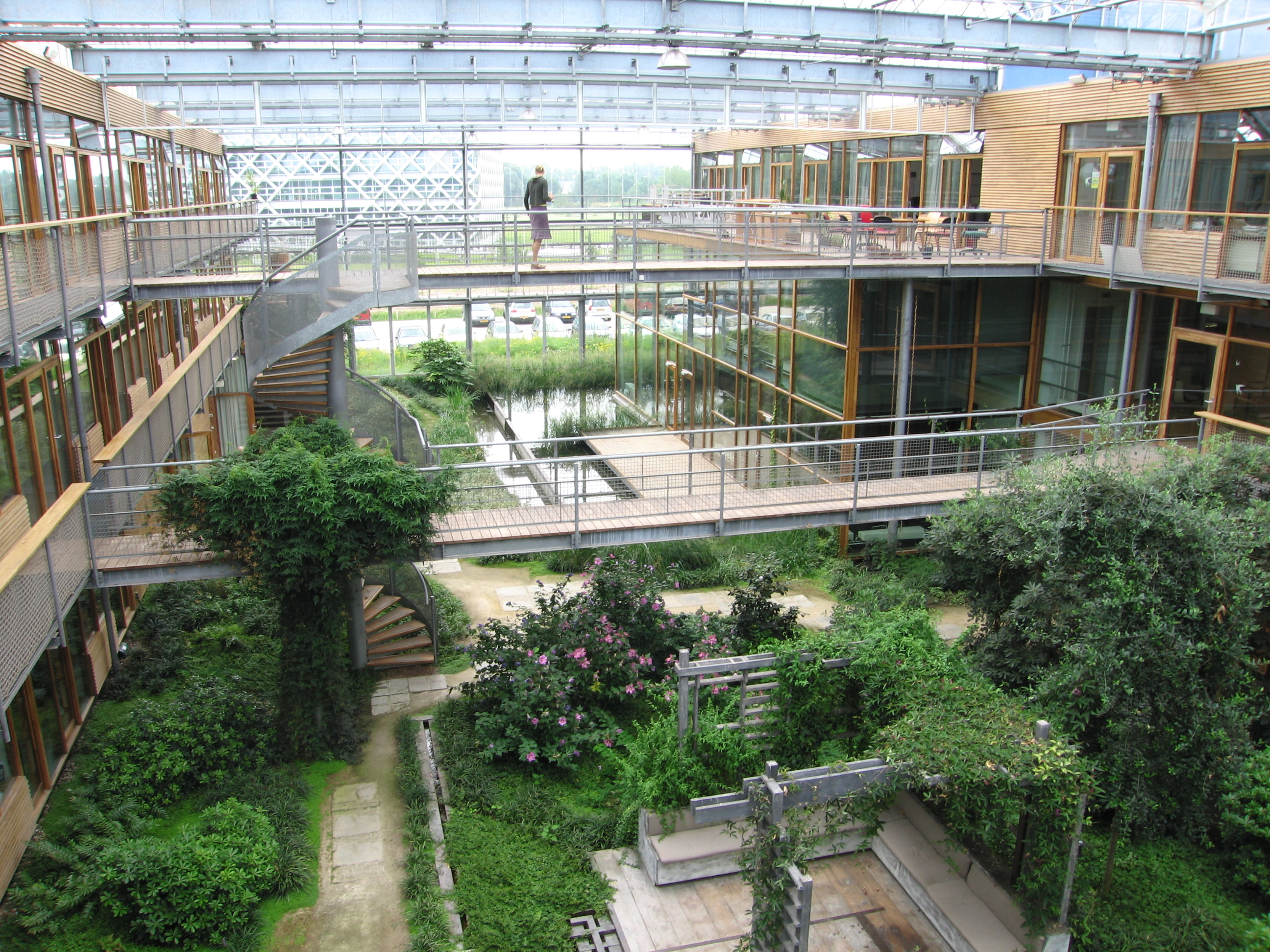
Intérieur du campus étudiant à Wageningue.

Le système éducatif aux Pays-Bas est plus libre que celui de ses grands voisins européens, tels que la France ou le Royaume-Uni. Il est également particulièrement performant, parfois qualifié de meilleur d'Europe avec ceux des pays scandinaves. Les langues étrangères tiennent une place importante dans l'éducation, d'où la bonne maîtrise de langues étrangères dans le pays. Le système éducationnel est scindé en deux entités : une école primaire de six ans puis un choix entre trois types de collèges, plus ou moins longs, variant dans les matières enseignées et ouvrant sur différents types d'éducation universitaire.
Le pays possède une forte densité d'universités réputées: parmi les cent meilleures universités au niveau mondial, l'on trouve sept universités néerlandaises[réf. nécessaire] : l'université de Leyde, l'université de Wageningue, l'université Érasme de Rotterdam, l'université technique de Delft, l'université d'Amsterdam et l'université de Groningue souvent fondées au XIXe siècle.

### Médias

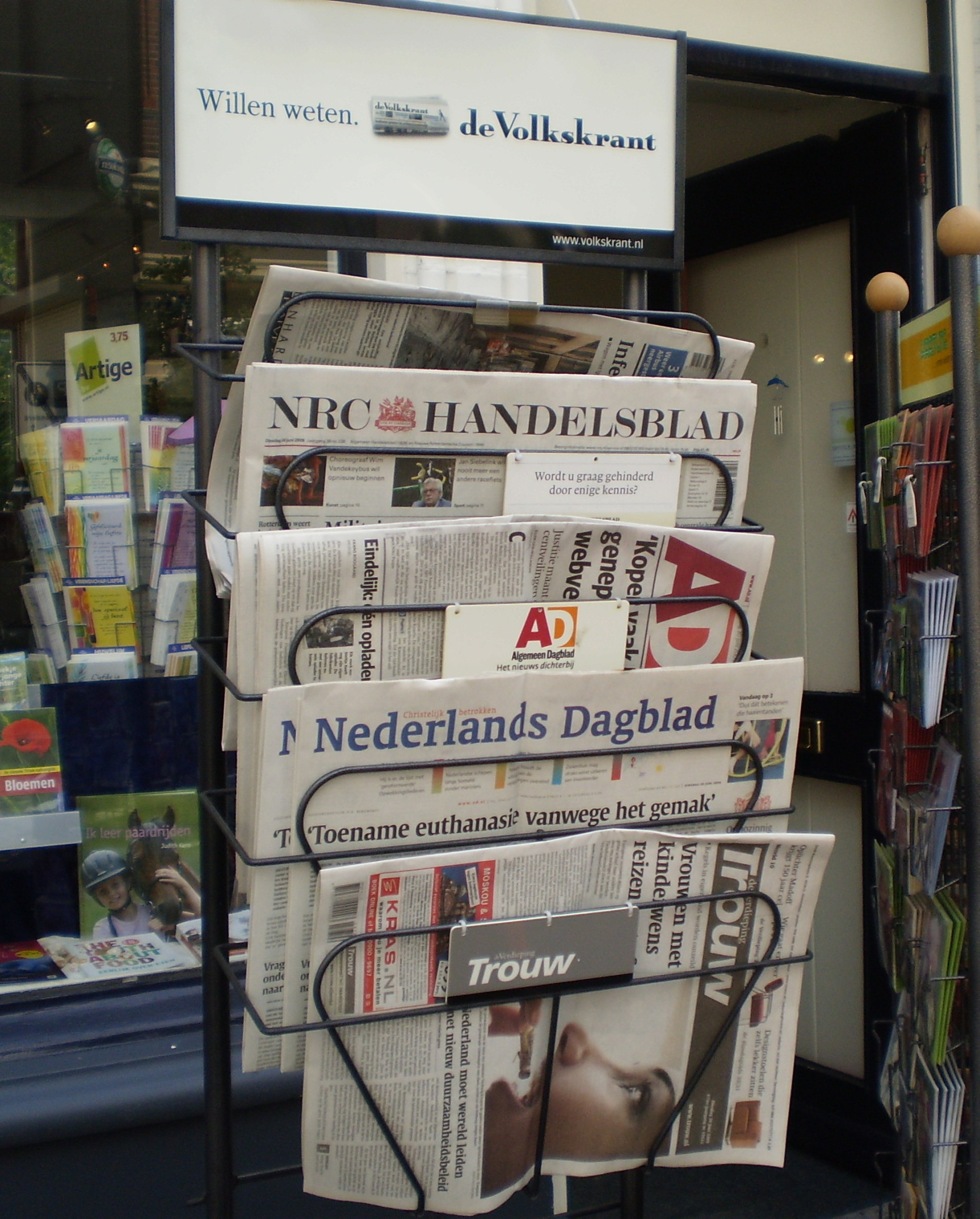
Différents journaux néerlandais dans un kiosque.

Les grands quotidiens néerlandais les plus lus sont De Telegraaf, Algemeen Dagblad, de Volkskrant, NRC Handelsblad, et Trouw. Het Parool est moins lu, mais possède un important passé historique : il a été créé pendant la Seconde Guerre mondiale comme journal d'opposition. Les journaux gratuits Spits et Metro (nl) distribués dans les gares et les stations de métro sont également très lus.
Dans le domaine télévisuel, il existe quatre chaînes publiques, et les principales entreprises qui fournissent la télévision commerciale sont RTL Nederland et SBS6, qui gèrent ensemble sept stations au total. D'autres diffuseurs commerciaux qui ciblent des publics particuliers sont Nickelodeon, Comedy Central et Kindernet (en).
Dans le domaine de la radio, il existe également un grand nombre de stations. Le radiodiffuseur public NPO, la même entreprise que pour le domaine télévisé se compose de sept chaînes. Radio Pays-Bas internationale (RNW) est une chaîne diffusée à l'international pour les ressortissants néerlandais installés dans d'autres pays. Radio 538, Sky Radio, et Qmusic sont les principaux acteurs sur le marché commercial.
Aux Pays-Bas, un grand degré de liberté de la presse prévaut sans contrôles sur les publications dans la presse ou les diffusions de radio, télévision et Internet. La loi dispose que quiconque se rend coupable d'injure, de discrimination, d'incitation à la haine sera mis en accusation si une plainte est déposée, mais toute forme de satire est autorisée et ne peut être réprimée. La loi sur les médias prévoit le pluralisme des médias dans le système de radiodiffusion publique. L'autorité compétente peut aussi fixer des limites d'âge pour l'accès à certains médias.

### Sport

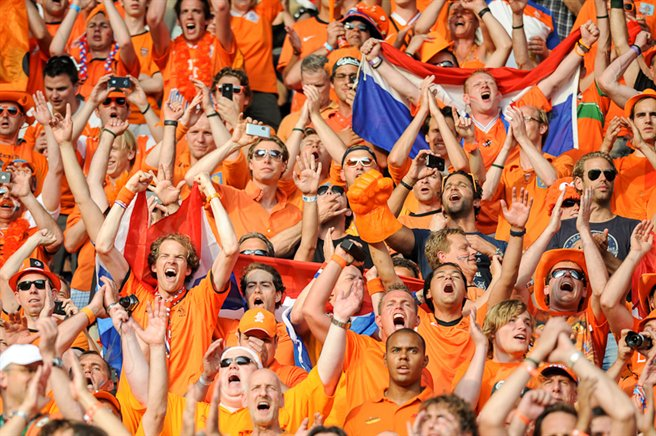
L'Orange Army supporte l'équipe de football néerlandaise.

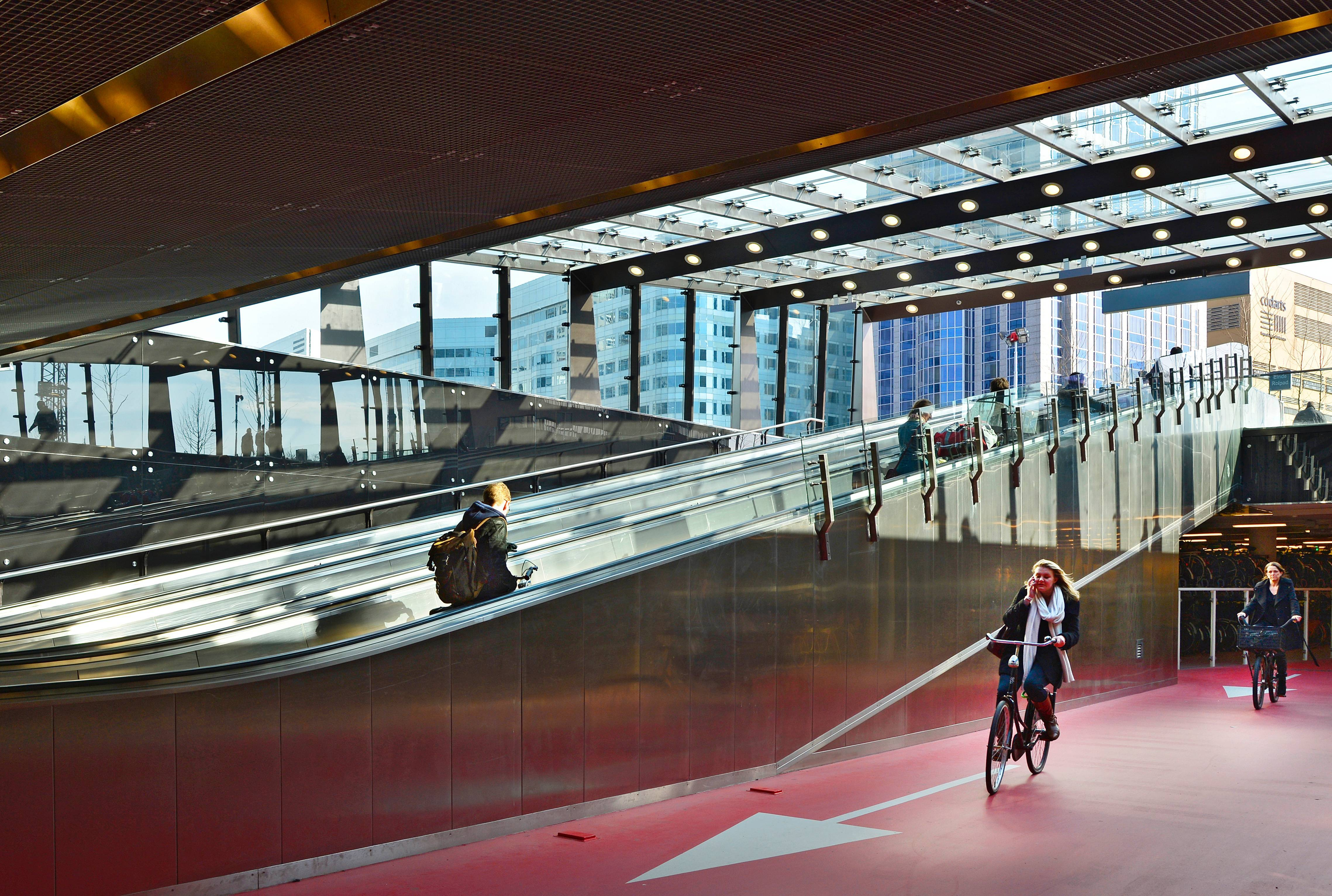
Passage cyclable à la gare centrale de Rotterdam.

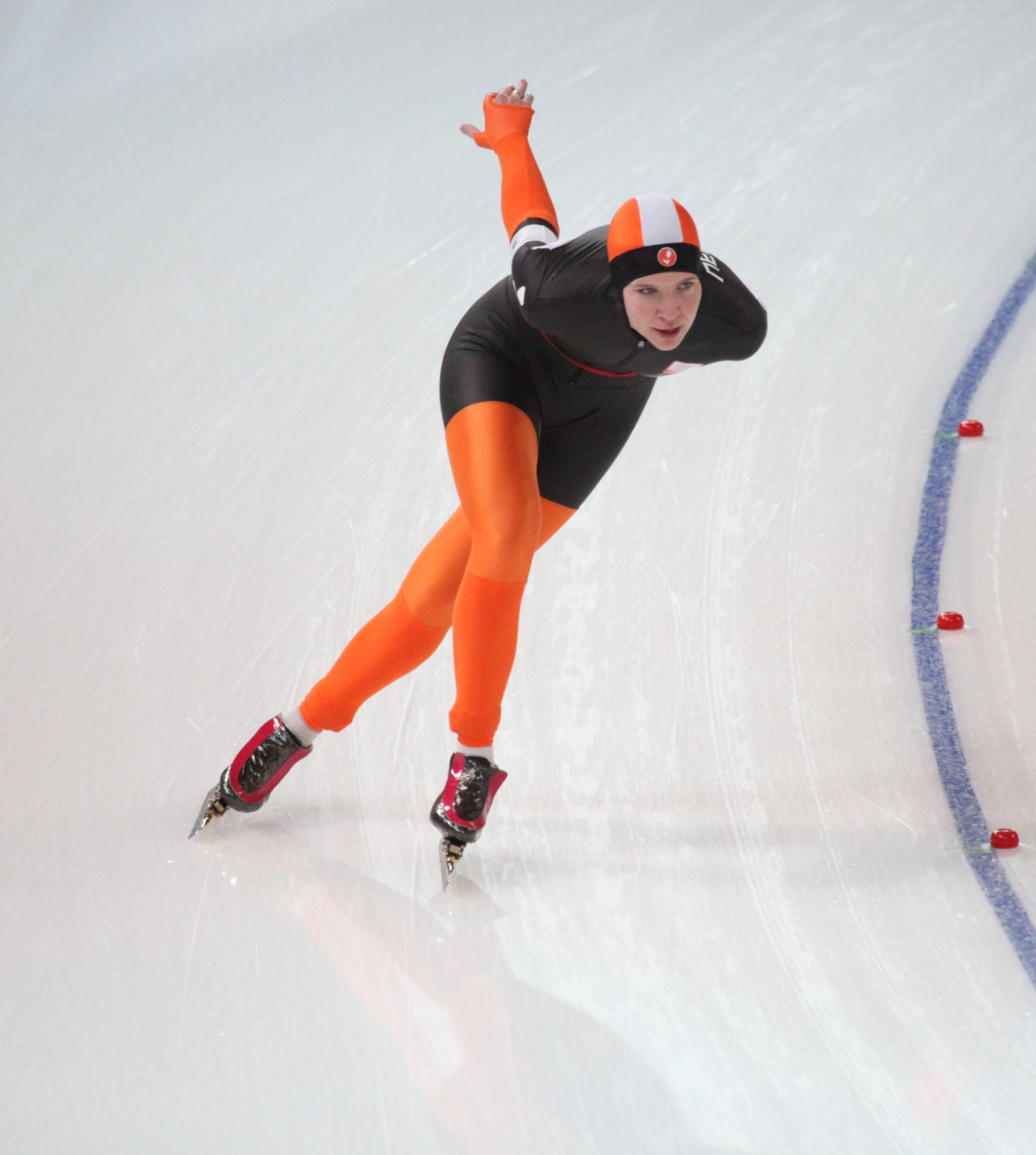
La patineuse de vitesse Elma de Vries aux Jeux olympiques d'hiver de 2010, à Vancouver.

Aux Pays-Bas, le football est le sport le plus populaire. L'équipe de football nationale néerlandaise a remporté le Championnat d'Europe de football 1988 et termine deuxième lors des Coupes du monde de 1974, 1978 et 2010. Arrivée troisième lors de l'édition 2014, la formation néerlandaise est très réputée dans le monde et considérée comme la meilleure équipe n'ayant jamais remporté le tournoi. Ayant développé le « football total » dans les années 1970, elle compte nombre d'anciens joueurs réputés à avoir été parmi les meilleurs de leur génération : Johan Cruyff, Dennis Bergkamp, Patrick Kluivert, Edwin van der Sar, Marco van Basten, Ruud Gullit, Wesley Sneijder ou encore Arjen Robben sont fréquemment cités. L'actuelle équipe est entraînée par Frank de Boer. Les Oranjes jouent à domicile à la Johan Cruyff Arena, le plus grand stade du pays. Les autres sports populaires pratiqués en compétition sont le patinage, la natation et le hockey sur gazon. Le cyclisme est ancré dans la culture néerlandaise, et est pratiqué par toutes les couches sociales régulièrement, du fait de l'absence de relief dans le pays, et de l'importance accordée à l'écologie dans la société.
Dès la seconde moitié du XIXe siècle, les clubs et les fédérations sportives sont formés. Une figure importante dans l'histoire du sport néerlandais est Pim Mulier, qui met en avant, à la fin du XIXe siècle, un grand nombre de sports jusque-là peu connus aux Pays-Bas et professionnalisés. Il a également été l'initiateur du tour des Onze Villes, une épreuve qui attire à chaque édition des milliers de touristes étrangers, de 200 km de patin à glace naturelle le long des onze grandes villes frisonnes. Depuis, ce sport s'est énormément développé. La première participation des Pays-Bas aux Jeux olympiques remonte à 1900. Depuis, plus de 300 médailles olympiques ont été gagnées par des Néerlandais, dont environ 100 d'or.
La Nederlandse Sport Federatie (nl) (NSF) est l'organisation sportive de coordination des associations sportives néerlandaises et le représentant officiel du pays auprès du Comité international olympique de 1959 à 1993, avant d'être remplacée par le Comité olympique néerlandais. Amsterdam a accueilli les Jeux olympiques d'été de 1928, et en 1980, les Jeux paralympiques ont eu lieu à Arnhem. Plus récemment, les Pays-Bas ont coorganisés avec la Belgique le Championnat d'Europe de football 2000. En outre, le pays a envisagé une candidature pour l'organisation des Jeux olympiques d'été de 2028 à Amsterdam, 100 ans après l'organisation des Jeux de 1928.
Le 12 décembre 2021, Max Verstappen devient le premier champion du monde néerlandais de Formule 1, il conserve son titre en 2022, 2023 et 2024.

### Fêtes et jours fériés
| Date                                                                             | Nom français               | Nom local                  | Remarques |
| -------------------------------------------------------------------------------- | -------------------------- | -------------------------- | --- |
| 1er janvier                                                                      | Jour de l'an               | Nieuwjaarsdag              | Jour férié. |
| Mars / avril                                                                     | Vendredi saint             | Goede Vrijdag              | |
| Mars / avril                                                                     | Pâques                     | Pasen                      | Le lundi de Pâques est férié. |
| 27 avril (sauf si c'est un dimanche, auquel cas la fête est avancée le 26 avril) | Fête du Roi                | Koningsdag                 | Jour de fête nationale, férié. La date est définie en fonction de la date d'anniversaire du monarque régnant. Depuis 2013, c'est Willem-Alexander (né un 27 avril) qui est roi des Pays-Bas. Les Néerlandais vont dans la rue pour voir des concerts, des spectacles et des animations organisées chaque année par les municipalités pour fêter l’événement. |
| 4 mai                                                                            | Jour des morts à la guerre | Dodenherdenking            | Jour des morts à la guerre. Ce jour n'est pas chômé, il y a simplement deux minutes de silence chaque année en mémoire des morts pour la Patrie. |
| 5 mai                                                                            | Jour de la libération      | Bevrijdingsdag             | Commémoration de la capitulation allemande lors de la Seconde Guerre mondiale, après l'occupation des Pays-Bas. Ce jour est chômé tous les cinq ans. |
| 40 jours après Pâques                                                            | Ascension                  | Hemelvaartsdag             | Jour férié. |
| 7 semaines après Pâques                                                          | Pentecôte                  | Pinksteren                 | Le lundi de Pentecôte est férié. |
| 5 décembre                                                                       | Saint-Nicolas              | Sinterklaas, Sint-Nicolaas | Sinterklaas n'est pas un jour férié, mais il est fêté la veille au soir (Pakjesavond) ; cette fête est très largement célébrée. Traditionnellement, aux Pays-Bas, on ne donne pas les cadeaux aux enfants à Noël, mais à la Saint-Nicolas. |
| 25 et 26 décembre                                                                | Noël                       | Kerstmis                   | Noël, fête religieuse, est férié. On fait le plus souvent un dîner en famille avec un sapin de Noël dans la maison. |

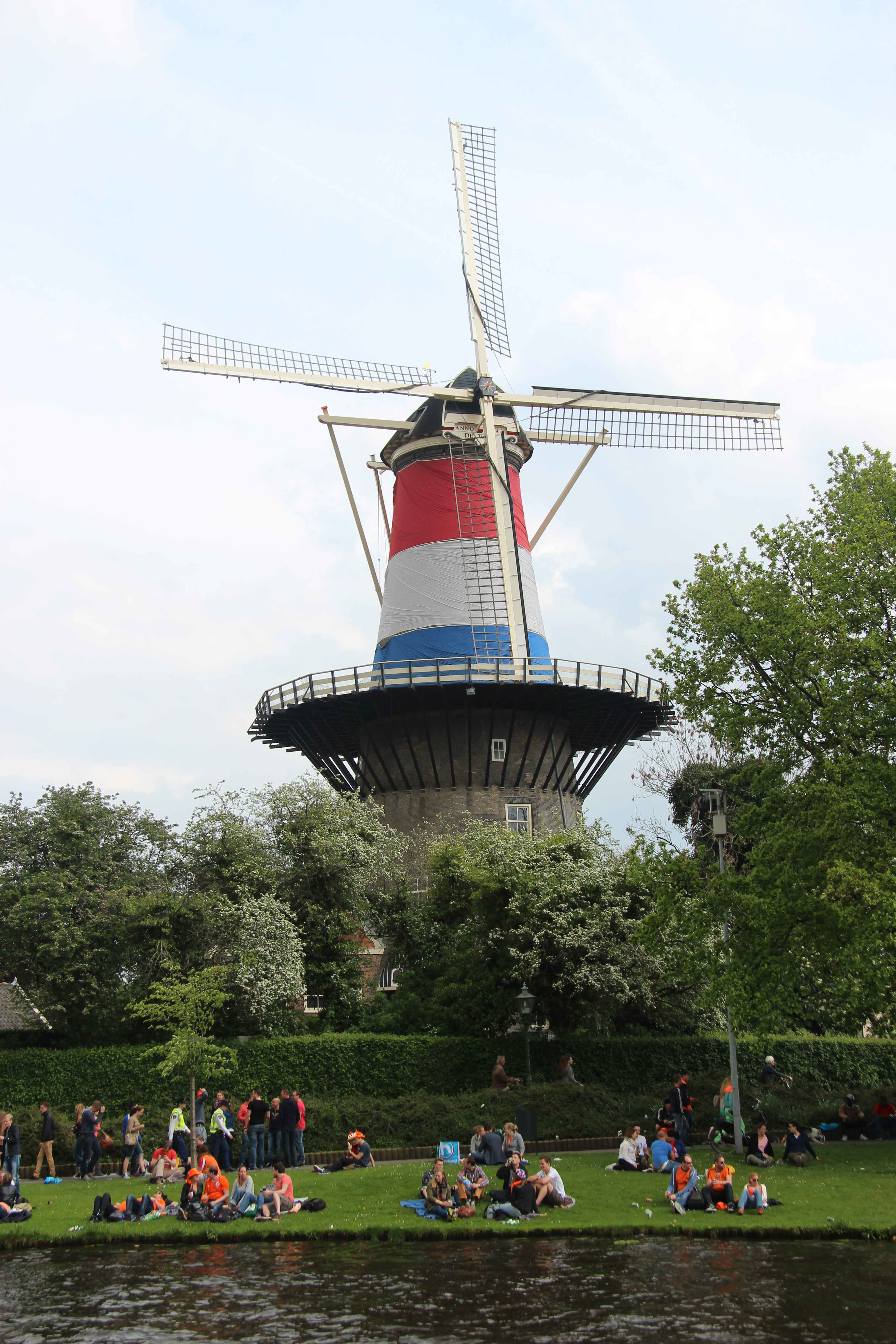
Moulin décoré pour la fête nationale.
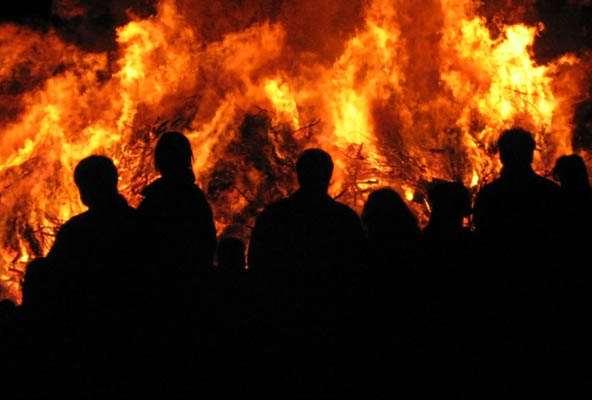
Feux traditionnels de Pâques.
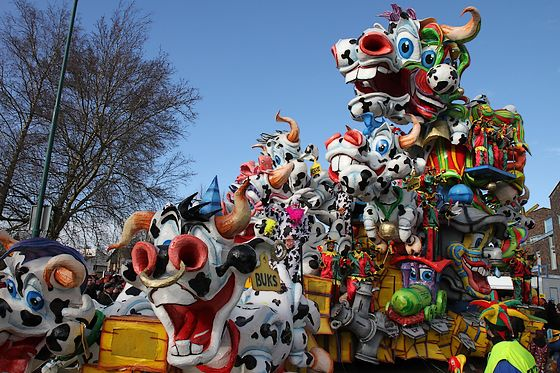
Carnaval d'automne (Prinsenbeek).
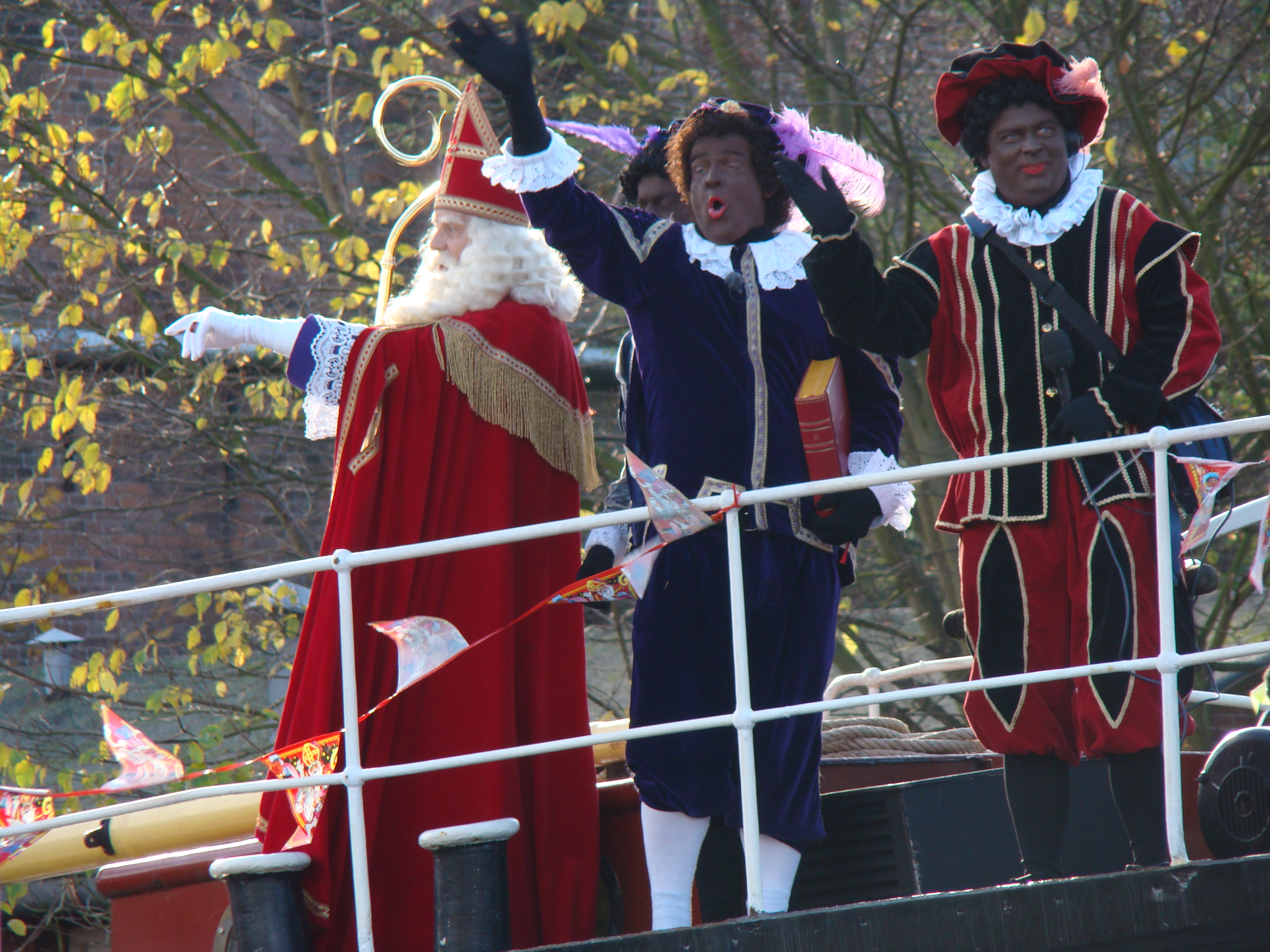
Saint Nicolas arrive sur son bateau (avec une soute chargée de cadeaux pour les enfants), ici à Schiedam[Note 4].

## Économie
L'économie des Pays-Bas repose, outre le commerce international, sur les grands groupes néerlandais, la plupart anciens monopoles publics (Damen Group, KPN, Groupe ING, Nederlandse Spoorwegen, TNT Express ou PostNL).

### Statistiques
Pour 2017, la croissance économique du pays est de 3 % du PIB. En 2018, une croissance de 2,9 % est prévue pour un taux de chômage de 3,9 %. Les Pays-Bas sont le 11e pays du monde quant au PIB par habitant, avec 52 770 dollars américains annuels par tête en moyenne. Le pays est en outre la 17e puissance économique mondiale.
Cependant, le temps de travail hebdomadaire moyen par habitant n'est que d'environ 30 heures, et ce pour une productivité plus forte que la moyenne européenne.

### Principaux secteurs d'activités

#### Agriculture et agroalimentaire

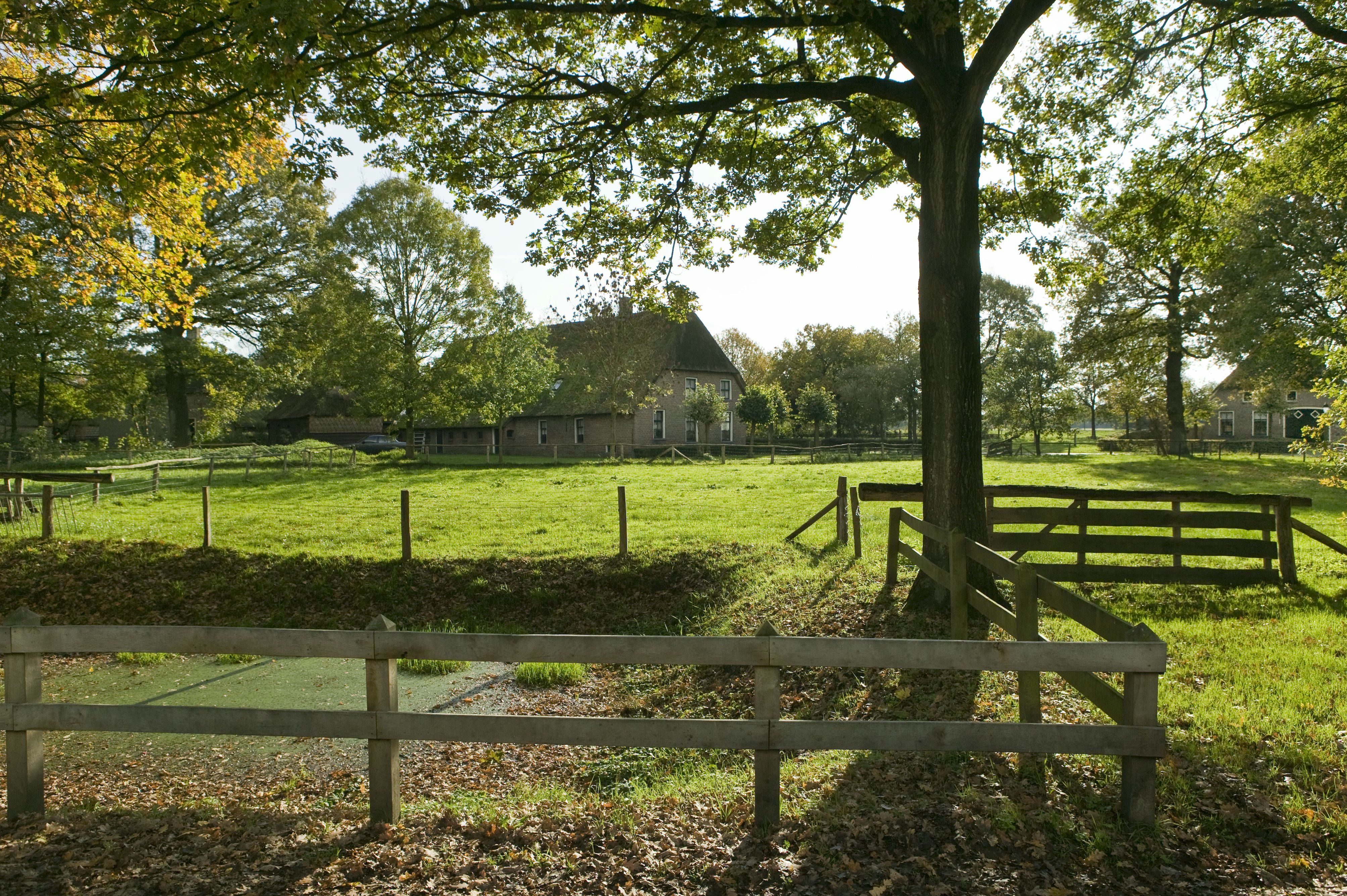
Une ferme néerlandaise typique.

L'agriculture est très mécanisée et emploie à peine 4 % de la population active. Les Pays-Bas sont le deuxième pays exportateur de produits agricoles du monde, et le cinquième en prenant en compte tous les produits échangés. L'entreprise de distribution et de production agroalimentaire néerlandaise Unilever, quatrième mondiale dans son domaine d'activités, s'occupe souvent du transport et de l'emballage des produits exportés depuis les Pays-Bas. Elle possède également de nombreuses marques à travers le monde : Lipton, Knorr, Ben & Jerry's, Magnum entre autres. La grande activité de l'agriculture néerlandaise reste l'élevage qui occupe près de la moitié des exploitations. En nombre d'exploitations, l'horticulture et le maraîchage occupent le deuxième rang. Le pays a connu l'une des premières bulles spéculatives au monde : la tulipomanie. Les tulipes, mais plus généralement les fleurs, restent un symbole des Pays-Bas, qui en sont le premier exportateur au monde. Cependant, la plupart des fermes néerlandaises élèvent des vaches, les vaches de race Holstein étant elles aussi un emblème du pays.

#### Tourisme
Environ onze millions de touristes se rendent chaque année aux Pays-Bas, généralement dans l'une des deux provinces de la Hollande (Méridionale ou Septentrionale), le reste du pays étant moins couru. Dix milliards d'euros sont dépensés chaque année par ces visiteurs en souvenirs et autres marchandises. Le tourisme est une source importante de revenus pour le pays. Les destinations les plus appréciées sont Amsterdam, Giethoorn, Volendam, Kinderdijk, Rotterdam et La Haye. Les gens se rendant aux Pays-Bas souhaitent généralement voir des canaux, des maisons avec le pignon en façade et les célèbres moulins, s'ils ne s'y rendent pas pour des affaires (Rotterdam, Amsterdam et La Haye disposent de grands quartiers financiers, siège de nombreuses entreprises néerlandaises ou internationales). Ils sont là aussi pour goûter les bières et les fromages typiques du pays. La côte néerlandaise est visitée principalement par les habitants du pays, même s'il n'est pas impossible d'y croiser des étrangers. En sus du néerlandais, les habitants parlent également en grande majorité l'anglais, la plupart comprennent l'allemand, et se débrouillent parfois en français, ce qui rend la communication aisée. Le pays a en outre l'un des plus forts taux de musées au mètre carré au monde.
Le pays est également connu pour le tourisme de la drogue. En effet, certains étrangers se rendent aux frontières, où ils achètent du cannabis dans les coffee shops, chose que les dirigeants voudraient bien faire cesser, c'est-à-dire limiter ce droit aux néerlandais ou fermer les coffee shops se situant aux frontières, malgré l'apport conséquent de devises que procure au pays l'existence de ce commerce. La ville de Maastricht, située à la frontière belge, teste depuis 2013 la wietpass, qui n'autorise que les habitants du pays à acheter des substances.

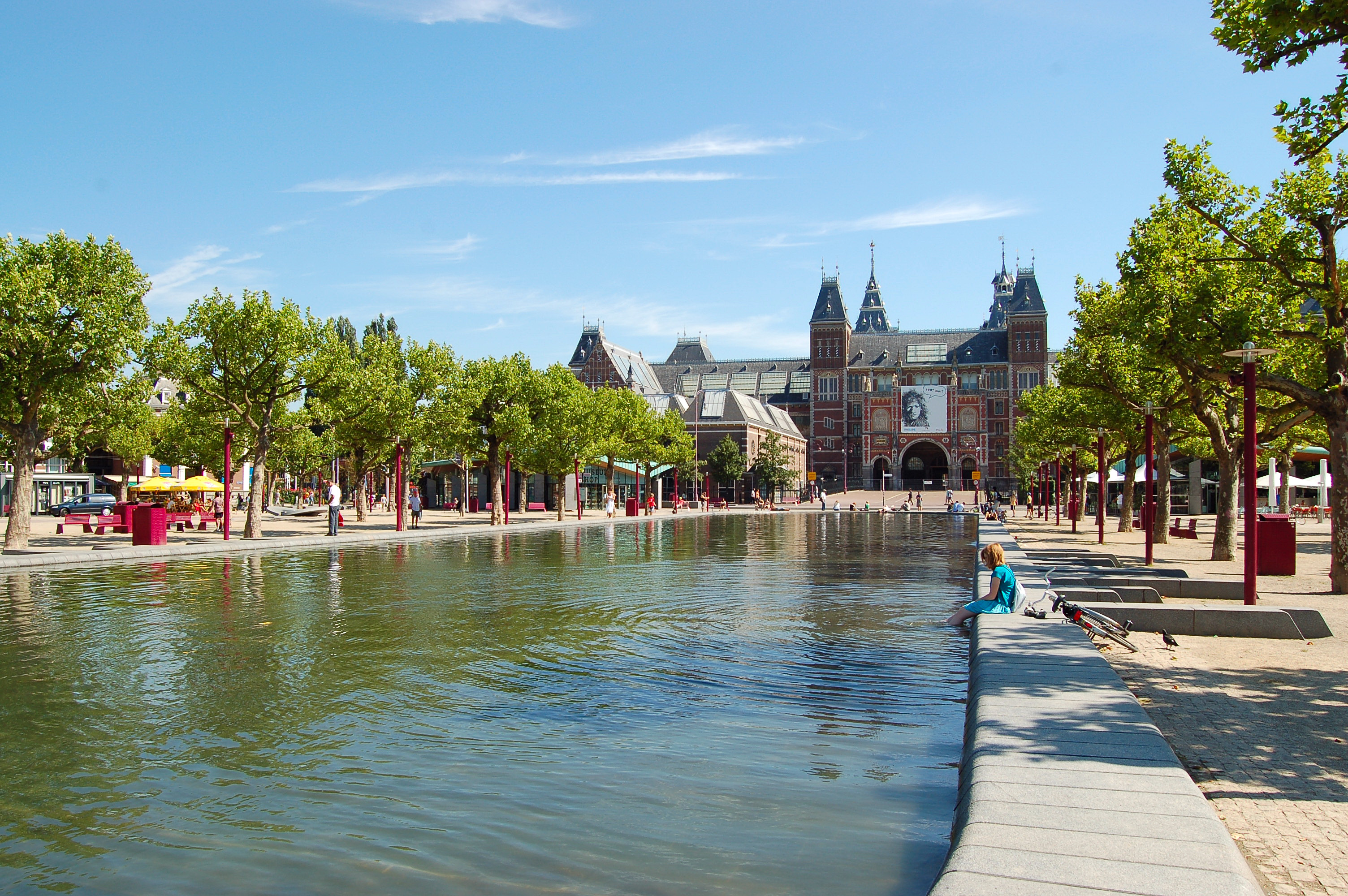
Le Rijks d'Amsterdam, qui dispose d'un fonds de plus d'un million d'œuvres, est le musée le plus visité du pays.
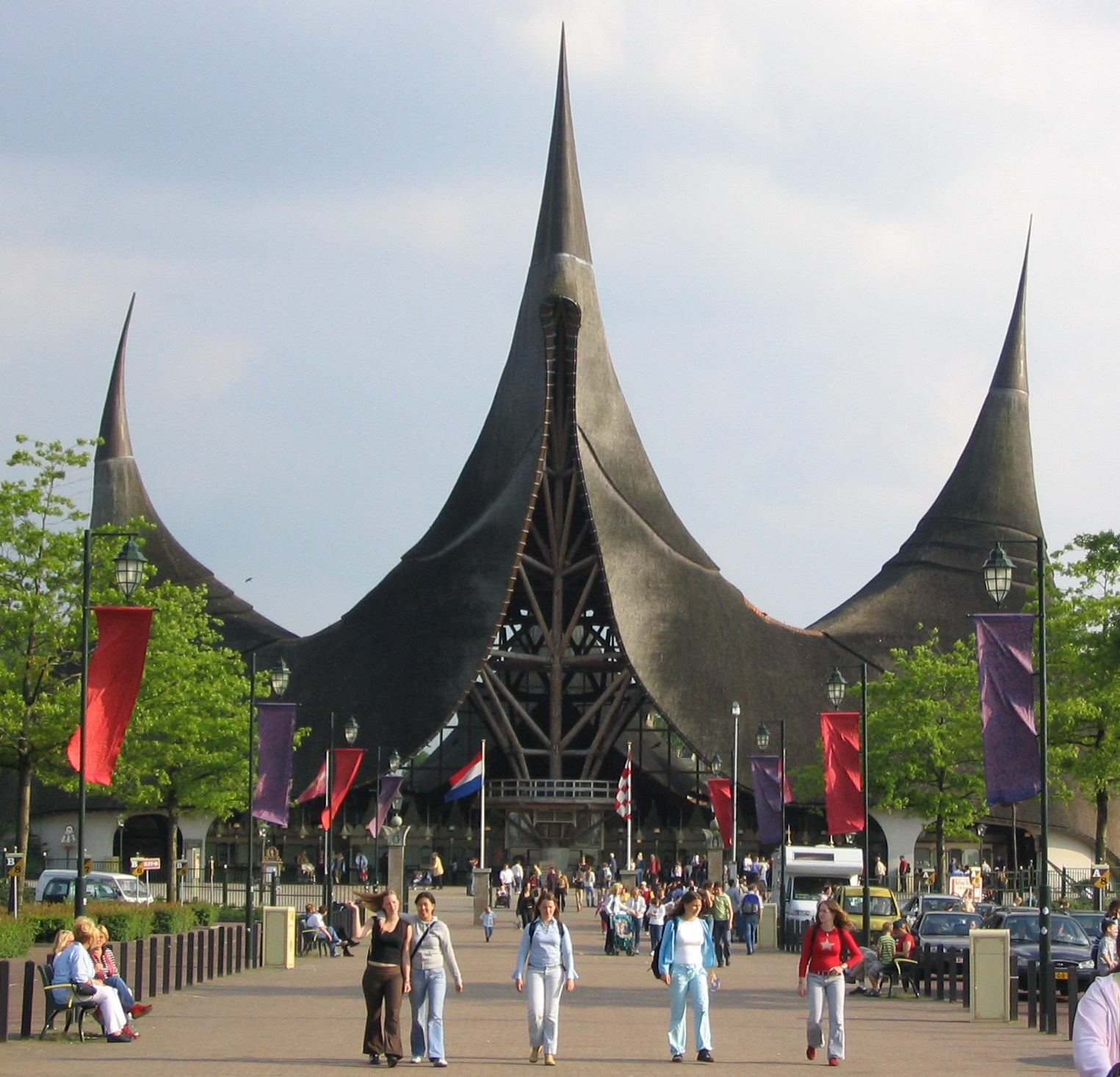
Entrée du parc de loisirs Efteling (Brabant-Septentrional). Il est, avec 5 millions de visiteurs annuels, l'un des premiers parcs d'attractions en Europe quant à la fréquentation.
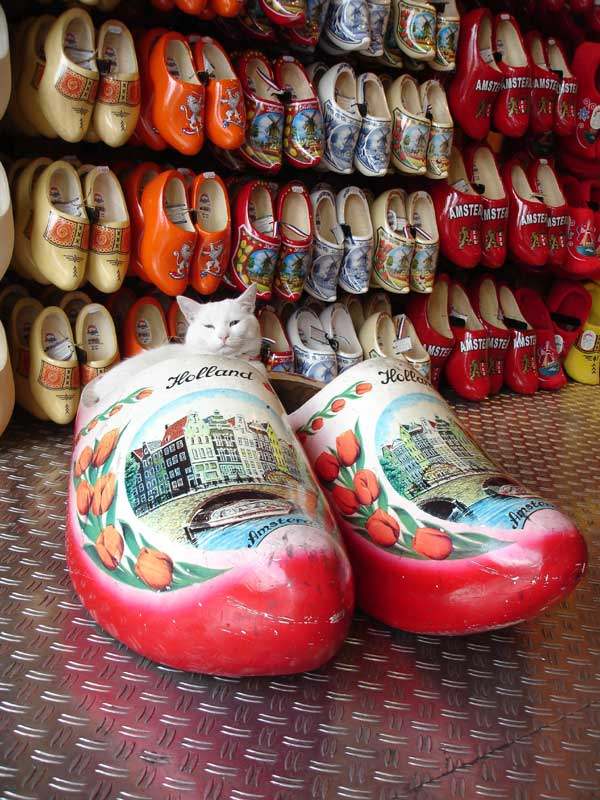
Les sabots, symbole des Pays-Bas au même titre que les fleurs.
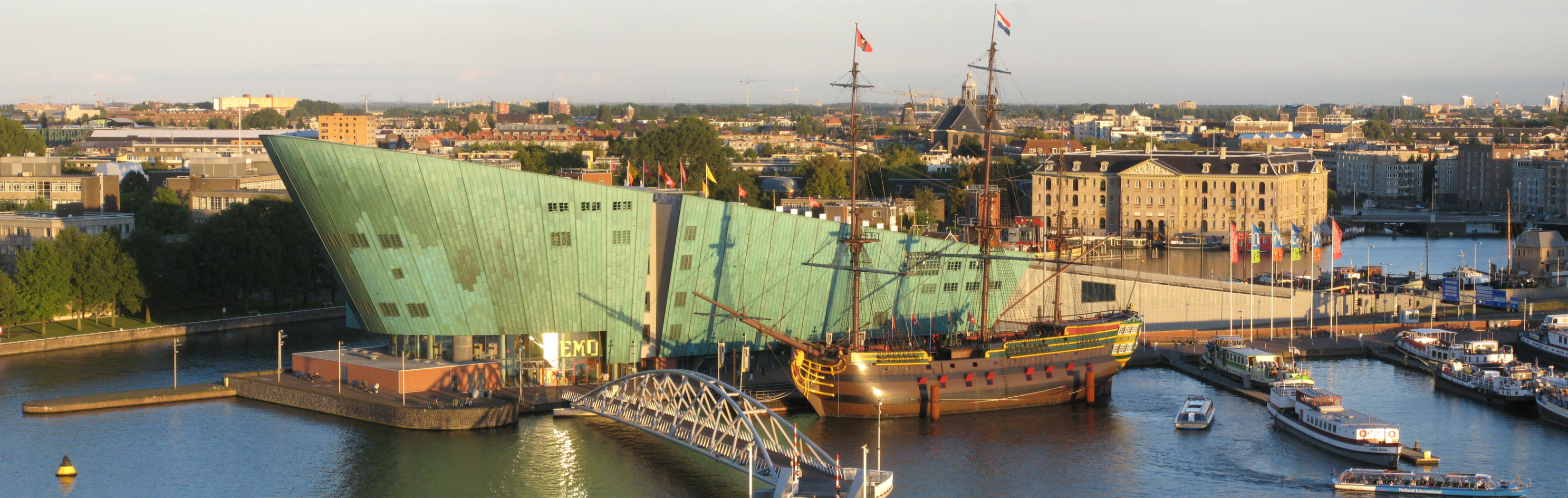
Le NEMO (bâtiment vert) avec la réplique du VOC Amsterdam accostée au premier plan dans la ville éponyme. Le musée maritime néerlandais au second plan à droite.
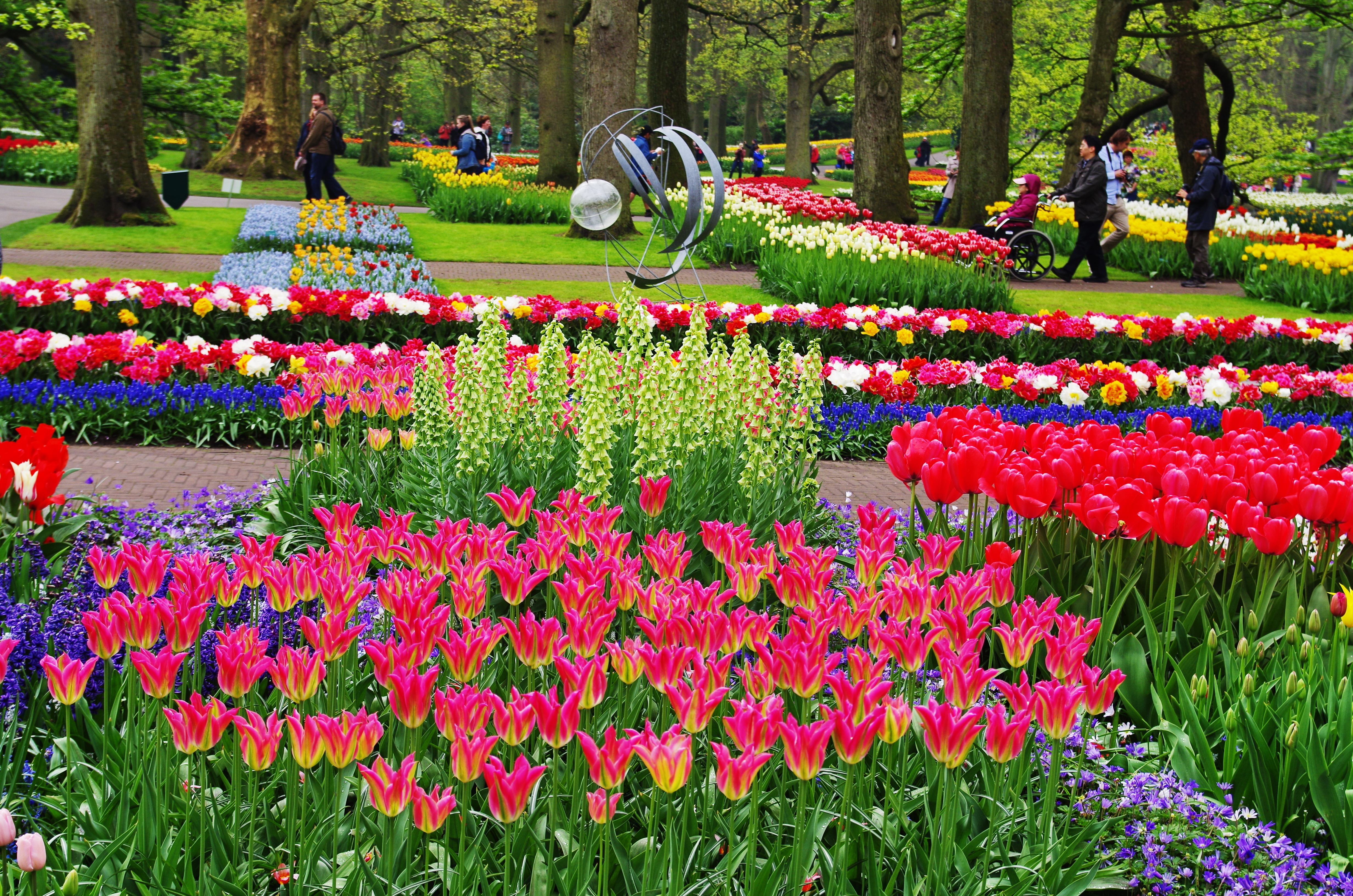
Le jardin de Keukenhof. Très visité, il est le plus grand parc floral au monde.

#### Chimie et raffinage
La chimie et le raffinage sont concentrés dans le port de Rotterdam, qui n'en a cependant pas l'exclusivité. Il est un port d'importation via le transit vers l'Europe centrale, et de réexport après traitement des denrées. À moindre échelle, le gisement de gaz de Groningue, plus grand d'Europe, permet également d'alimenter les foyers néerlandais et l'export.

#### Banques et assurances

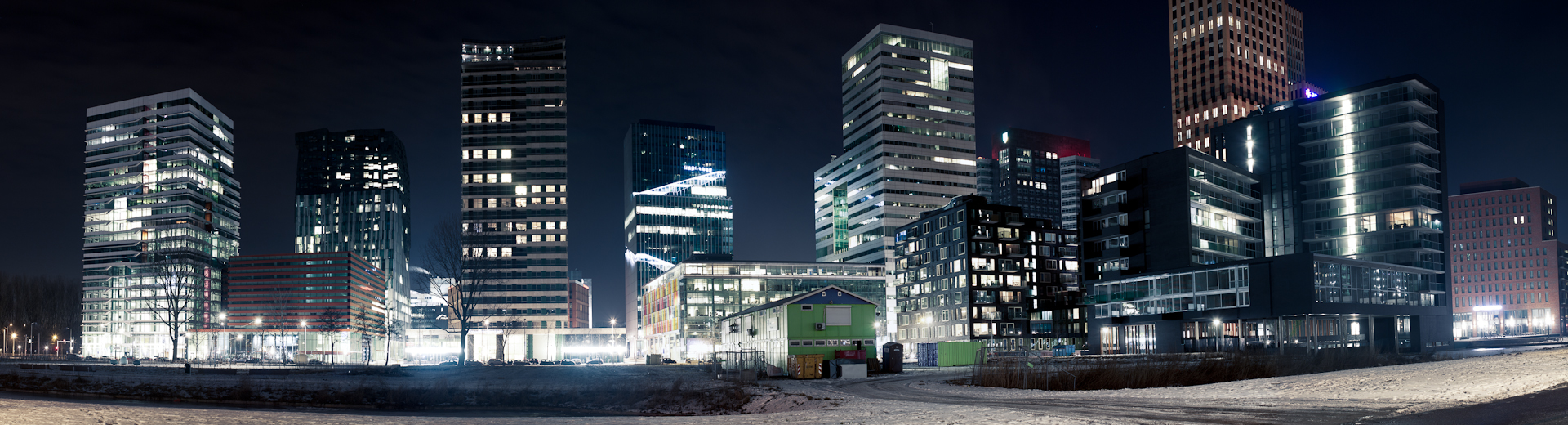
Le Zuidas d'Amsterdam héberge notamment les sièges des banques néerlandaises ING et ABN AMRO.

Les Pays-Bas instaurent durant leur siècle d'or de longues routes commerciales et ouvrent des comptoirs marchands dans différents pays et l'export de nos jours en est hérité. Les grandes banques néerlandaises et leurs réseaux en sont descendants, appuyés par les infrastructures néerlandaises d'interfaces commerciaux.
Le gouvernement expérimente depuis 2014 une économie circulaire autour de la Randstad, avec la participation des plus grandes banques néerlandaises.

#### Nouvelles technologies
Le secteur néerlandais des nouvelles technologies est notamment représenté par la marque d'électroménager Philips, basée à Eindhoven et l'Institut néerlandais de recherche spatiale, basé à Utrecht. D'autres plus petites sociétés sont implantées dans les régions urbaines néerlandaises, bénéficiant notamment d'une fiscalité leur permettant un développement rapide.

### Paradis fiscal
Les Pays-Bas sont régulièrement qualifiés de « paradis fiscal qui ne dit pas son nom », en facilitant l'existence de sociétés boîtes aux lettres n'ayant pas d'activité réelle aux Pays-Bas, notamment du fait d'une faille dans le droit néerlandais qui permet à de nombreuses entreprises de pratiquer l'optimisation fiscale. Cette faille permet une double domiciliation d'une entreprise aux Pays-Bas et aux États-Unis, les États-Unis estimant que l'impôt doit être payé aux Pays-Bas et inversement. Ce dispositif sera supprimé le 1er janvier 2020 avec l'entrée en vigueur de la directive européenne anti-évasion fiscale.
Parmi les entreprises américaines citées pour profiter du système néerlandais et réduire considérablement leur niveau d'imposition figurent Netflix, Starbucks, Caterpillar, General Electric, Heinz, Nike, Tesla et Uber. Selon Gabriel Zucman, des centaines de milliards de dollars de profits ne sont pas taxés. L'ONG Oxfam classe les Pays-Bas « troisième pire paradis fiscal » après les Bermudes et les Îles Caïmans.
Plusieurs lois sont en cours d'examen aux États généraux pour renforcer la législation financière. Le Premier ministre Mark Rutte cherche notamment à supprimer les failles dans le système d'impôts pour que tous les revenus devant être taxés le soient aux taux appropriés. Les lois néerlandaises entendent dès 2019 aller plus loin que ce que la Commission européenne propose en matière de lutte contre l'évasion fiscale.

## Patrimoine culturel

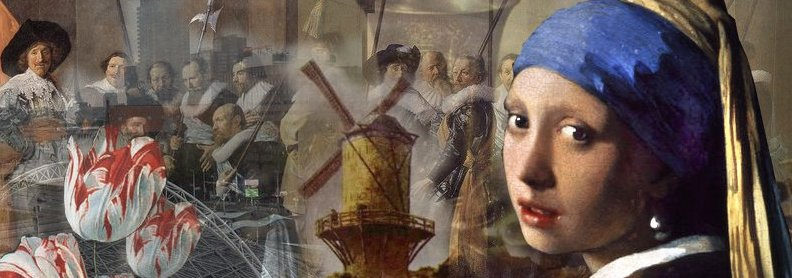
Quelques symboles de la culture néerlandaise.

### Architecture
L'architecture tient une place particulière dans ce pays pragmatique constamment menacé par les eaux et où l'ingénieur tend à prendre la primauté sur l'architecte. Cependant, les Pays-Bas ont bel et bien développé à travers les siècles une culture architecturale singulière qui a eu une influence au Danemark et jusqu'en Pologne, sans compter l'architecture coloniale néerlandaise. La plupart des administrations ont conservé leurs locaux construits au XVIIe siècle, lors du siècle d'or. Presque tous les centres-villes du pays sont composés à une très large majorité d'immeubles historiques. Les villes de Rotterdam et d'Eindhoven, tout comme d'autres plus petites villes bombardées durant la Seconde Guerre mondiale et les communes du Flevoland (polder stabilisé au XXe siècle) ne possèdent plus d'hyper-centres historiques. Les constructions aux Pays-Bas se font principalement avec le même matériau, une brique locale, ce qui donne un aspect homogène aux villes et campagnes du pays.

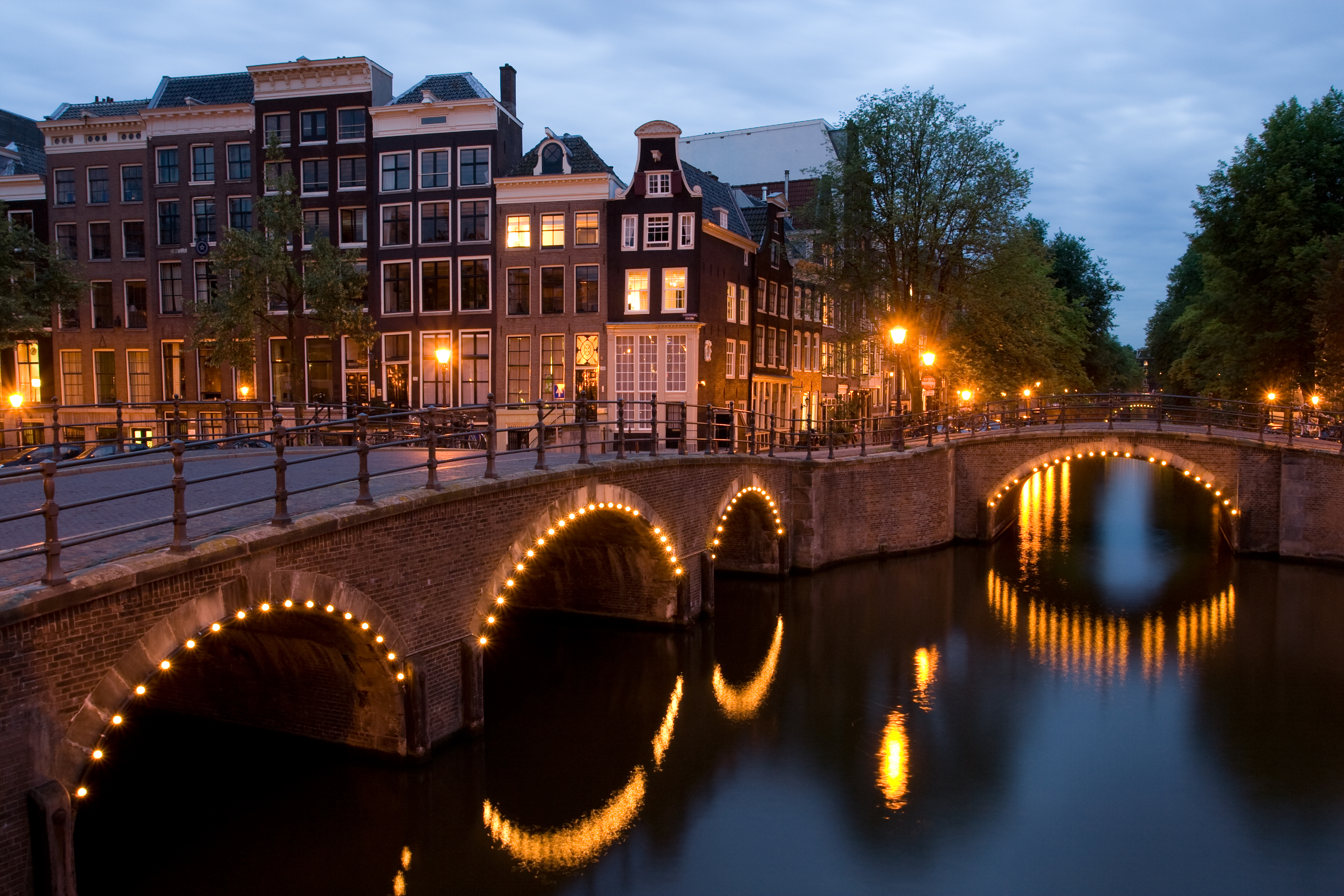
L'éclairage public est allumé alors que le soleil vient de se coucher sur Amsterdam.
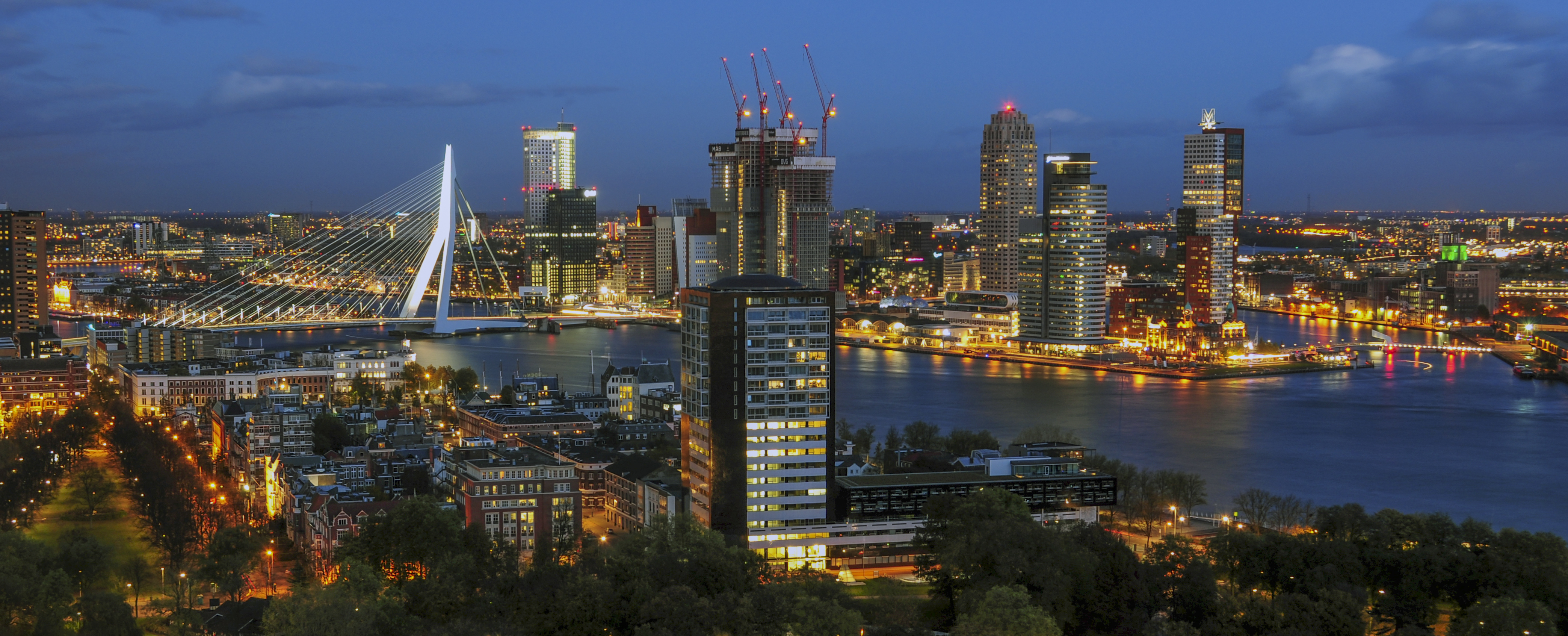
Centre-ville de Rotterdam, ville candidate à l'Exposition universelle de 2025.
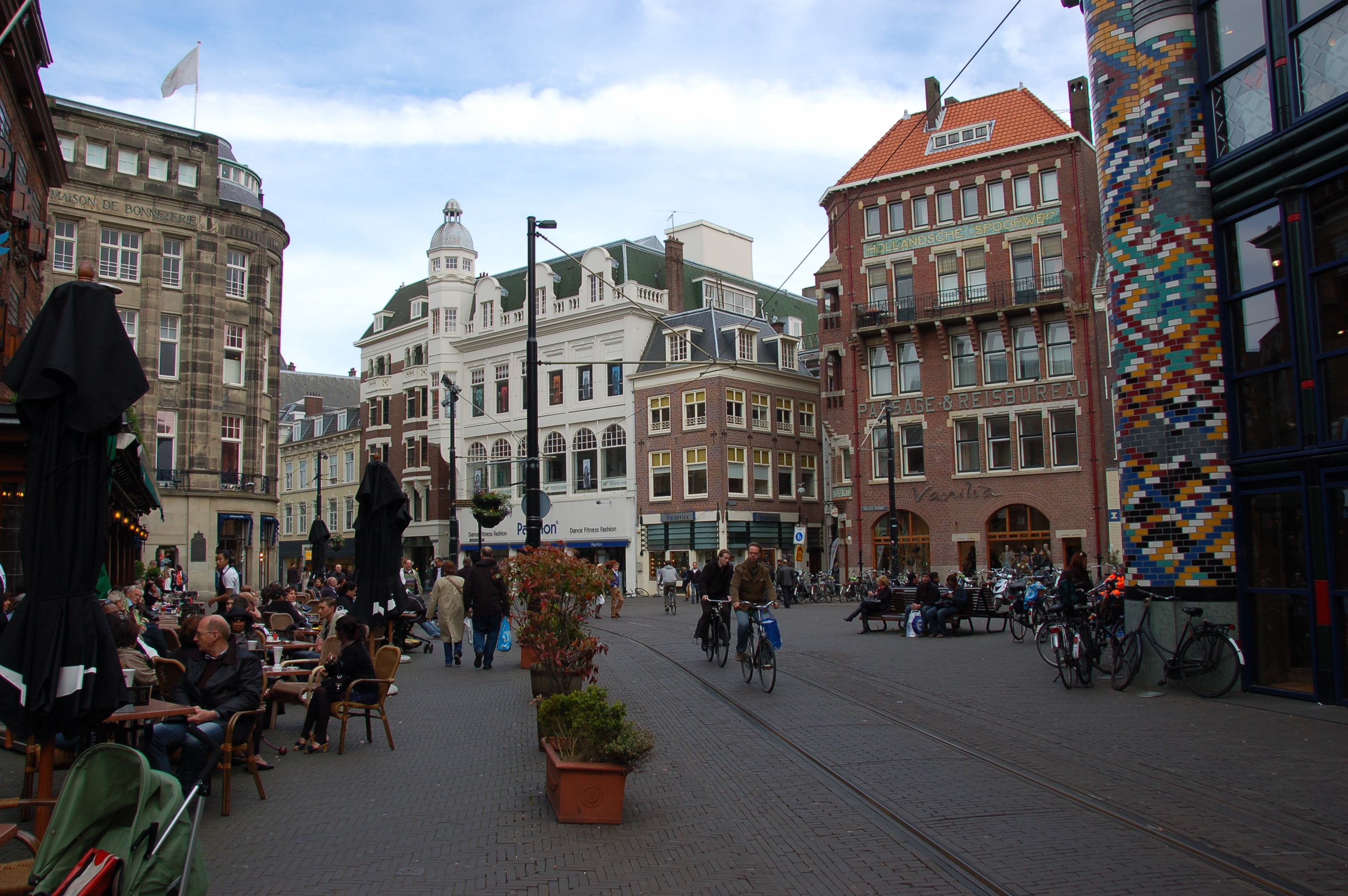
Rue commerçante à La Haye.
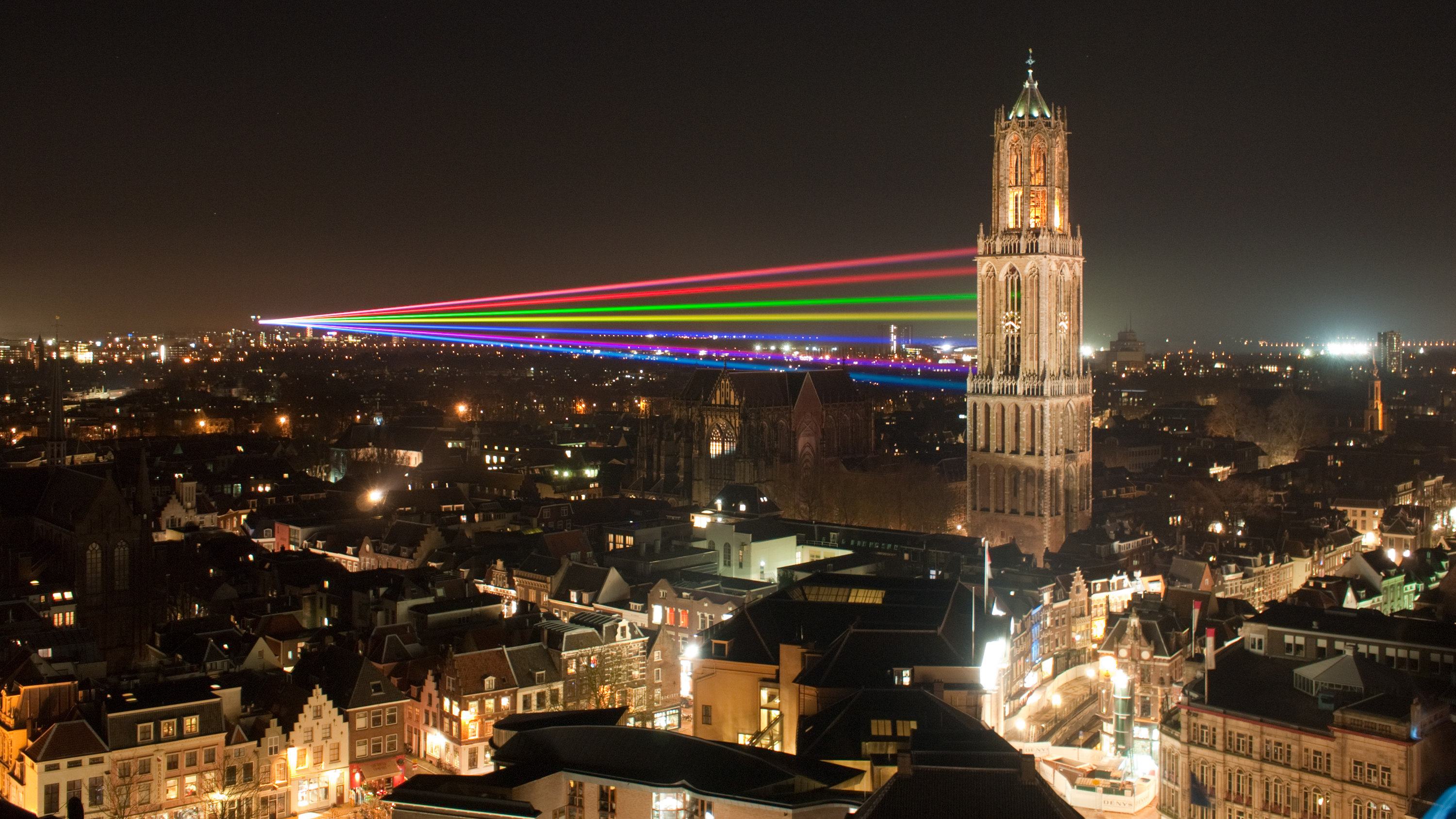
La cathédrale Saint-Martin d'Utrecht de nuit, dominée par sa tour de 112 mètres.

La Renaissance constitue une période ayant fortement influé sur l'aspect des villes néerlandaises, étant donné que la conception même de l'architecture était amenée à changer. Durant la période gothique (voir l'article gothique brabançon, style dans lequel sont construits quelques monuments néerlandais), la structure des édifices religieux tendait alors à se simplifier (malgré des exceptions telles que la cathédrale d'Utrecht commencée en 1254 ou encore la cathédrale de Bois-le-Duc commencée en 1280), et peu de grandes constructions étaient alors réalisées. L'ornementation tendait également à se réduire, cela étant en grande partie lié à l'emploi presque exclusif de la brique dans l'architecture (voir l'article gothique de brique). C'est à partir de l'époque des ducs de Bourgogne (Pays-Bas bourguignons) qu'une architecture plus monumentale voit le jour, mais, toute de brique, elle ne s'enorgueillit généralement pas de sculptures. Il faut réellement attendre la Renaissance pour que l'activité artistique prenne son essor, et que l'architecture soit l'objet de plus vastes ambitions. La Renaissance ne fut pas toujours bien comprise par les bâtisseurs qui n'en percevaient que le sens ornemental et non pas architectural à proprement parler. Ainsi, un des derniers architectes gothiques, Rombaut Keldermans, se mit à orner ses édifices de conception médiévale d'ornements antiques. C'est durant la Renaissance que s'élèvent le château de Breda (nl) (vers 1536) et l'ancien Hôtel de ville d'Utrecht (1547). Cependant, malgré ce bouillonnement artistique et intellectuel venu avec la Renaissance, en architecture, une compréhension étroite de cet apport le limita trop souvent à l'inclusion d'arabesques, de grotesques ou de beaux frontispices à l'antique au sein d'une architecture restée fidèle à elle-même.
Le protestantisme, d'obédience calviniste, qui gagna les Pays-Bas à partir de la première moitié du XVIe siècle eut une influence notable sur l'évolution de l'architecture. En effet, les églises furent dépouillées de tout ornement, les fresques (ou tout décor peint) furent enduites, les vitraux retirés, et les nouvelles constructions, y compris profanes, firent disparaître le décor exubérant qui avait pu s'afficher au début de la Renaissance. Le beau en architecture n'était recherché que par la simplicité, la sincérité des formes et par le jeu subtil des proportions.
Les maisons et bureaux d'anciennes compagnies commerciales sont décorées à l'extérieur de sculptures et de reliefs, montrant la puissance du propriétaire initial à ses visiteurs. Les demeures d'Amsterdam sont souvent étroites, mais profondes, avec un jardin partagé à l'arrière. Les pignons à l'avant servaient d'antan à décharger les marchandises arrivant par canal, et de nos jours aux déménagements. Le style néo-classique néerlandais suppose des maisons aux hautes vitres, collées et pas toujours droites, car s'enfonçant dans les eaux. La plupart des châteaux et complexes ayant un cachet sont classés au titre de Rijksmonument (Monument d'État).

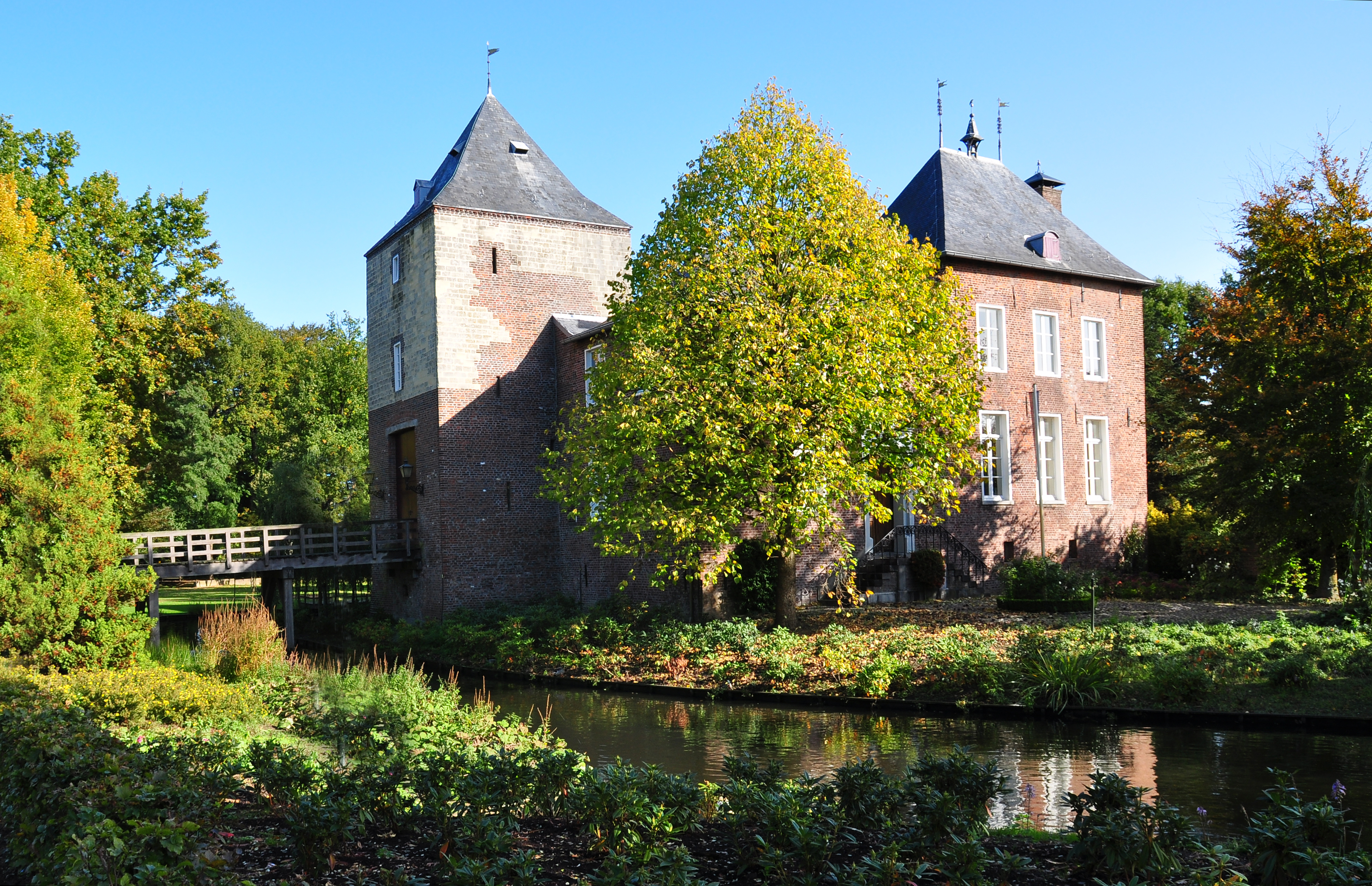
Le château d'Erp, massif, est l'un des plus anciens du pays.
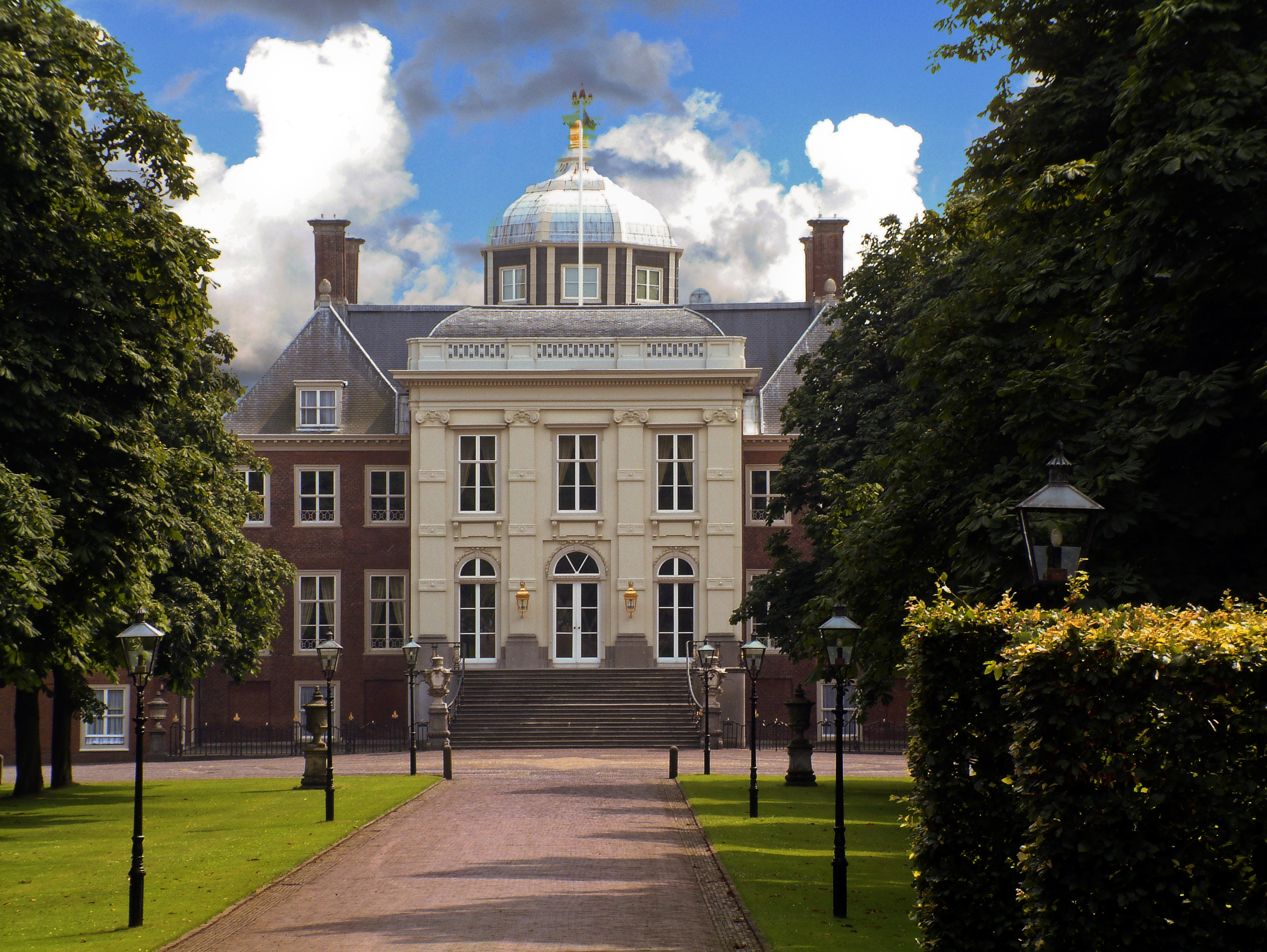
Huis ten Bosch, la résidence du roi à La Haye.
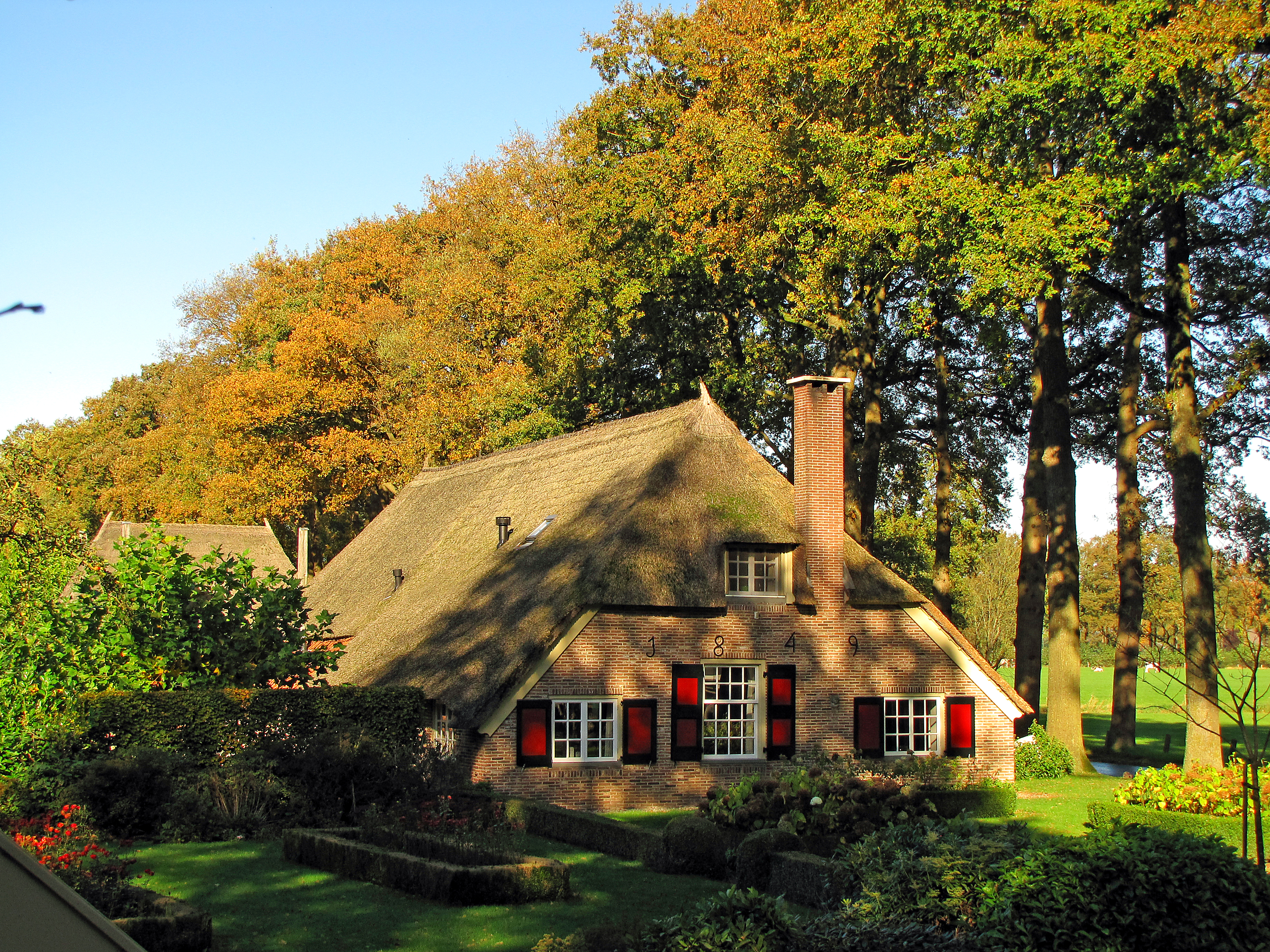
Maison d'agriculteur à Dalfsen.
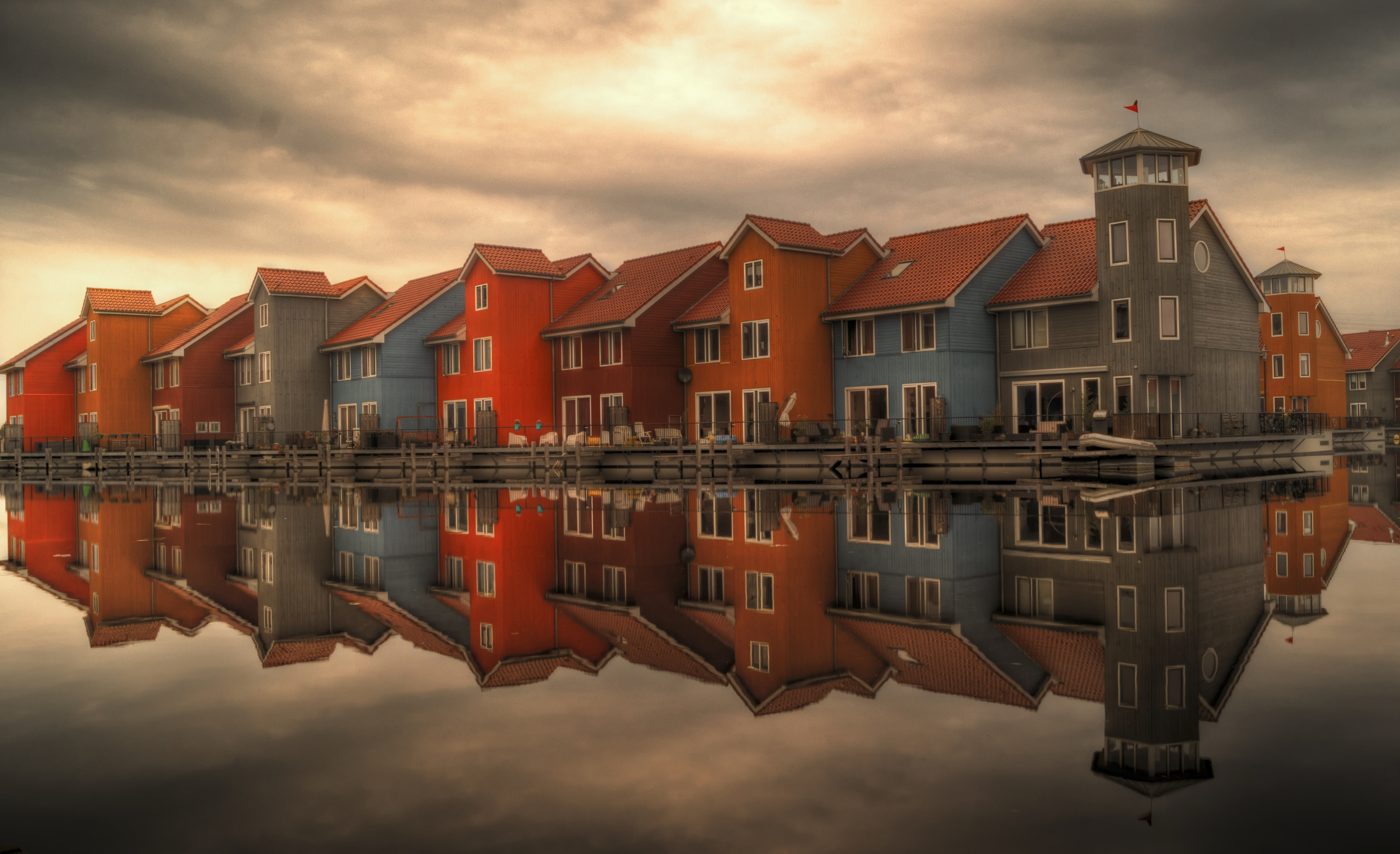
Habitations côtières dans le nord du pays.
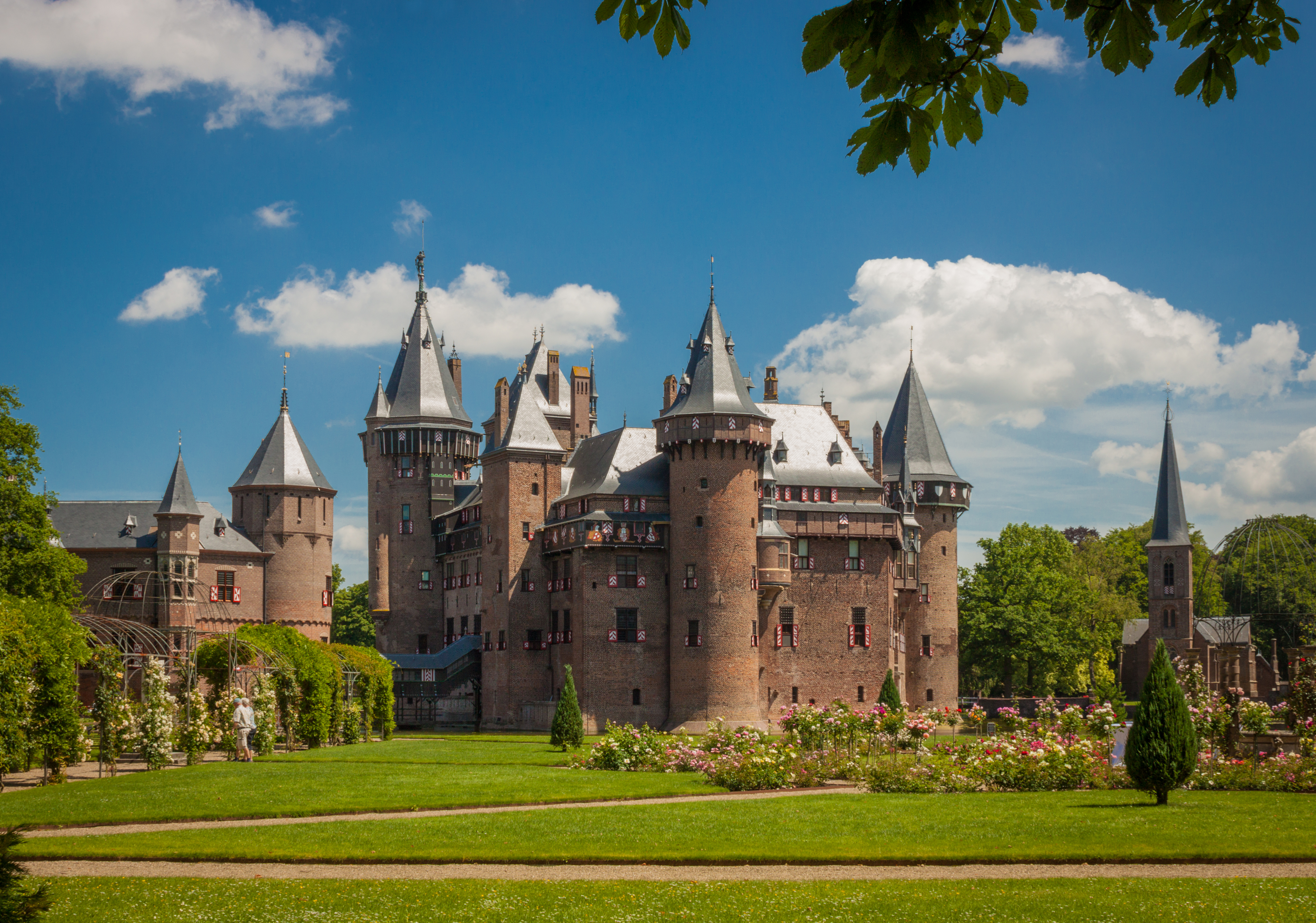
Le château de Haar est aujourd'hui un musée.
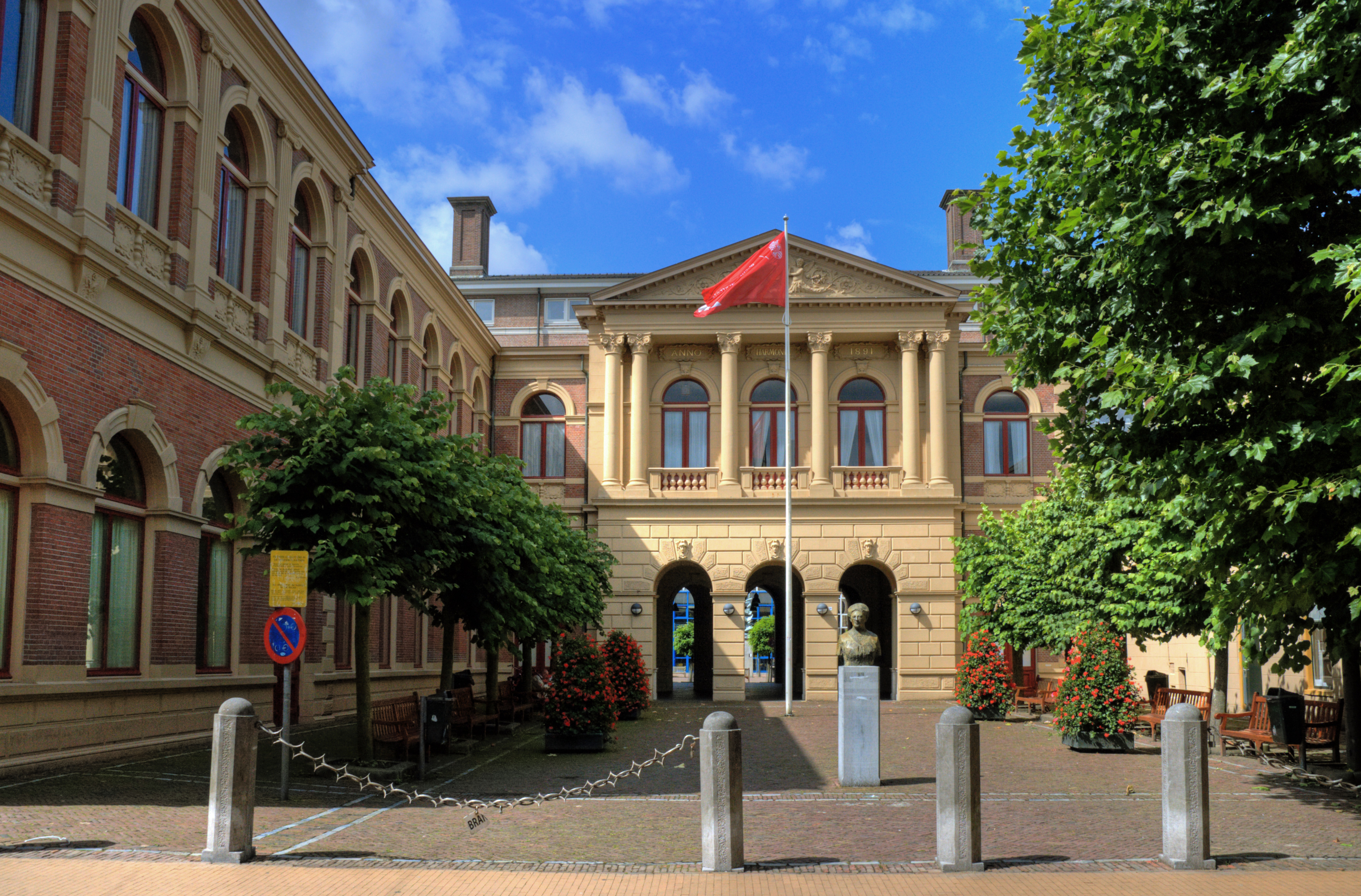
Bâtiment universitaire à Groningue.
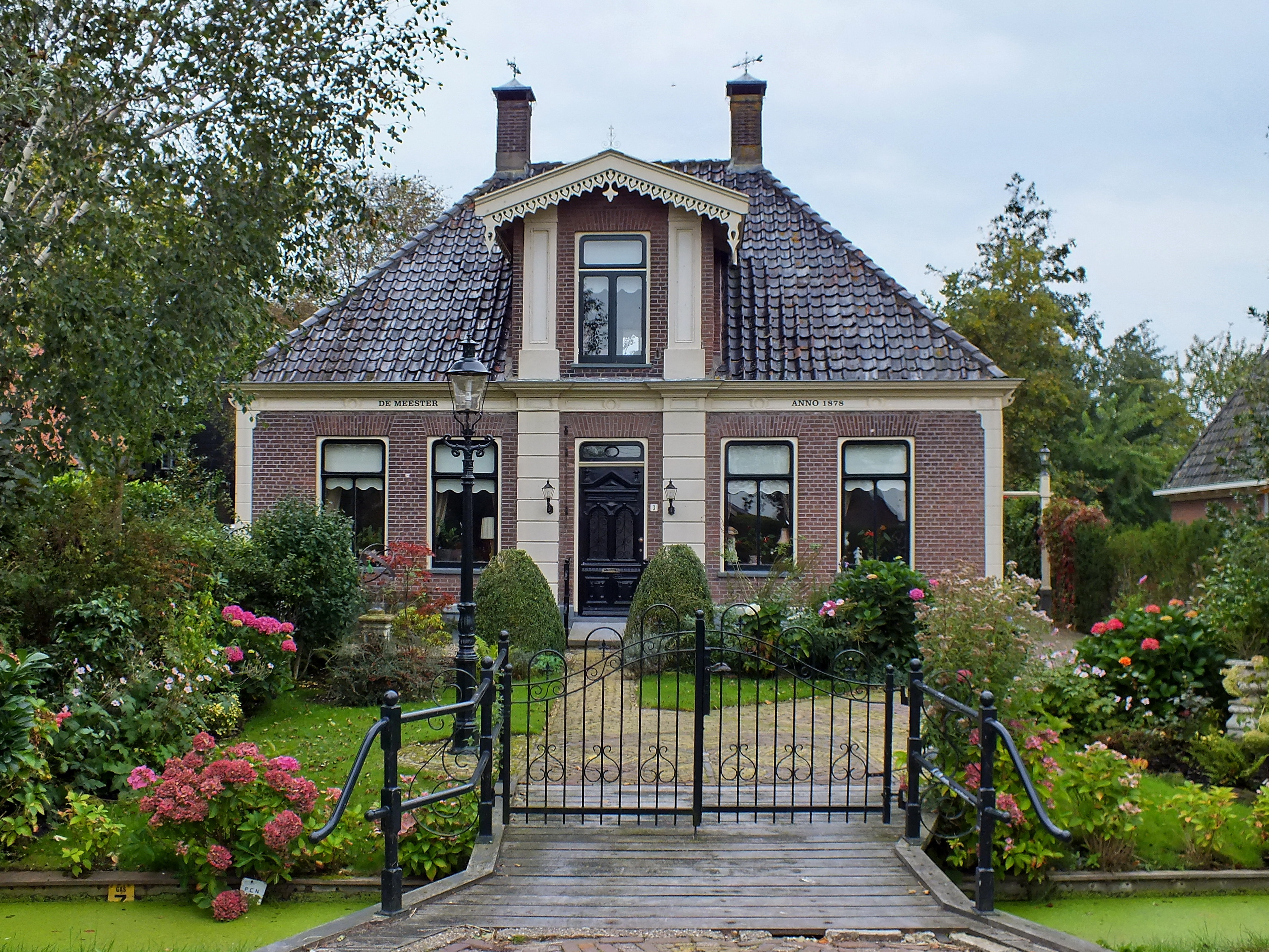
Maison dans le village de Grootschermer.

### Peinture

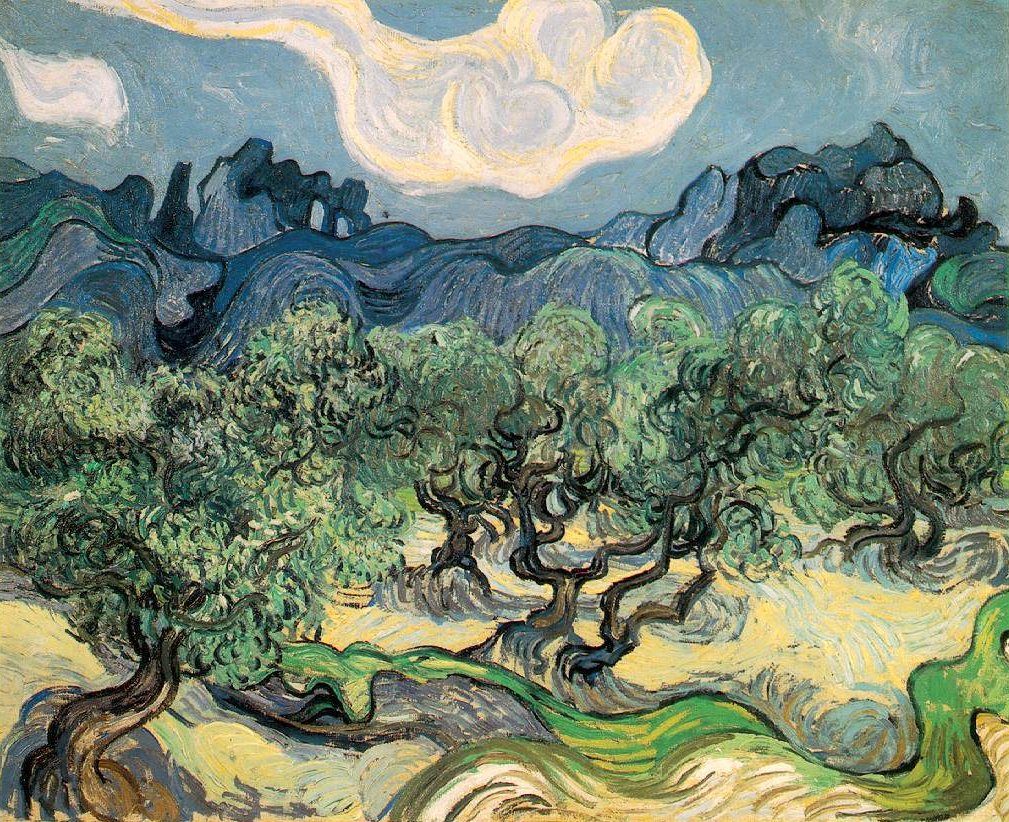
Oliviers avec les Alpilles à l'arrière-plan, 1889, Vincent van Gogh.

La peinture néerlandaise, dite flamande durant l'époque baroque, était principalement matérialisée en les personnes d'Antoon van Dyck, Jan van Eyck, Jérôme Bosch et Pierre Paul Rubens, bien qu'ayant tous des styles différents.
Au cours du siècle d'or néerlandais, nombre de peintres atteignent la gloire historique : Rembrandt van Rijn, Johannes Vermeer et Frans Hals vont s'imposer comme les grands maîtres de l'école hollandaise du XVIIe siècle, Pieter de Hooch, Jan van Goyen, Adriaen van Ostade, Willem Claeszoon Heda, les père et fils Van de Velde, Gerrit Berckheyde, Pieter Jansz Saenredam, Jan Steen, Jacob van Ruisdael, Meindert Hobbema suivront.

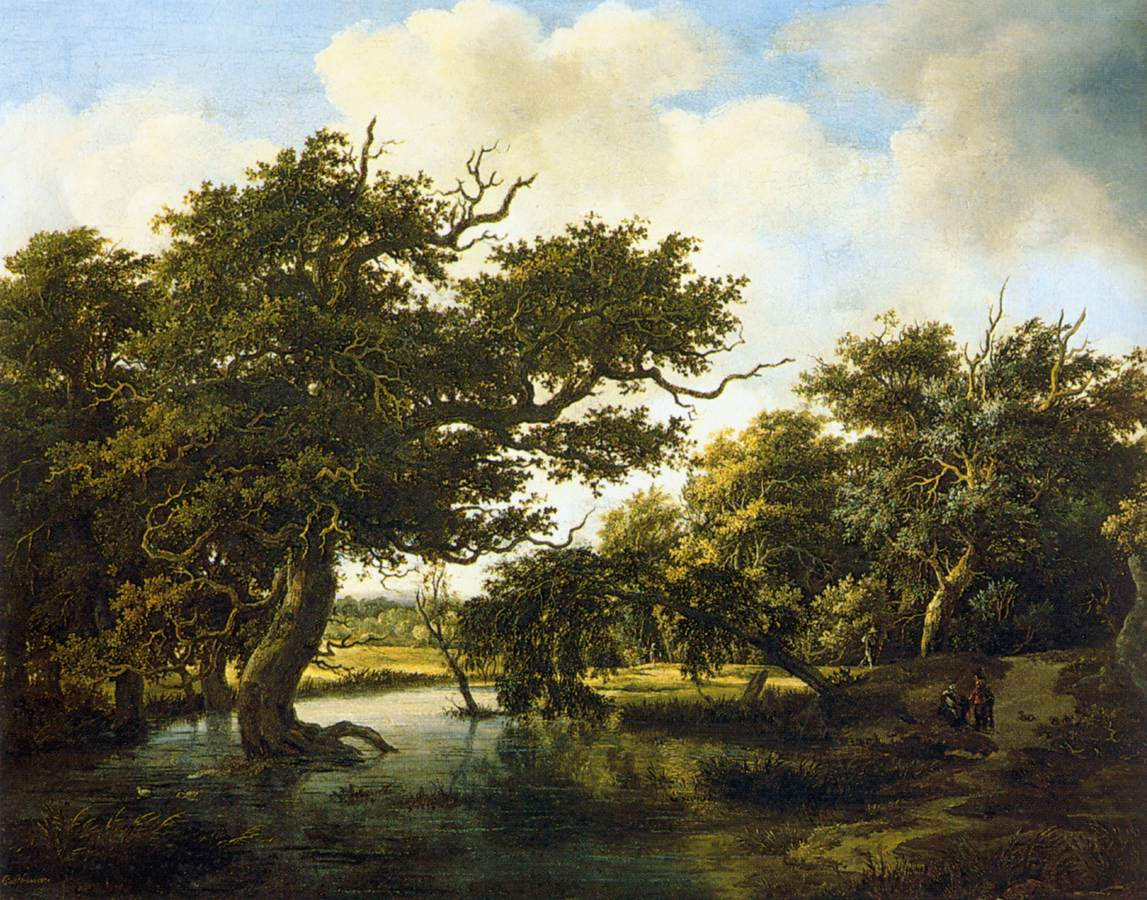
Meindert Hobbema, 1660, Bois marécageux.

D'autres domaines picturaux sont également servis, par les peintres de l'école caravagesque d'Utrecht par exemple. Plus tard, le pays verra naître le peintre considéré comme le plus grand de tous les temps : Vincent van Gogh. Ses œuvres ont inspiré générations d'artistes, et ses dessins ou toiles ont été vendus à des prix records, mêlant différents styles. Le musée Van Gogh à Amsterdam possède la plupart des réalisations de l'artiste. Au XXe siècle, alors que beaucoup pensaient la peinture néerlandaise appartenir au passé, les peintres Karel Appel, Kees van Dongen, Willem de Kooning, Piet Mondrian ou encore Bram van Velde, renouvellent le genre et proposent une nouvelle vue sur le monde. Paul Gabriël est également largement réputé aux Pays-Bas, car il a peint sur la majorité de ses toiles moulins, polders et champs de fleurs représentatifs du pays.
Sont également renommés les carreaux et la faïence de Delft, un art de coloration de la porcelaine au bleu émaillé d'autres couleurs. La plupart des grandes pièces créées par les artisans de Delft sont visibles dans les plus hauts lieux d'Europe, représentant des paysages ou des scènes historiques.

### Littérature
Les quatre écrivains néerlandais les plus connus sont sans doute Harry Mulisch, Willem Frederik Hermans, Gerard Reve et Hella Haasse. La Découverte du ciel par Harry Mulisch, s'il n'est pas le roman le plus connu, est par vote, reconnu comme le meilleur roman néerlandais de tout temps. Le philosophe Baruch Spinoza est en outre considéré comme un grand penseur, influent sur ses contemporains, tout comme le poète Hendrik Marsman.

### Musique

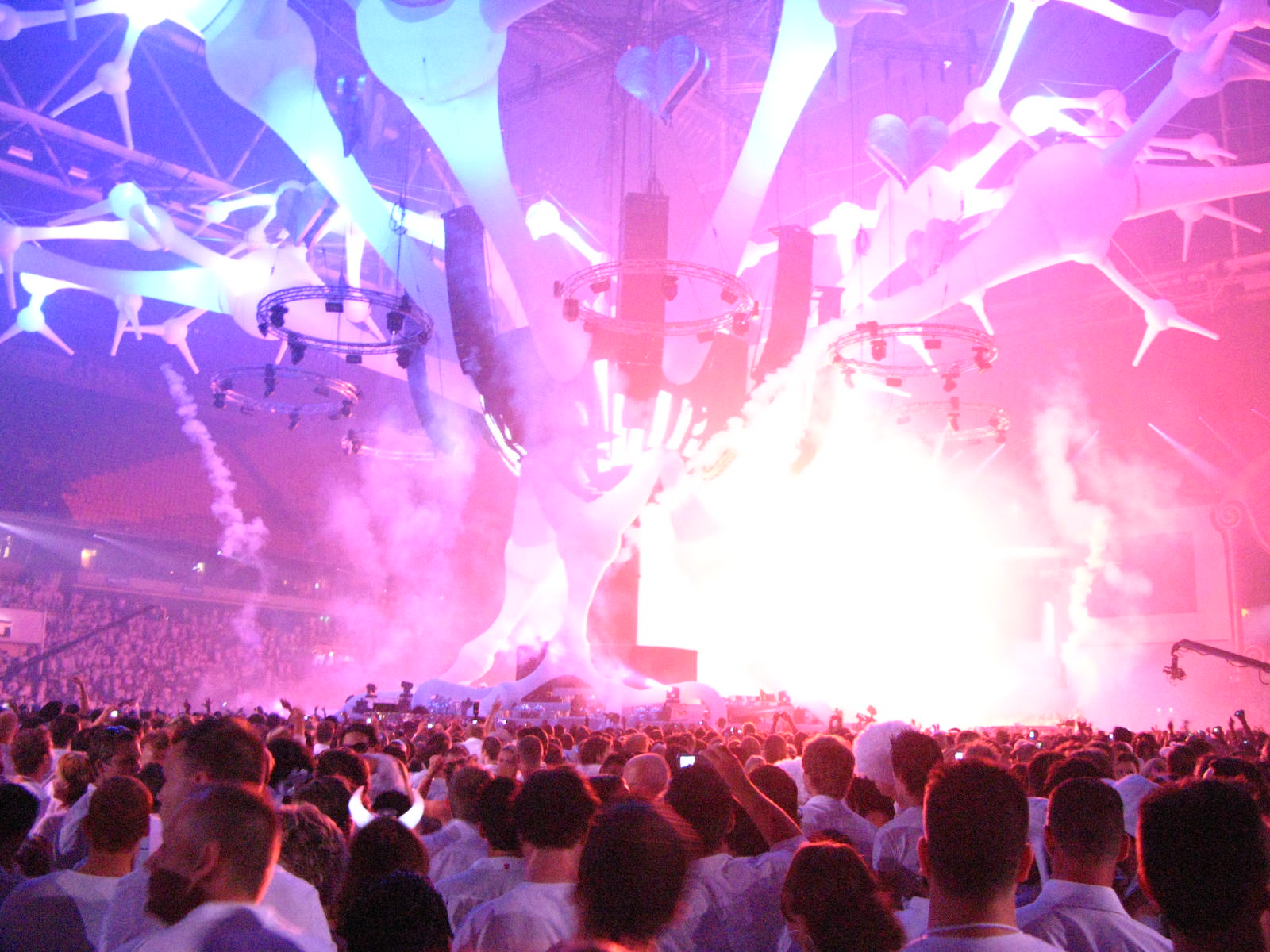
Le festival Sensation, à Amsterdam, en 2007.

Les Pays-Bas ont un riche passé de musique classique, la langue néerlandaise ayant été fédératrice dans les arts. Bien que situé près de la Scandinavie, le royaume néerlandais a connu un destin différent concernant sa musique traditionnelle, influencée par l'Allemagne, plus proche.
Au XXe siècle, la nederpop était le courant musical principal dans le pays même si d'autres styles étaient écoutés. Parmi de nombreux genres musicaux actuels, les Pays-Bas sont le berceau d'une musique électronique connue sous les termes de hardcore et gabber. Le pays est hôte de plusieurs grands festivals d'envergure mondiale, à savoir le Thunderdome, le Sensation, le Mystery Land et l'Amsterdam Dance Event. L'un des plus gros festival de hardstyle prends placeà Biddinghuizen, le Defqon.1. Aujourd'hui, le principal mouvement musical électronique néerlandais est la Dirty Dutch House, popularisée par des artistes tels qu'Afrojack, Chuckie ou Glowinthedark. Le pays est mondialement renommé pour sa musique électronique : de nombreux artistes majeurs sont néerlandais, et parmi les plus connus se trouvent Angerfist, Tiësto, Hardwell, Armin van Buuren, Vicetone, Showtek, Blasterjaxx, Nicky Romero, Don Diablo, Oliver Heldens ou encore Martin Garrix.

### Cinéma
Le plus important festival de cinéma aux Pays-Bas est le Festival international du film de Rotterdam (IFFR), mais le Festival du cinéma néerlandais d'Utrecht est celui le plus suivi dans le pays. Le festival international, l'un des plus populaires en Europe ne juge que les deux premiers longs métrages d'un auteur. Un autre festival d'importance internationale est le Festival international du film documentaire d'Amsterdam (IDFA). Il est considéré comme le plus important festival de films documentaires au monde[réf. nécessaire].

### Gastronomie
Le petit-déjeuner et le déjeuner néerlandais sont des repas à base de tranches de pain à tartiner avec du fromage, des tranches de viande froide, ou des gourmandises telles que la confiture, le rinse appelstroop (sirop de pomme à tartiner), le pindakaas (beurre d'arachide à tartiner), le hagelslag et vlokken (vermicelles au chocolat à tartiner).
Pour le dîner, le plat principal est habituellement composé d'une source de protéines (viande, ou poisson), d'un féculent (pommes de terre, riz ou pâtes) et d'un ou plusieurs légumes verts. Le stamppot, une purée de légumes et de pommes de terre, accompagnée de viande, est une spécialité d'hiver. Il en est de même des frites, accompagnées d'une sauce mayonnaise, quoique plus souvent consommées en été. De nombreuses brasseries servent des frites, en plus des croquettes locales, des fricadelles aux différentes sauces, des soufflés au fromage et d'autres apéritifs chauds. Dans ces lieux, mais aussi dans les gares, il existe des distributeurs automatiques de petits repas chauds.
Le pays produit de nombreux fromages, tels le gouda, le leidse kaas (une forme de komijnekaas, fromage au cumin), l'édam ou encore le hollandse gatenkaas (dont le Leerdammer).
Beaucoup de spécialités néerlandaises sont méconnues internationalement. Assez célèbres sont les maatjes qui consistent en une dégustation de harengs marinés que l'on tient par la queue avant de les avaler. Les moules et frites sont un plat typiquement néerlandais et belge, la plupart des moules vendues en Belgique venant de Zélande. Les poissons comme la sole ou le haddock sont également très appréciés. Les Pays-Bas sont également un pays de bière, on y trouve l'une des sept fabriques de bières trappistes (La Trappe), les six autres se trouvant en Belgique. Les différentes bières sont Bavaria, Grolsch, Hertog Jan, Amstel, Heineken, ou encore Dommelsch. Le jenever (genièvre) est un alcool typique des Pays-Bas, décliné en plusieurs parfums tel le cassis ; sur les marchés de Noël à côté des baraques servant du vin chaud.
Les Pays-Bas ont une longue tradition de café, par exemple la marque Jacobs Douwe Egberts est distribuée en Europe. Rarement bu noir, le café est soit servi avec de la crème séparée, soit une recette locale est appliquée. Le thé est aussi apprécié des Néerlandais, en raison de circonstances historiques, et se déguste généralement avec le typique appelgebak (sorte de gâteau aux pommes avec de la cannelle) généralement servi avec de la crème chantilly.
Il existe de nombreuses pâtisseries dont la plus emblématique est sûrement le spéculoos, un petit biscuit croquant à la cannelle. Comme en Allemagne, la cannelle est très présente dans la pâtisserie néerlandaise. Il y a également beaucoup de petits gâteaux secs comme les bredele alsaciens. Une spécialité des Pays-Bas est la gaufrette au caramel, la stroopwafel, qui se fait partout dans le pays et que l'on peut déguster chaude sur les marchés. Les poffertjes, sortes de blinis saupoudrés de sucre glace, sont également très appréciés, tout comme les bonbons au réglisse drops.